# Prieuré Saint-Martin-des-Champs
Pour les articles homonymes, voir Abbaye Saint-Martin, Saint-Martin et Saint-Martin-des-Champs.
Le prieuré ou abbaye Saint-Martin-des-Champs est une ancienne abbaye catholique devenue prieuré, situé dans le 3e arrondissement de Paris.
 Collégiale fondée en 1059 pour remplacer une basilique de la fin du VIe siècle détruite par les Normands, l'établissement est confié en 1079 aux Clunisiens et devient rapidement la principale dépendance de la puissante maison mère bourguignonne. L'abbaye comportait un enclos privilégié avec foire annuelle.
Grâce à la protection des rois et aux nombreux dons que le prieuré reçoit, celui ci peut fonder une trentaine de filiales réparties sur dix diocèses, et ses possessions s'étendent jusqu'en Angleterre. Le chœur de l'église priorale est édifié entre 1135 et 1155 environ. D'un style encore essentiellement roman, son déambulatoire, ses arcades en tiers-point, ses voûtes d'ogives et ses murs boutants annoncent déjà l'architecture gothique. Le plan est trop complexe pour qu'il connaisse une descendance directe, mais le chevet de Saint-Martin-des-Champs constitue néanmoins un prototype du déambulatoire à chapelles rayonnantes. Un nouveau réfectoire est construit entre 1225 et 1235, généralement considéré comme un chef-d'œuvre de l'art gothique rayonnant, et préservé jusqu'à ce jour. La nef actuelle n'est pas antérieure au milieu du XIIIe siècle, et comparée aux parties orientales et au réfectoire, son intérêt architectural est limité.
Le prieuré connaît encore d'importantes transformations au XVIIIe siècle, quand la plupart des bâtiments médiévaux sont remplacés. La Révolution française met un terme à l'existence du prieuré en 1790. Ses bâtiments sont néanmoins préservés grâce à l'installation du Conservatoire national des arts et métiers (le CNAM) en 1798.
L'église est en grande partie restaurée, voire reconstruite, sous l'architecte Léon Vaudoyer, à partir de 1845. Vaudoyer crée aussi des bâtiments supplémentaires, qu'il convient de ne pas confondre avec ceux de l'ancien prieuré. Les plus importants, dont l'église, sont classés monument historique par liste de 1862. La partie sud-est du déambulatoire et le clocher sont restaurés par Henri Deneux entre 1913 et 1916, et l'église accueille depuis lors une partie des collections du musée des Arts et Métiers. Une nouvelle campagne de restauration est entreprise à partir de 1993, et à cette occasion, les bâtiments du prieuré non encore protégés sont à leur tour classés aux monuments historiques par arrêté du 15 mars 1993.

## Situation et accès
Il est situé aux nos 270–292 rue Saint-Martin.
Le quadrilatère compris entre les rues Saint-Martin, du Vertbois, Montgolfier et Bailly marque les limites de l'enceinte du prieuré Saint-Martin-des-Champs.

## Historique

### Les origines

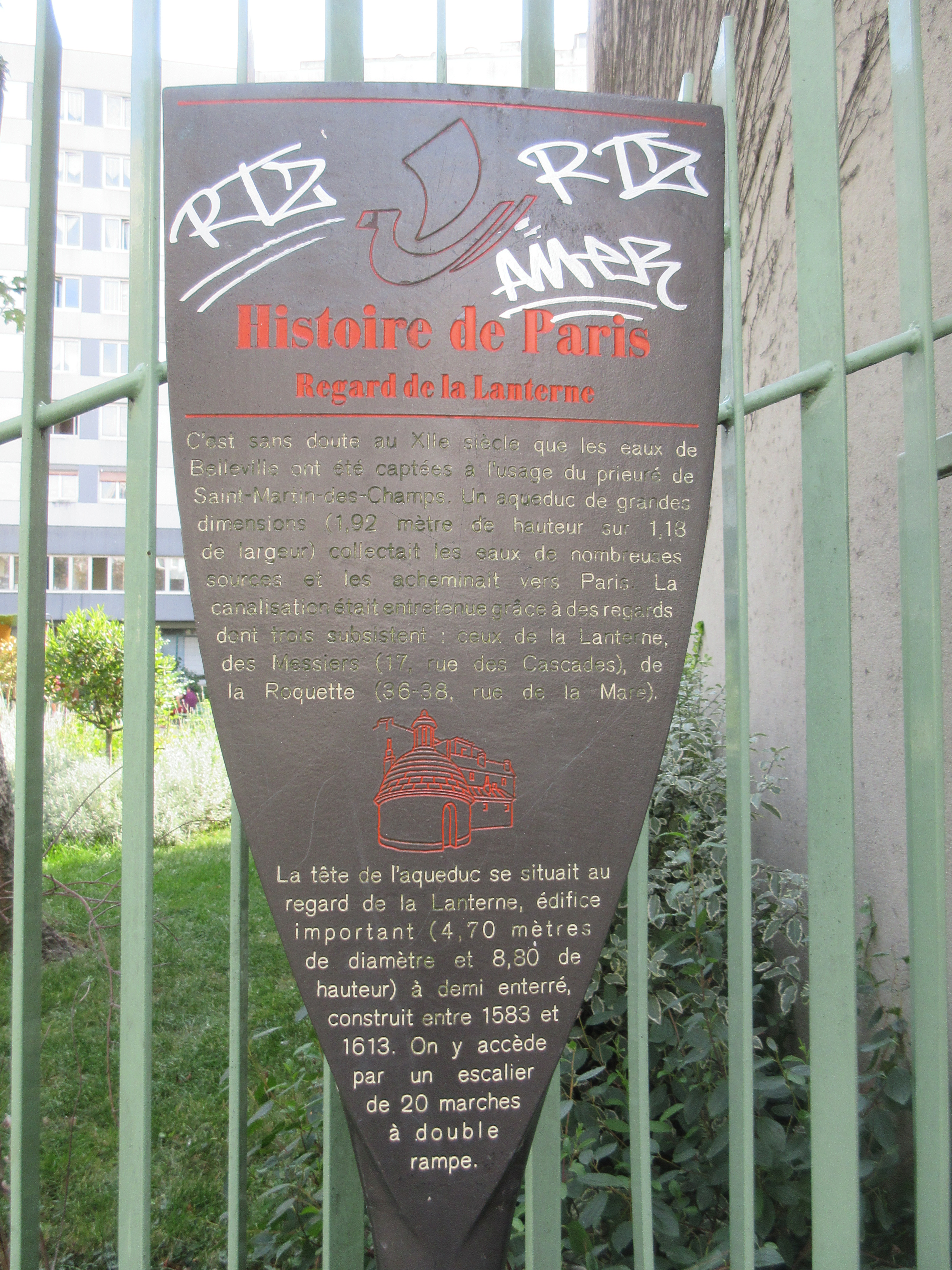
Panneau Histoire de Paris
« Regard de la Lanterne ».

La Vita Martini de Sulpice-Sévère mentionne un passage de saint Martin à Paris en 385-386 au cours d'un de ses voyages entre Tours et Trèves pendant lequel, au moment où il franchit la porte de la ville, il embrasse et bénit un lépreux qui s'en trouve aussitôt guéri. Grégoire de Tours dans Histoire des Francs livre VIII mentionne un oratoire dédié à saint Martin construit à une porte de Paris à l'endroit où le saint avait guéri un lépreux miraculeusement protégé d'un incendie en 585. Cet oratoire étant construit à une porte de Paris ne semble pas correspondre à l'église Saint-Martin-des-Champs.

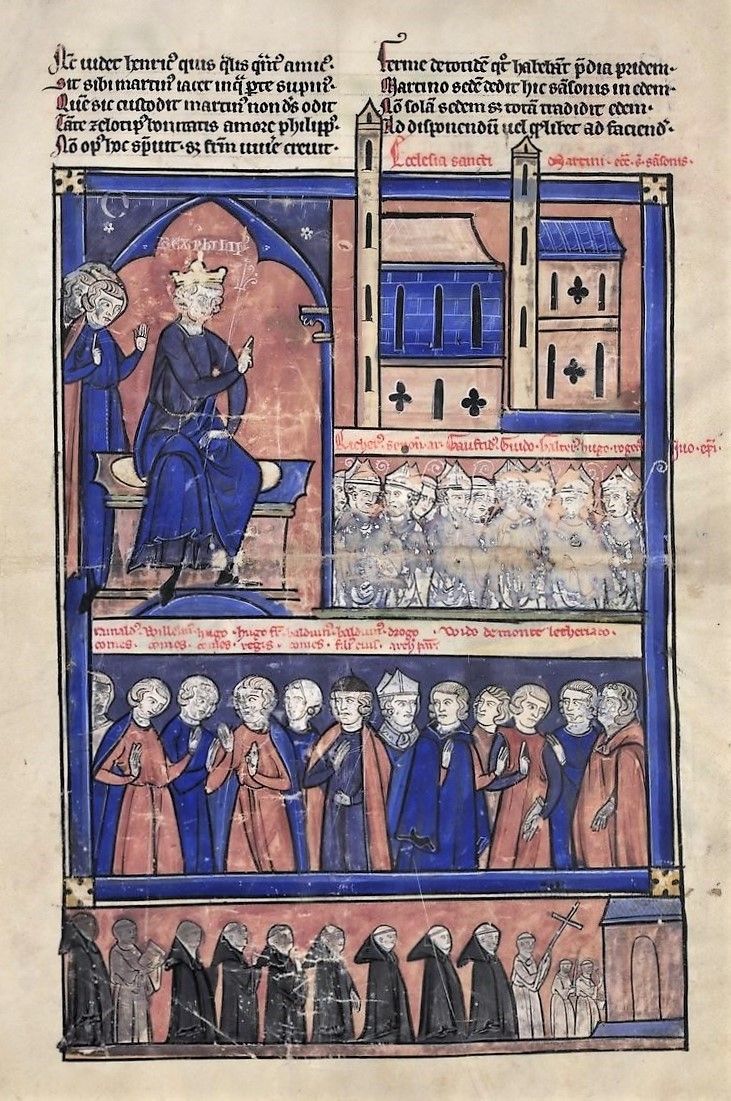
Histoire du prieuré Saint-Martin-des-Champs – le roi Philippe Ier et la consécration de l'église par les moines de Cluny.
Manuscrit latin (1225-1275).

Une basilique funéraire mérovingienne sans doute construite au VIe ou VIIe siècle est mentionnée pour une première fois dans une charte de 709/710 dans laquelle le roi Childebert III (ou IV) adjuge à l'abbaye de Saint-Denis les revenus d'une foire qui se tenait à Saint-Denis et avait été transférée dans la cité de Paris, entre les basiliques Saint-Martin et Saint-Laurent. Cette église est de nouveau évoquée dans le dernier tiers du IXe siècle dans un polyptyque de Saint-Pierre-des-Fossés, avant le siège de Paris par les Normands qui a dû entraîner sa ruine. Son existence est confirmée lors des fouilles archéologiques menées en 1993 et 1994 à l'occasion de la rénovation du musée des arts et métiers, qui mettent au jour de nombreux sarcophages. Le plan de la basilique est également révélé : elle se composait d'une nef moitié moins large et moins longue que la nef actuelle ; d'un transept débordant ; et d'un chœur composé d'une travée carrée et d'une abside en hémicycle. Le transept et le chœur s'inscrivaient presque entièrement dans l'abside actuelle, et il est intéressant de constater que l'axe était déjà le même. La limite entre transept et nef se situait à l'extrême fin de la nef actuelle, et son désaxement est hérité de la nef mérovingienne. Une abbaye fut fondée à côté de la basilique à une époque indéterminée. À la fin du IXe siècle, l'ensemble basilique et abbaye fut dévasté par les Normands. La reconstruction s'effectua beaucoup plus tard, et la basilique ne renaquit apparemment plus. L'église a été implantée sur une petite butte à côté des marais qui se trouvaient dans un ancien bras de la Seine inondé pendant les périodes de crue du fleuve.
En 1059 et 1060, le roi Henri Ier y fonda une collégiale, à la fin de sa vie, ce qui donna sans doute la véritable impulsion pour la reconstruction de l'église. Le chantier fut poursuivi par son fils Philippe Ier, et la dédicace a été célébrée le 29 mai 1067, en l'honneur de saint Martin de Tours. Le plan de cette collégiale est également connu grâce aux fouilles. Son abside avait une largeur et une profondeur de 13 m et occupait exactement l'espace de l'abside actuelle. En l'absence de transept, elle se raccordait directement à la nef, large de 16 m et longue de 43 m, sans compter le clocher-porche occidental, qui s'est effondré en 1453 et a été remplacé par un simple mur-pignon en 1455-1456. À la mort du premier doyen du chapitre de chanoines en 1079, Philippe Ier donna l'église et le temporel du chapitre à l'abbaye de Cluny, qui était déjà présente dans la région avec son prieuré de Longpont. Les treize chanoines durent partir. Saint Hugues, abbé de Cluny, envoie des moines et désigne Ourson comme premier prieur de Saint-Martin-des-Champs. Deux clochers flanquant l'abside sont élevés quelques années après l'arrivée des moines. Des absidioles y font suite vers l'est. Le clocher du sud et des vestiges de son absidiole sont actuellement les seuls vestiges qui restent des débuts du prieuré,.

### La construction du chœur actuel
Rapidement, le prieuré Saint-Martin-des-Champs devient l'un des plus importants et des plus riches de l'Ordre de Cluny, notamment grâce à la protection des Louis VI et Henri Ier d'Angleterre, et de nombreux membres de la haute noblesse. Ils font de nombreux dons à l'abbaye, tant de leur vivant que par leurs testaments. Les terres et revenus fonciers qui font souvent l'objet de ces dons permettent de fonder de nombreuses filiales, et au début du XIIe siècle, trente prieurés répartis sur une dizaine de diocèses dépendent déjà de Saint-Martin-des-Champs. Ses possessions se situent en partie en Angleterre. Selon le prieur Pierre le Vénérable, futur abbé de Cluny, le nombre de moines, frères lais compris, atteint les trois cents.
Sous l'impulsion du prieur Thibaud II (1132-1142), l'enceinte de l'abbaye est fortifiée, et la construction du chœur de l'église est entreprise vers 1134 ou 1135. Aucun document n'atteste la date de début de chantier, et l'on connaît encore moins le nom du maître-d'œuvre. Ainsi, jusqu'à la publication d'une première étude archéologique par Eugène Lefèvre-Pontalis, la plupart des auteurs, y compris Eugène Viollet-le-Duc, avaient pensé que le chœur remonterait au dernier quart du XIe siècle. La comparaison avec d'autres monuments fait pourtant paraître évidente une datation plus tardive. Avant et surtout, l'église de Saint-Martin-des-Champs est considérée comme édifice pionnier pour le développement de l'architecture gothique, bien que faisant lui-même encore partie de l'architecture romane. Le grand diamètre des piles, la faible hauteur des voûtes d'ogives, la forte section de leurs nervures et la lourdeur de tous les profils permet à Lefèvre-Pontalis un rapprochement avec le style du massif occidental de la basilique Saint-Denis, commencé en 1140. En même temps, le chœur de Saint-Martin-des-Champs est moins avancé que toutes les autres églises qui jouent un rôle dans la naissance de l'art gothique, ce qui motive une datation du début du chantier quelques années plus tôt. La sculpture des chapiteaux renvoie peut-être à une période plus tardive, mais c'est plutôt dû au fait que les Bénédictins faisaient toujours appels aux meilleurs artisans. Les chapiteaux des arcatures plaquées de la chapelle tréflée est en même temps encore résolument roman. Sur un plan général, Saint-Martin-des-Champs joue un rôle important pour la diffusion du plan à déambulatoire et chapelles rayonnantes, mais la complexité de son plan et ses irrégularités résultant de diverses contraintes et de l'inexpérience du maître-d'œuvre ne sont pas propices à une imitation directe. Seul le double déambulatoire de Saint-Denis semble inspiré par Saint-Martin-des-Champs, et apporte une régularisation de son concept. — La dédicace du nouveau chœur est célébrée un 11 juin, mais l'on ignore malheureusement l'année. Thibaud II est nommé évêque de Paris vers 1143 : l'on imagine qu'il a accordé des faveurs au prieuré, permettant un achèvement rapide du chantier,,,,,.

Chapiteaux du double déambulatoire
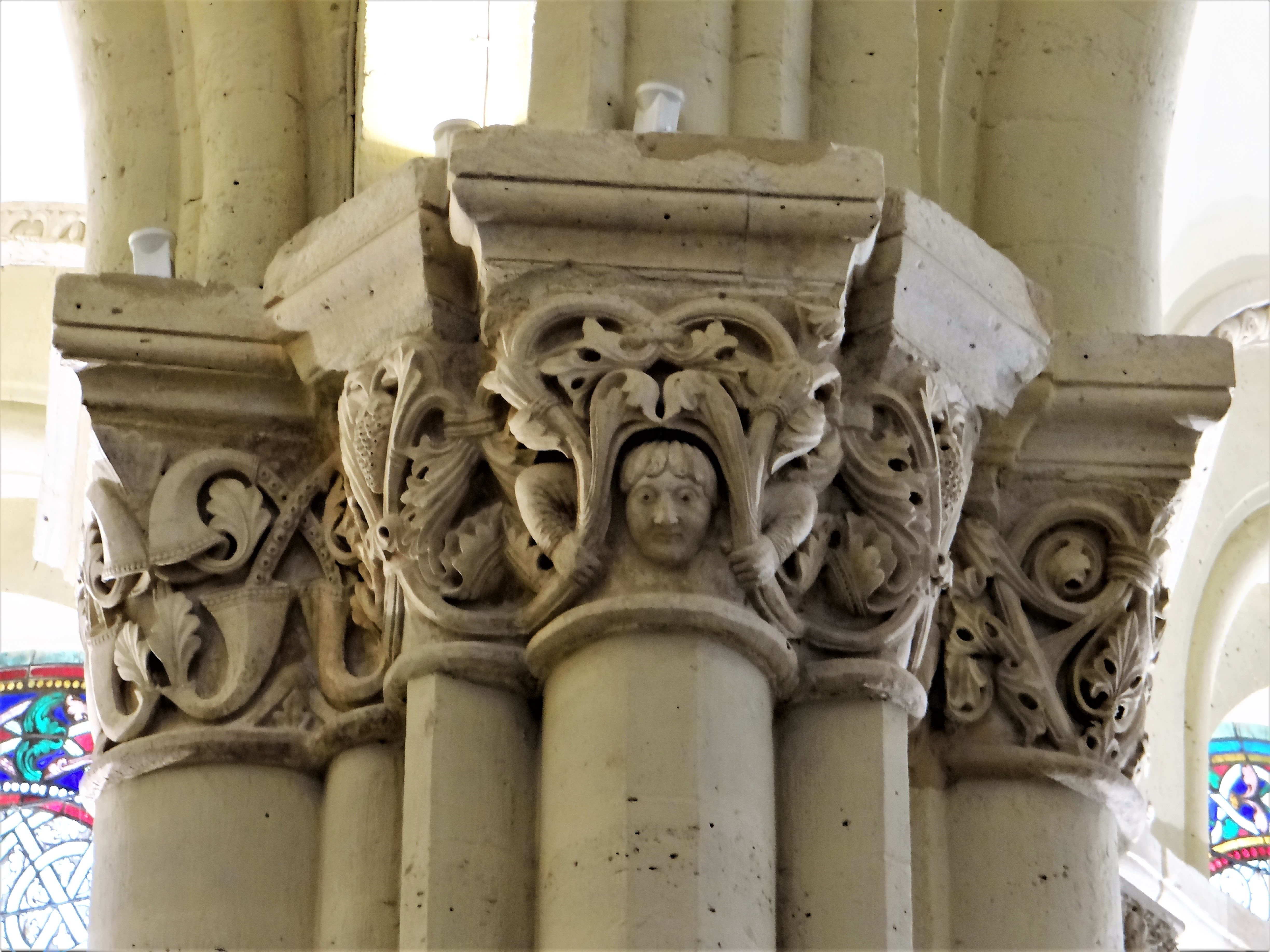
Chapiteau avec personnage.
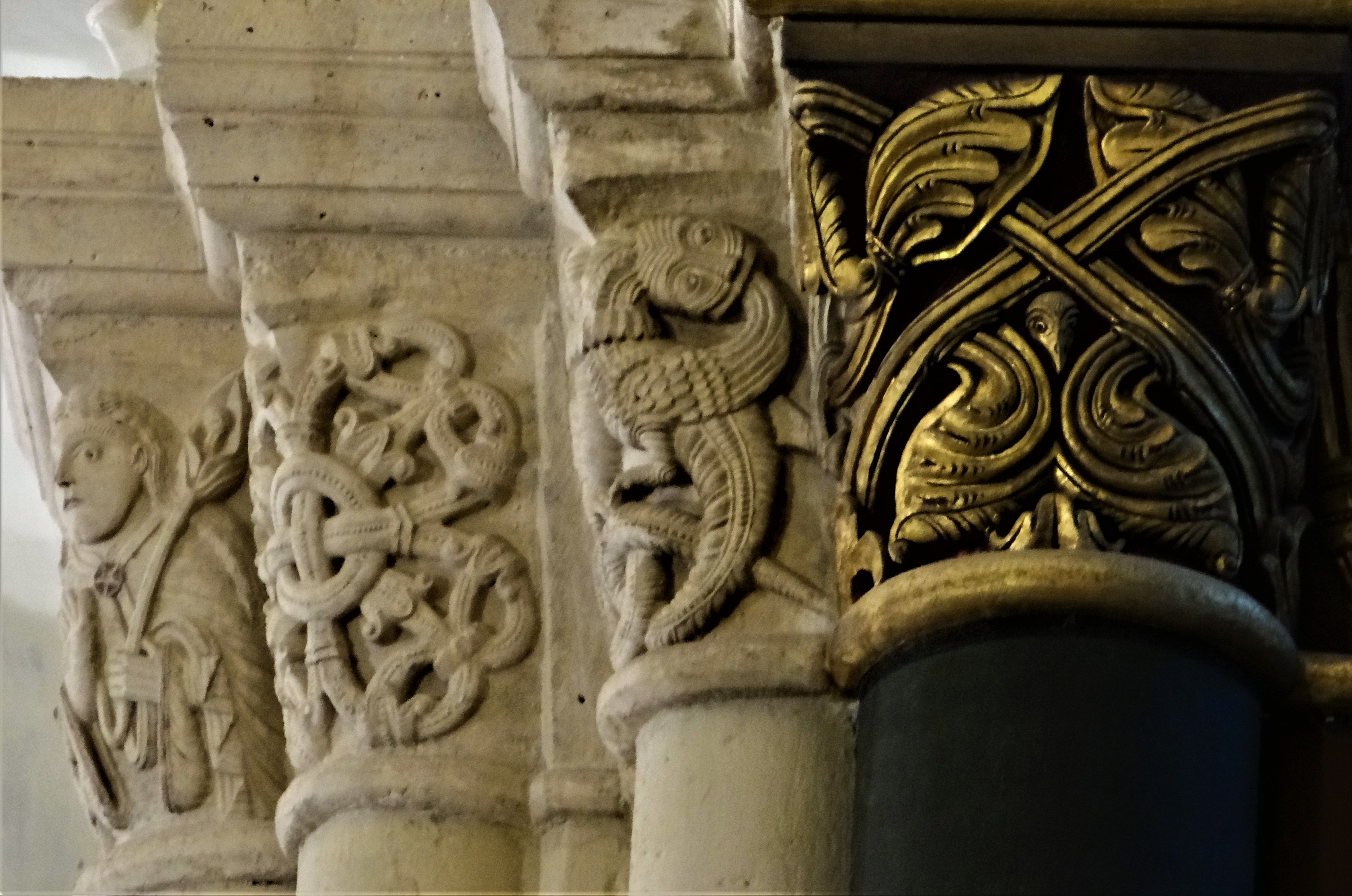
Chapiteaux avec monstre, personnage et entrelacements.
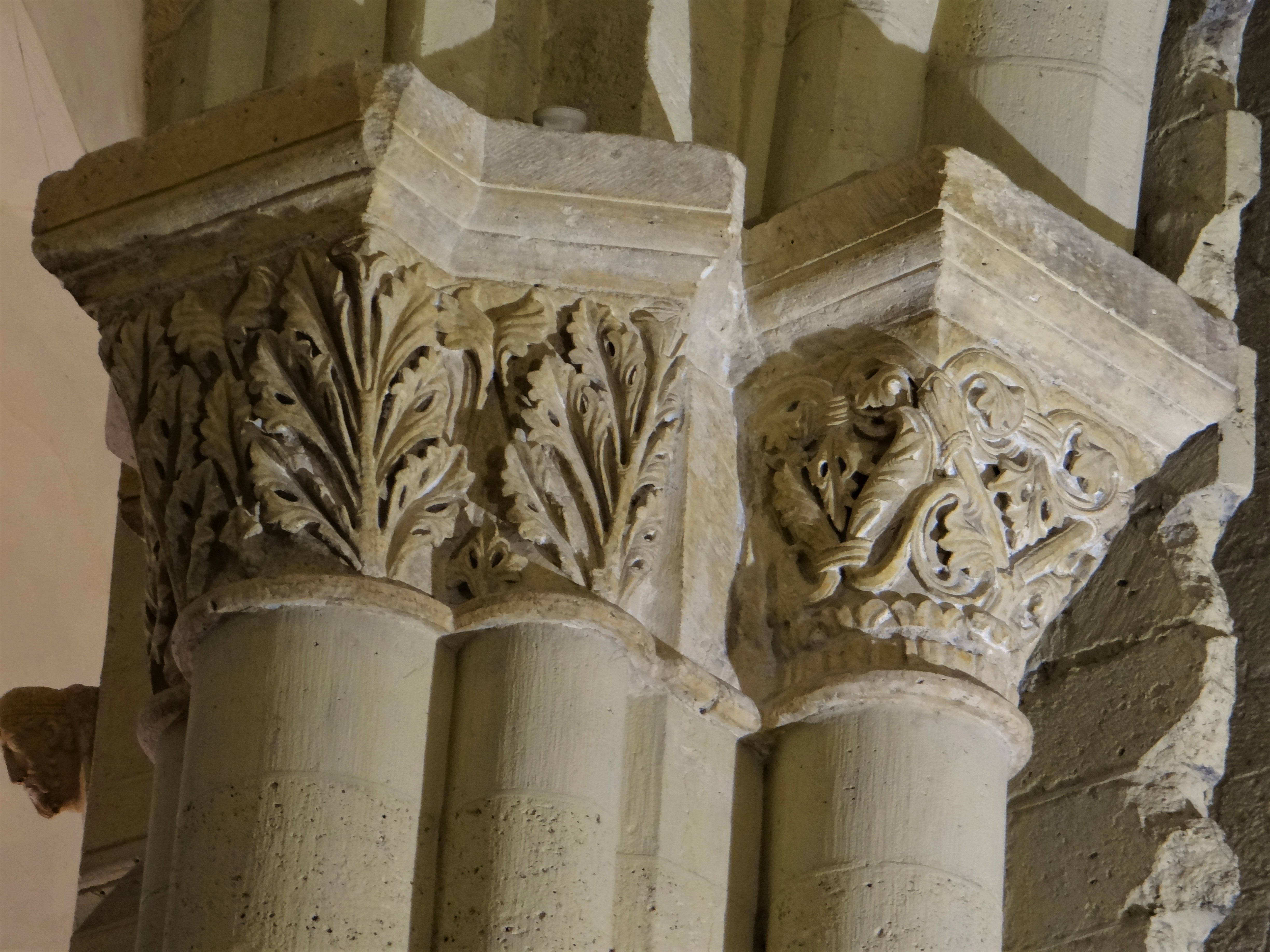
Chapiteaux à décors de feuillages.
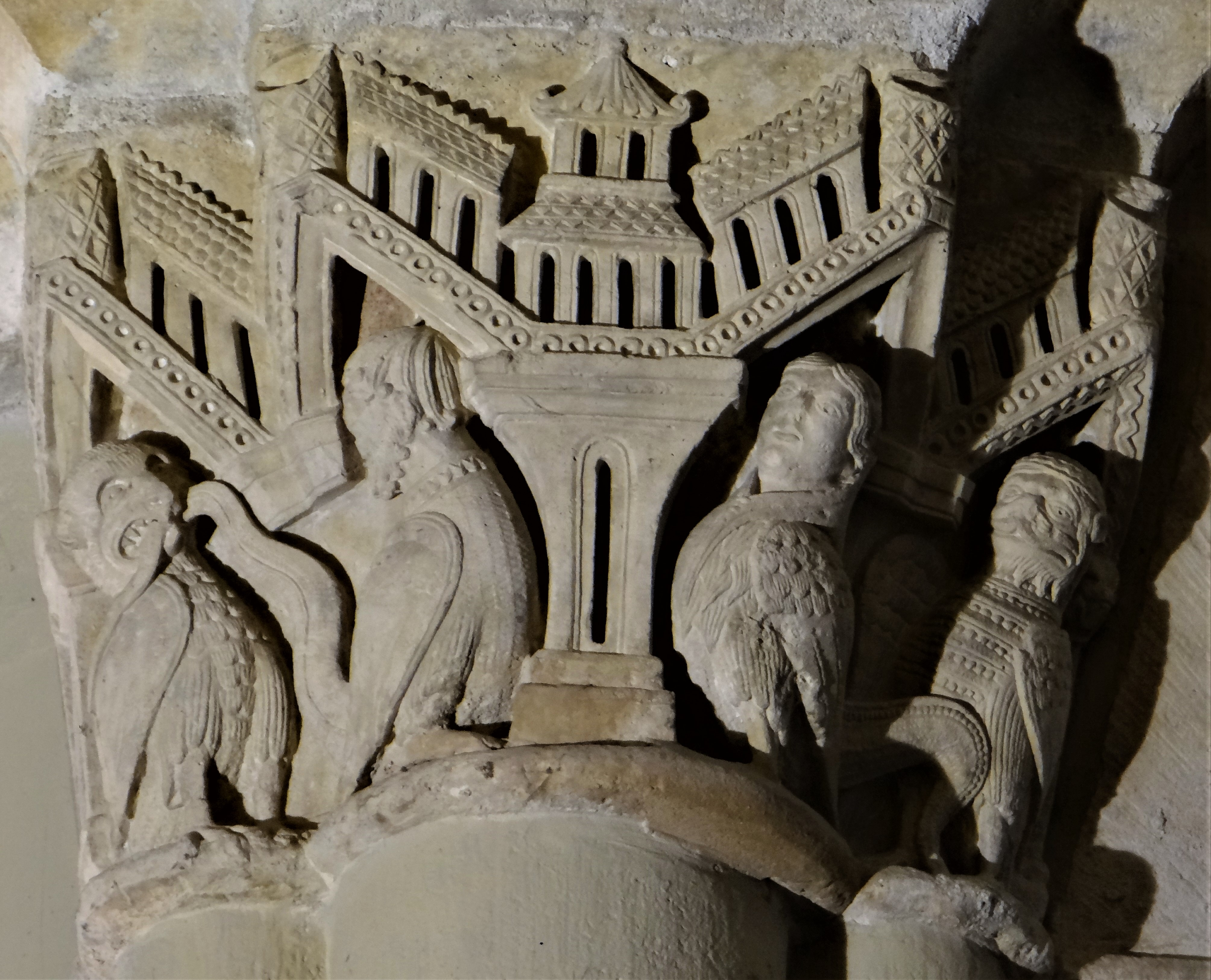
Monstres à corps d'oiseaux.
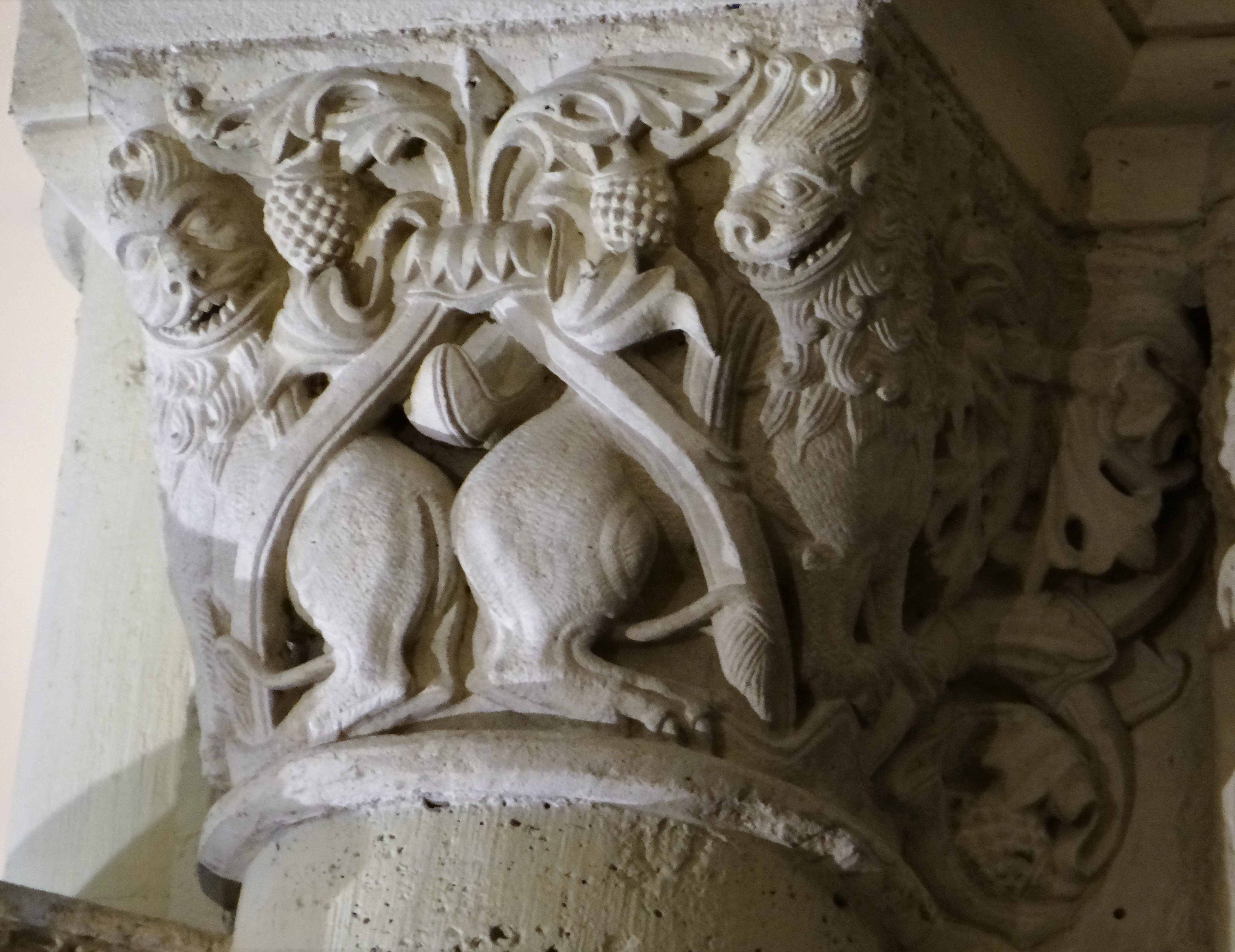
Feuillages avec lions.
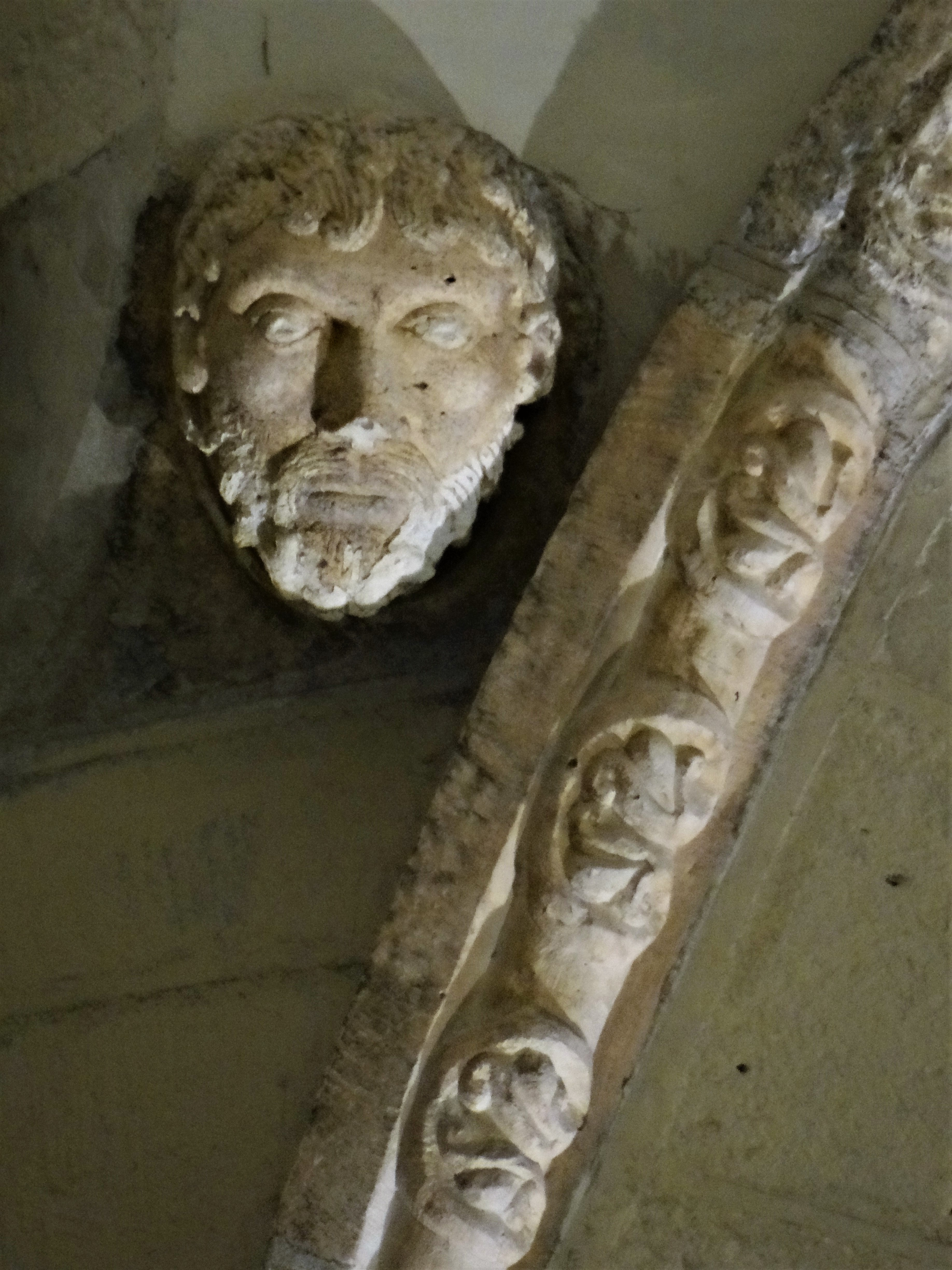
Tête d'homme.

### Les travaux duXIIIesiècle

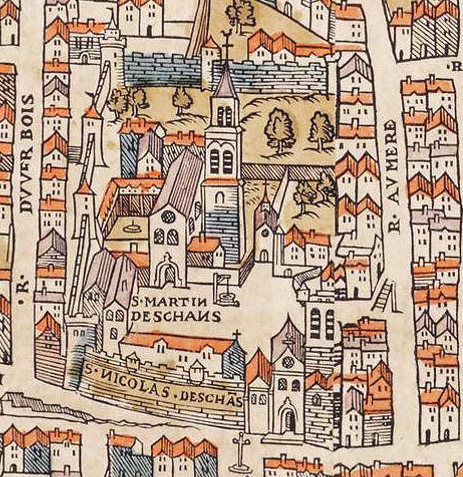
Saint-Martin-des-Champs et son enclos sur le plan de Truschet et Hoyau (vers 1550) avec l'échelle placée Cour Saint-Martin, rue Aumaire, derrière l'église Saint-Nicolas-des-Champs, où sont attachés des condamnés.

Plan de Paris vers 1300-1330 avec l'enclos de Saint-Martin-des-Champs.

Les Archives nationales conservent une grande partie des archives du prieuré, mais d'importantes lacunes existent sur le plan des sources liturgiques médiévales, disparues lors d'un incendie au XVIe siècle, et des différents travaux menés au Moyen Âge. Sous le priorat de Baudoin, au cours du premier tiers du XIIIe siècle, et plus probablement entre 1225 et 1235, le cloître gothique est élevé au nord de l'église. Aucun document témoignant de sa construction ne subsiste, et puisqu'il a été jeté bas au début du XVIIIe siècle, seuls des vestiges lapidaires en restent. Ils ont permis à Danielle Valin-Johnson et Philippe Plagnieux de proposer une datation. Ce même auteur pense que la nef, elle aussi, date des années 1130, ce que montreraient les contreforts et le remplage des fenêtres, qui est proche du dessin des baies hautes du chevet de la basilique Saint-Denis. Les parties basses du mur méridional proviendraient toutefois de la nef du XIe siècle, et il en va sans doute de même du mur septentrional, dont l'appareil n'est pas visible.
Le nouveau réfectoire, chef-d'œuvre du gothique rayonnant, est apparemment édifié plus ou moins simultanément. Ses dimensions sont impressionnantes : il mesure 42,80 m de long pour 11,70 m de large. Il est souvent attribué à l'architecte Pierre de Montreuil, mais les similitudes avec les rares œuvres pouvant être attribuées à ce maître sont minces, et comme la Sainte-Chapelle, il est plus prudent de soustraire le réfectoire de Saint-Martin-des-Champs de la liste de ses œuvres. Restauré au milieu du XIXe siècle par Léon Vaudoyer, il sert de bibliothèque au Conservatoire national des arts et métiers en 1852, mais n'est pas ouvert à la visite. Seule son élévation septentrionale est bien dégagée ; elle est visible depuis la cour d'honneur.
Un quatrième grand chantier a lieu pendant le règne de saint Louis : c'est la construction d'une nouvelle enceinte fortifiée, dont plusieurs tours et des portions de mur sont toujours visibles rue du Vertbois. En effet, comme son nom le sous-entend, le prieuré se situe à l'extérieur de l'enceinte de Philippe Auguste,,. Il est par contre compris dans l'enceinte de Charles V.

### La vie du prieuré duXVeauXVIIesiècle

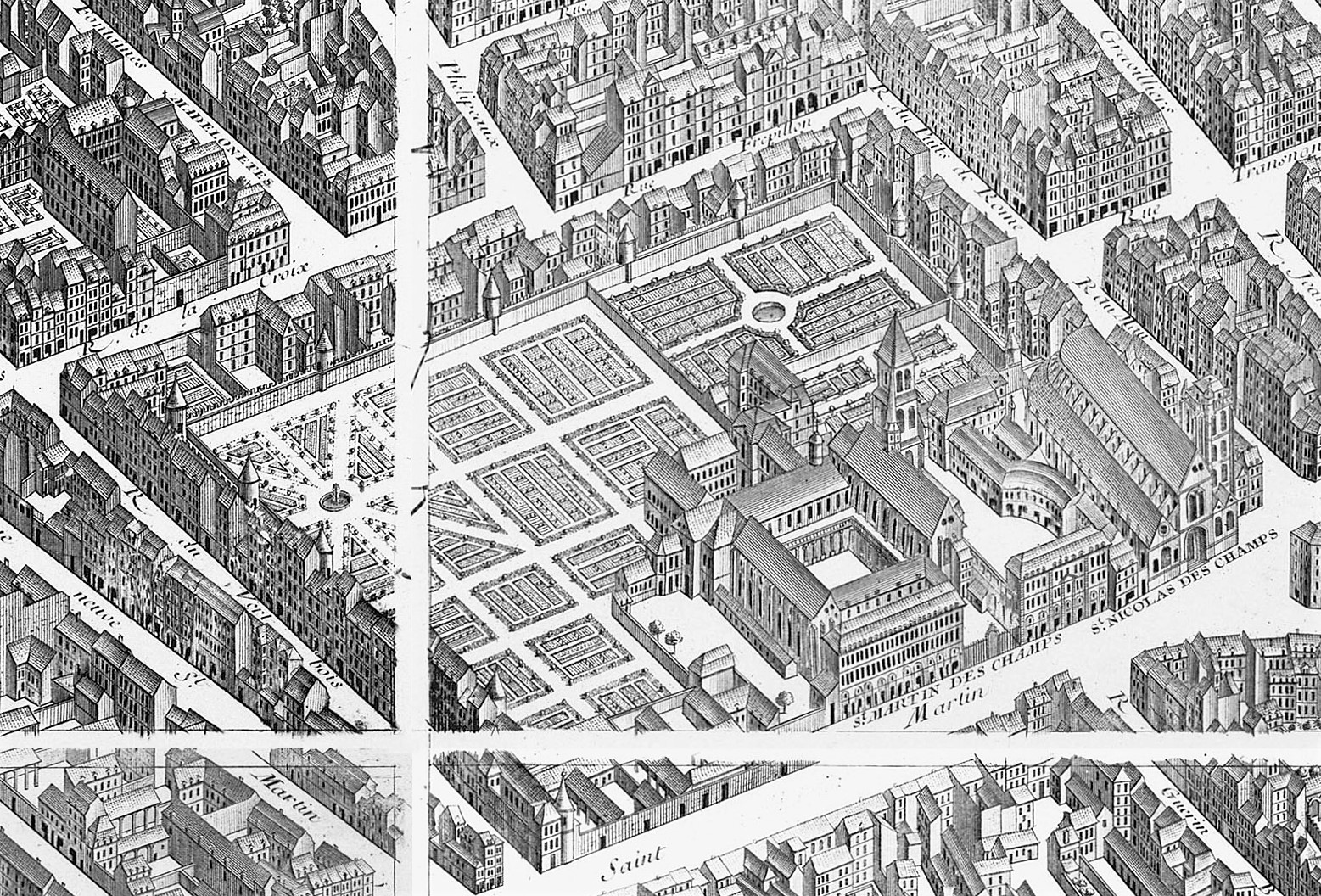
Le prieuré Saint-Martin-des-Champs à l'intérieur de son enceinte avec l'église Saint-Nicolas-des-Champs.
Plan de Turgot.

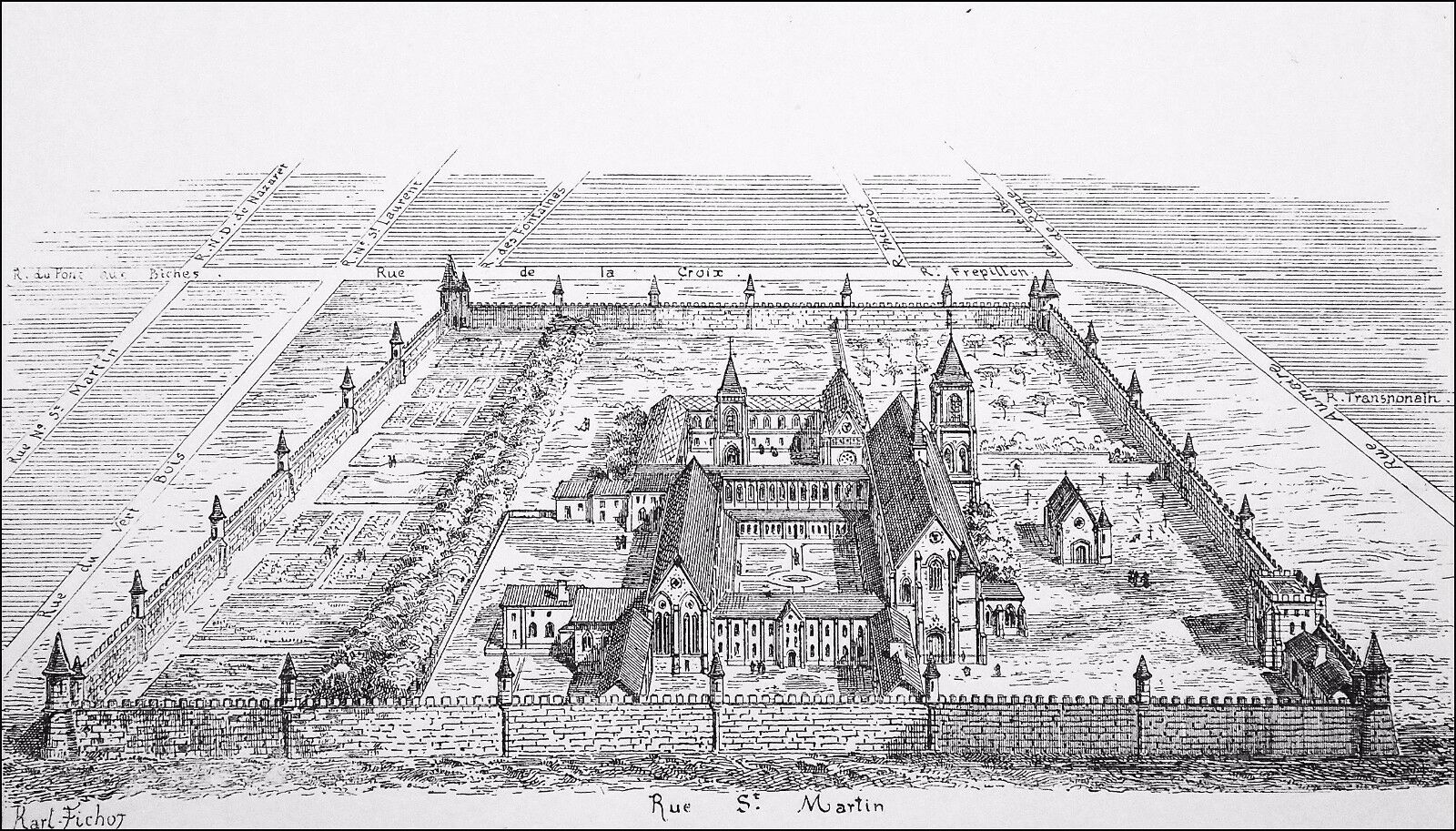
Vue du prieuré.

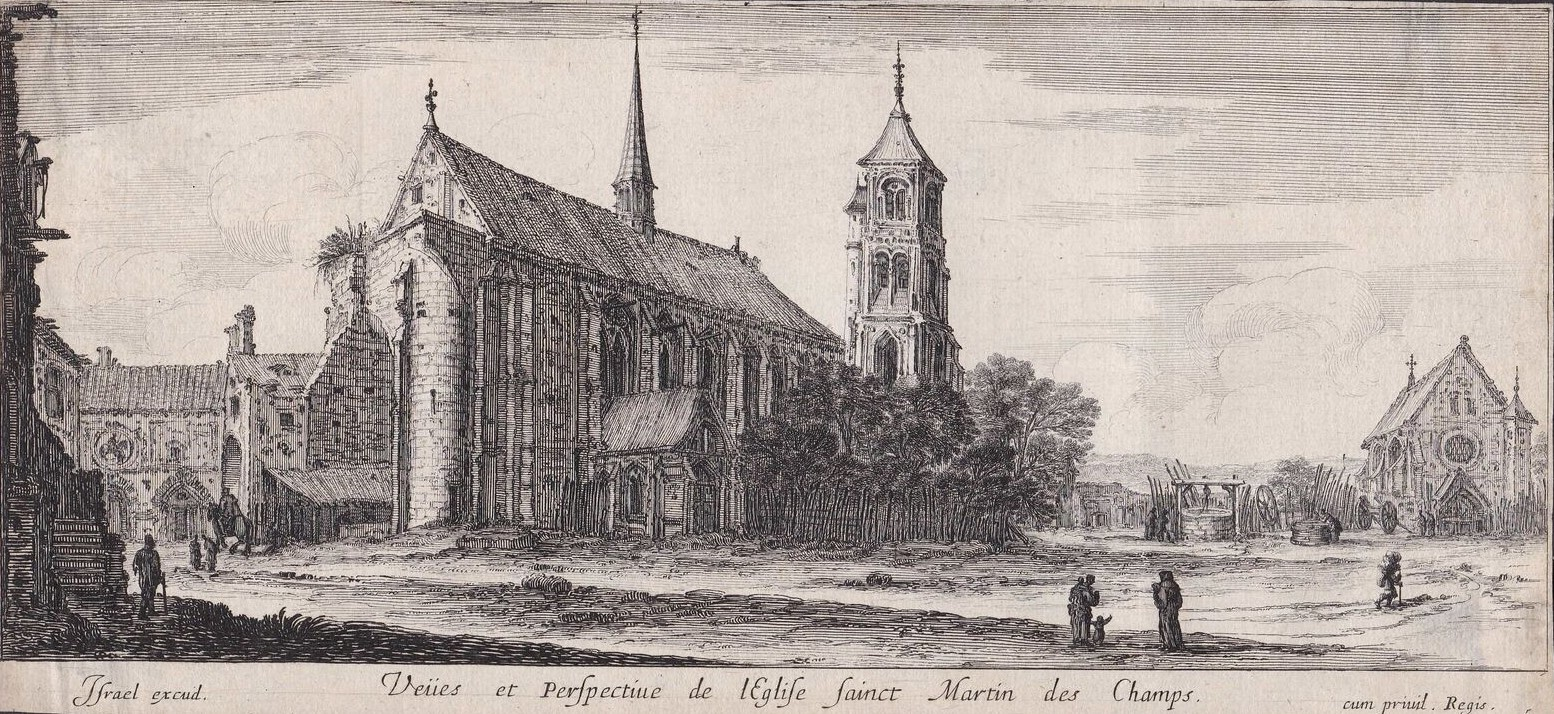
L'église du prieuré, par Israël Silvestre - ca. 1650

En 1426, Philippe de Morvilliers, premier président du parlement de Paris, fit établir avec sa femme Jehanne du Drac des lettres d'une fondation funéraire en faveur de Saint-Martin-des-Champs et dote l'église d'un mobilier fastueux.
Sous Henri III, un portail monumental, donnant accès à la cour du monastère, est élevé en bordure de la rue Saint-Martin.
En 1626, sous le priorat de Ludovico Ludovisi, cardinal archevêque de Bologne, François Mansart conçoit un imposant maître-autel pour l'église. Le maçon est Jean Thévenon, les marbriers Pierre Mansart et Barthélémy Tremblay, le doreur Simon Leblanc. Le tableau de Claude Vignon La Circoncision était placé en retable, aujourd'hui à la primatiale Saint-Jean de Lyon.
Le prieuré adhère à la congrégation de Saint-Maur en 1636.

En 1674, Louis XIV fait construire par la Ville de Paris l'arc de triomphe de la porte Saint-Martin pour célébrer ses victoires pendant la guerre de Hollande. Cet arc de triomphe est construit par Pierre Bullet, architecte de la ville. Cet arc de triomphe se trouve à l'extrémité nord de la rue Saint-Martin qui est dans le prolongement de l'ancien cardo romain. Le roi demande que cette rue soit élargie. La plupart des maisons se trouvant sur cette rue appartiennent au prieuré Saint-Martin-des-Champs. Cette opération d'élargissement de voie se double d'une opération immobilière car les lettres patentes de 1712 cédés par le prieuré devaient servir à la construction d'immeubles de rapport le long de la voie pour augmenter les revenus du prieuré. 

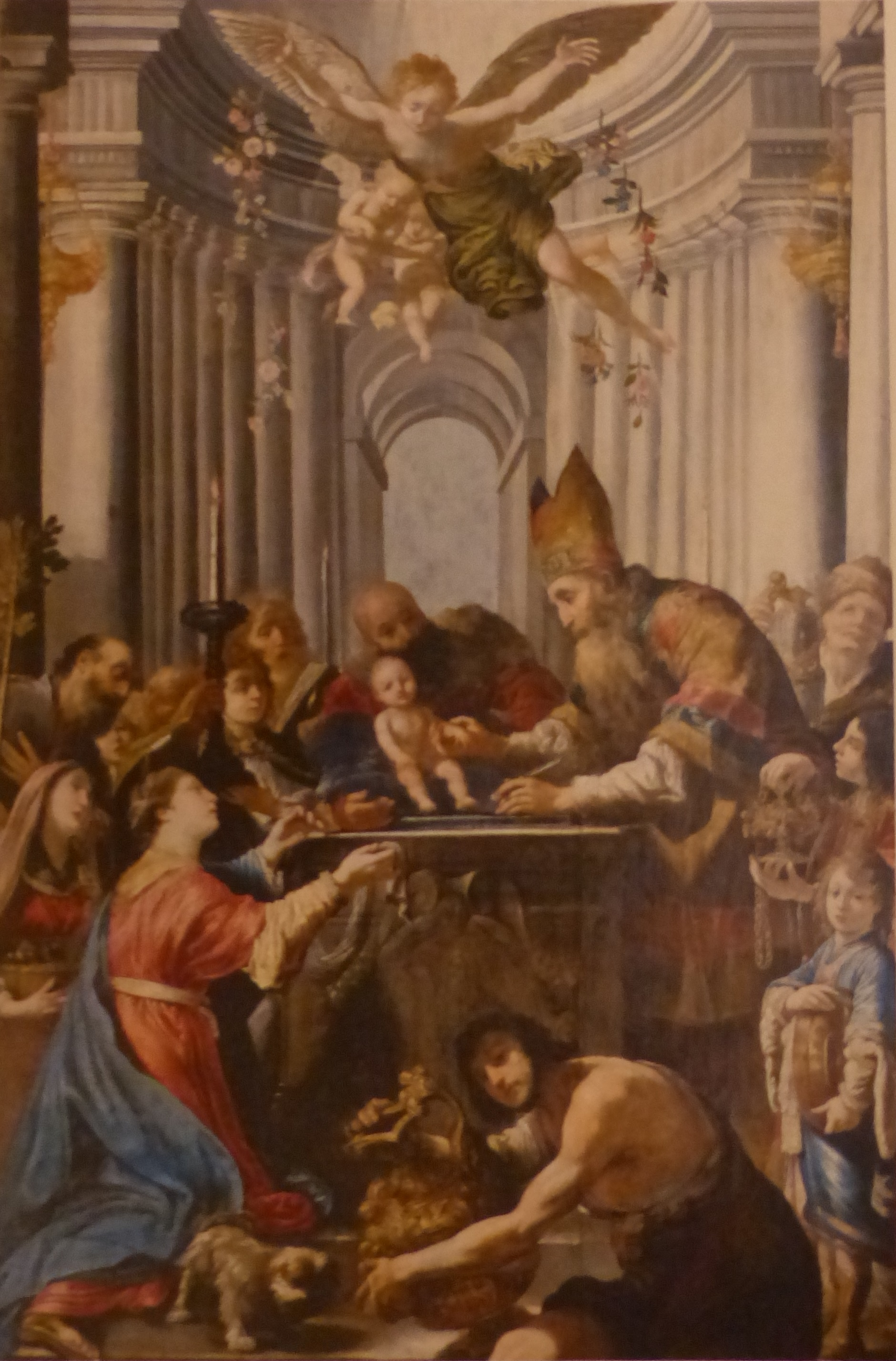
La Circoncision, Claude Vignon.

Pierre Bullet donne les dessins des immeubles entre la rue Vertbois et l'entrée du prieuré. Pour permettre la construction de ces immeubles, le prieuré vend sa seigneurie de Noisy-le-Grand au financier Paul Poisson de Bourvallais, en 1706. Les plans des maisons entre l'église Saint-Nicolas-des-Champs et l'entrée du prieuré ont été donnés par l'architecte Delatour. Un devis a été établi en 1728 par le maître maçon Étienne Breget.
Louis XIV a supprimé les justices seigneuriales à l'intérieur de Paris en 1674 limitant les revenus du prieuré. La haute justice est rétablie à l'intérieur de l'enceinte en 1678. La moyenne et basse justice à l'extérieur.
Le 3 août 1677 la  chambre de police du nouveau Châtelet, rend sa sentence sur requête présentée par Marguerin Guillery, maître maçon, receveur de la taxe des boues et lanternes du quartier du Vert-Bois, demandeur à l’encontre de Louis Chapelain, receveur du revenu temporel du prieuré de  St Martin des Champs, défendeur, mais  demandeur à l’encontre de l’abbé de Lionne, prieur.
Une nouvelle geôle est construite en 1687 à l'angle de la rue du Vertbois et la rue Saint-Martin.
Progressivement, le prieur et les moines vont louer à bail les greniers au-dessus du dortoir, puis du réfectoire, à partir de 1633.

### Les transformations duXVIIIesiècleet la fin du prieuré
Le 18 août 1719, 200 prostituées emprisonnées sont mariées de force et au hasard à 200 prisonniers en vue du peuplement de la Louisiane, dans la chapelle du prieuré. 
La construction d’un cloître dorique, entreprise en 1702 sur les plans de Pierre Bullet, s’achève en 1720. La plupart des bâtiments médiévaux sont remplacés au fur et à mesure, sous la direction de plusieurs architectes successifs. Nicolas Lhuillier de La Tour (ou Delatour) qui succède à Pierre Bullet et fournit les plans des bâtiments conventuels en brique et pierre construits par l'entrepreneur Louis Le Tellier entre 1639 et 1641, puis François Soufflot le Romain qui a construit en 1786 le grand escalier. Le nouveau dortoir est terminé en 1742 sur les plans de Nicolas Lhuillier Delatour. En 1748, un moine du nom d'Hippolyte Le Faure, ou Le Fort, vend le secret de la fixation de l'or sur la porcelaine à la manufacture de Vincennes.
En 1769, la façade de l’église est refaite dans le style jésuite par le jeune architecte Jean-Joseph Naudin. À cette époque, des parcelles à l'intérieur de l'enclos, des celliers et des locaux dont le prieuré n'a pas besoin sont loués à des artisans ou a des négociants, ce qui est contraire aux règles de l'ordre de Cluny. Des échoppes occupent l'avant-cour près de la rue au Maire, et alors que les bâtiments du prieuré viennent d'être reconstruits à grands frais, ils se trouvent rapidement cernés par des constructions précaires, et la promiscuité règne partout. En février 1726 les Bénédictins se virent obligés de réduire les baux de leurs maisons privilégiées dans l'enclos, tous les locataires ayant donné congé.
L'abbé de Breteuil cède aux religieux la totalité de l'emplacement de son hôtel (bâtiments et jardins en dépendant, ainsi qu'un grand terrain vague en forme de marais), situé dans l'angle sud-est (à l'emplacement du croisement des actuelles rues Réaumur et de Turbigo), en vue d'y établir un marché dans le quartier Saint-Martin-des-Champs. Un édit royal du 25 mars 1765 établit ce marché couvert. La porte de l'enclos sur la rue Saint-Martin est désignée comme entrée principale. L'ancienne cour du prieuré de Saint-Martin-des-Champs est alors transformée en voie publique (la rue Royale-Saint-Martin). L'édit prévoit également l'ouverture de deux autres passages, un dans la rue Frépillon (actuelle rue Volta) et l'autre dans la rue au Maire, vis-à-vis la rue Transnonain (actuelle rue Beaubourg) par le passage au Maire, ouvert en 1867.
L'édit de 1765 prévoit que les religieux puissent « dans le surplus du terrain à eux concédé, de construire tels bâtiments qu’ils jugeront à propos, des quels bâtiments qu’ils pourront louer à leur profit ». Vers 1780, un lotissement est ainsi créé au sud de l'abbaye de part et d'autre de la rue Royale (actuelle rue Réaumur), également lotie à cette occasion :
- rue de Breteuil (à l'emplacement de l'actuel square du Général-Morin) ;
- impasse Saint-Martin ;
- impasse Saint-Nicolas ;
- rue Henri-Ier ;
- rue Saint-Philippe ;
- rue Saint-Hugues ;
- rue Saint-Marcoul ;
- rue Saint-Paxent ;
- rue Bailly ;
- rue Saint-Benoît ;
- rue Saint-Maur ;
- rue et place Saint-Vannes[28].

Ce lotissement est supprimé lors du percement de la rue Réaumur et de la rue de Turbigo à la fin des années 1850.
Sous la Révolution française, le prieuré est fermé dès 1790, et déclaré bien national. L'on envisage de le transformer en manufacture d'armes, mais ce projet ne se réalise pas. L'absidiole à l'est du clocher est démolie en 1793.

Bâtiments du XVIIIe siècle
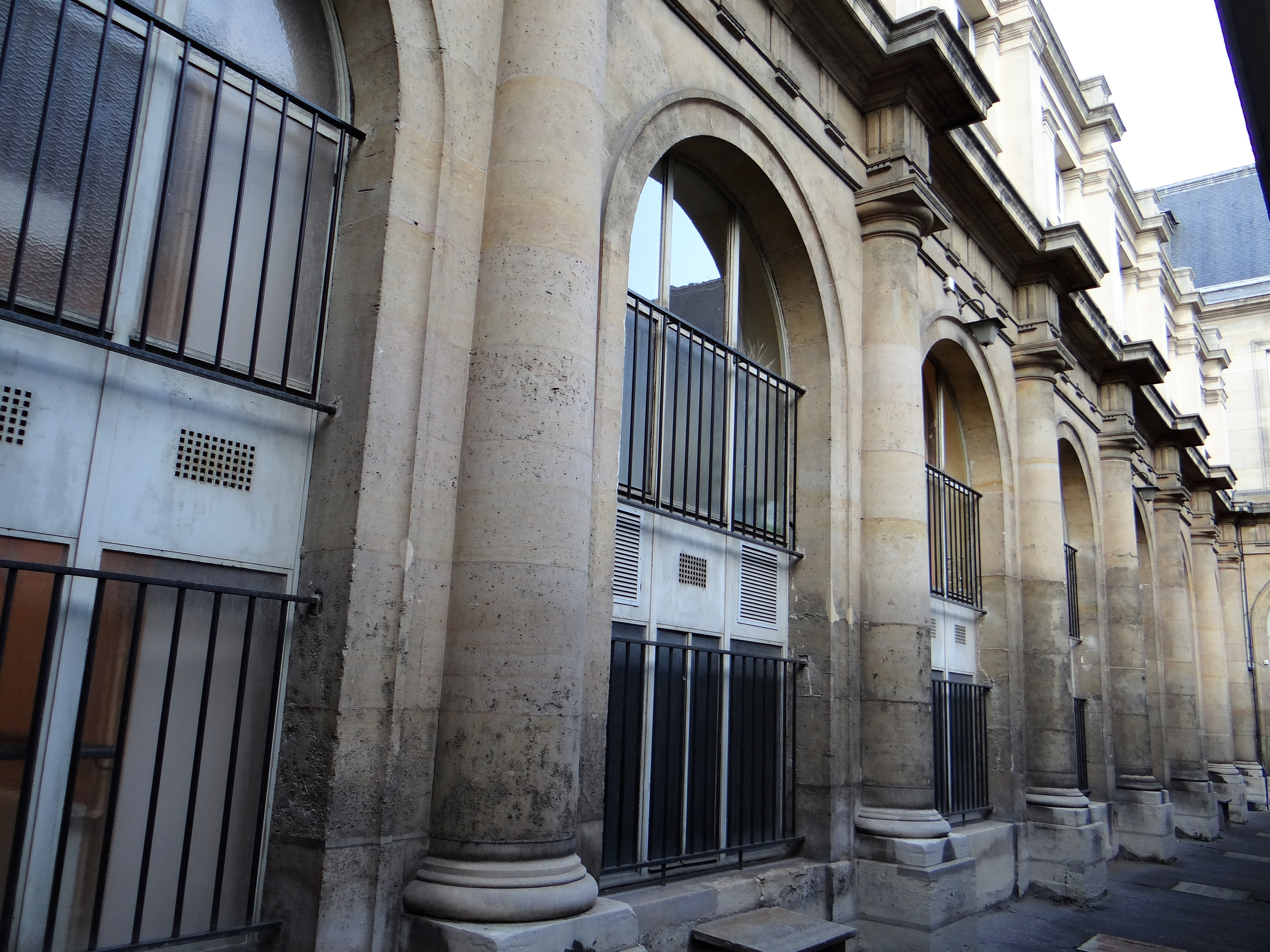
Cloître.
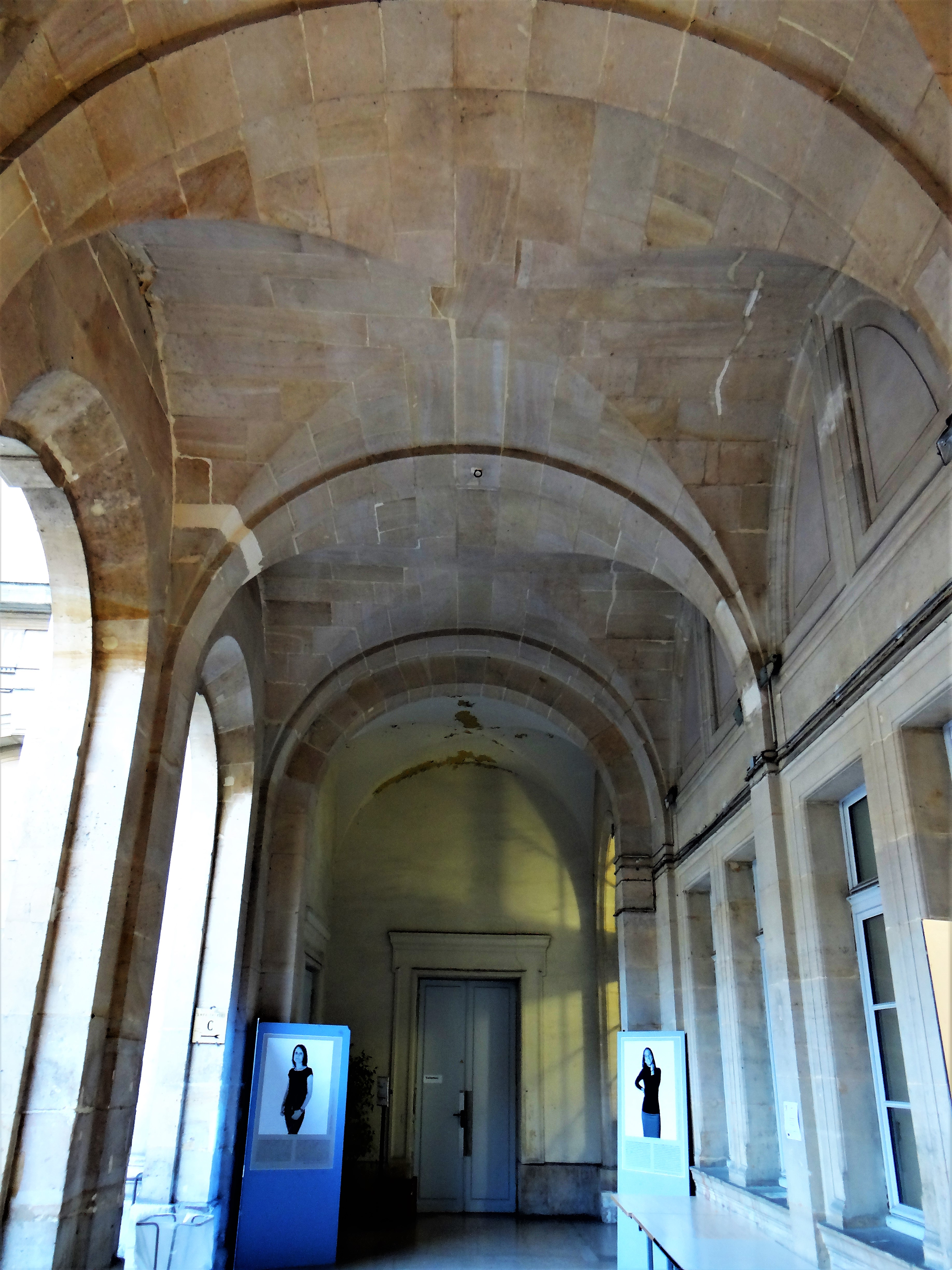
Une galerie du cloître.
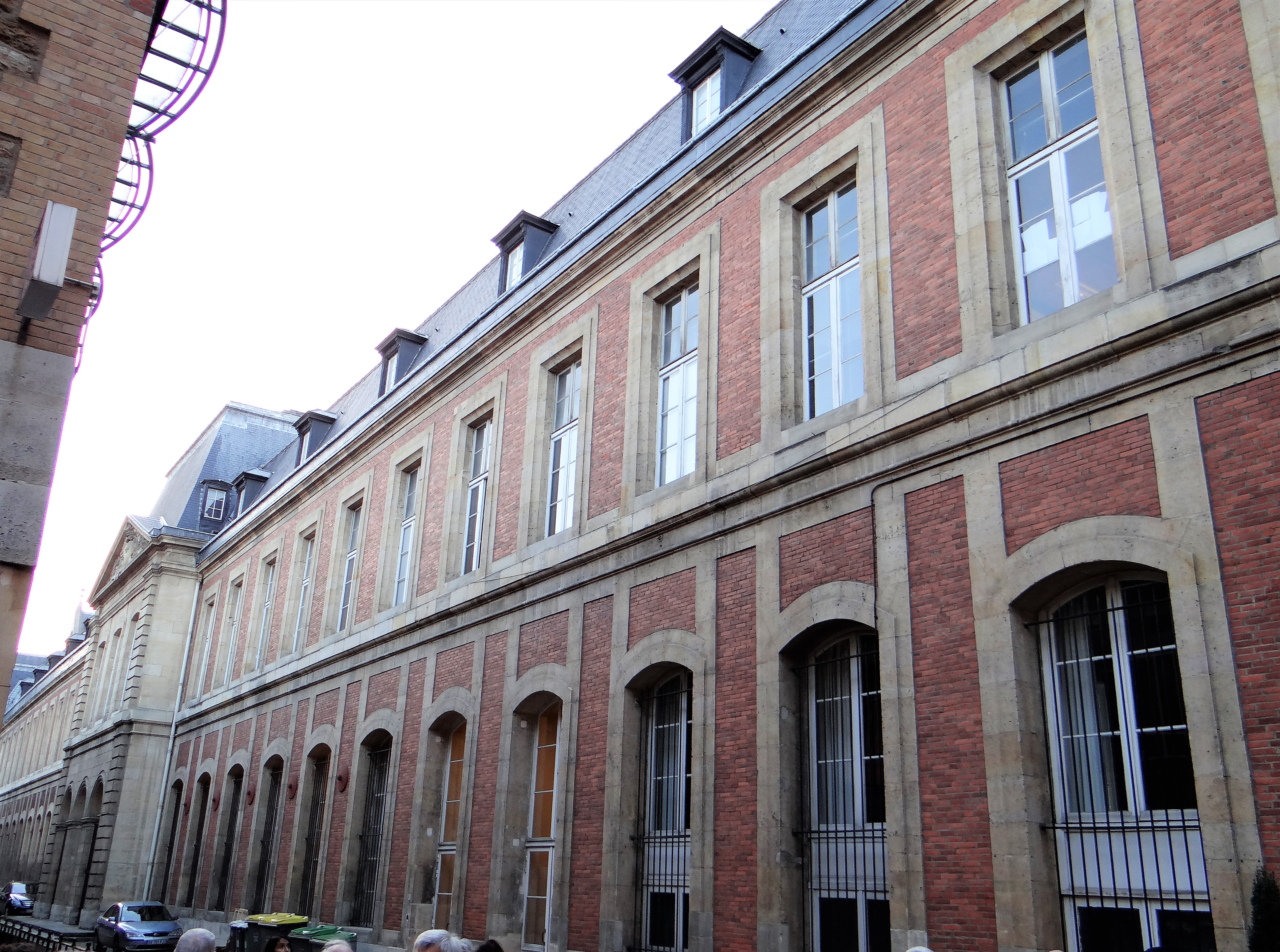
Bâtiment conventuel.
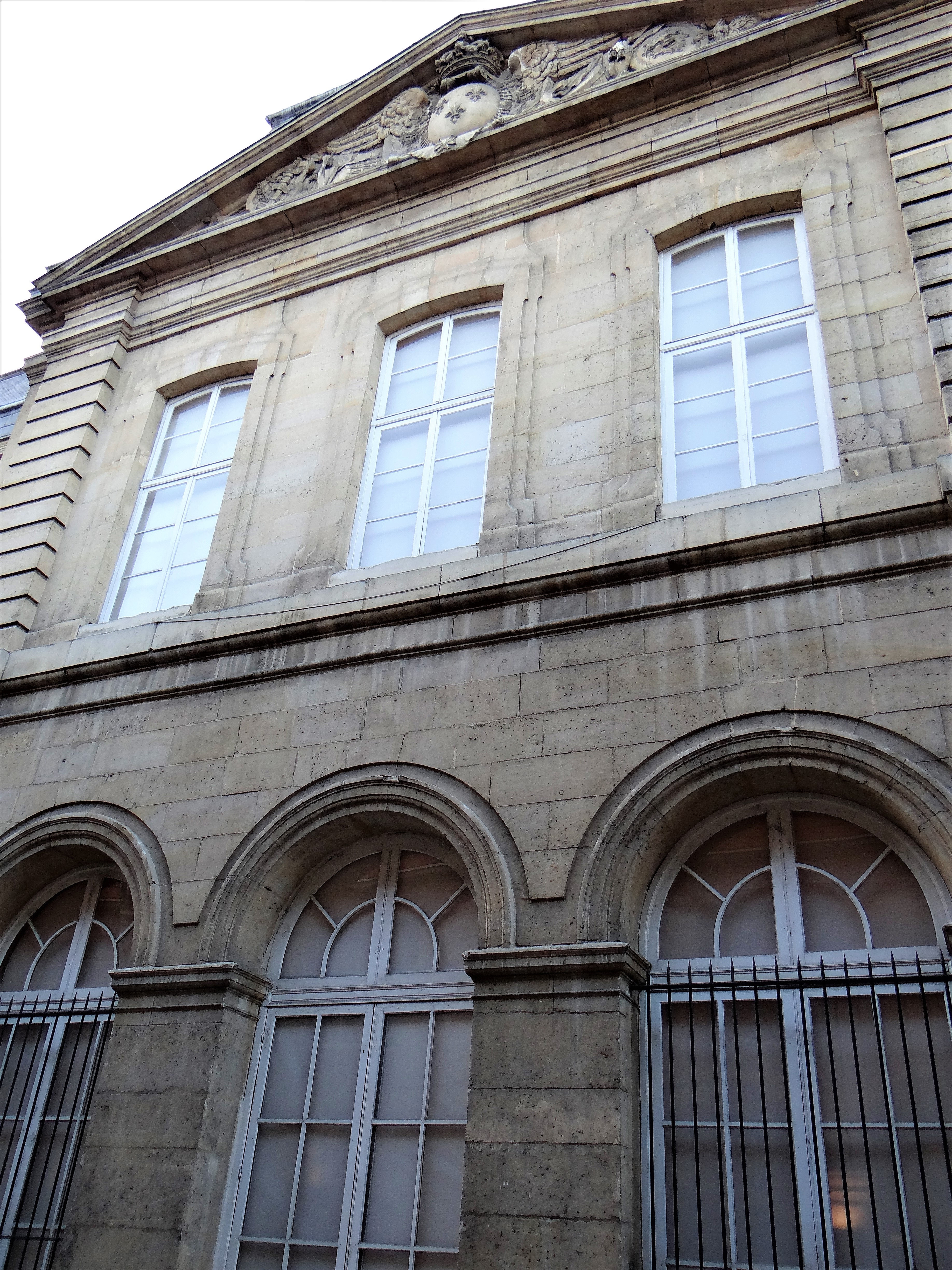
Avant-corps central du bâtiment conventuel côté est.

### La restauration des bâtiments de l'ancien prieuré

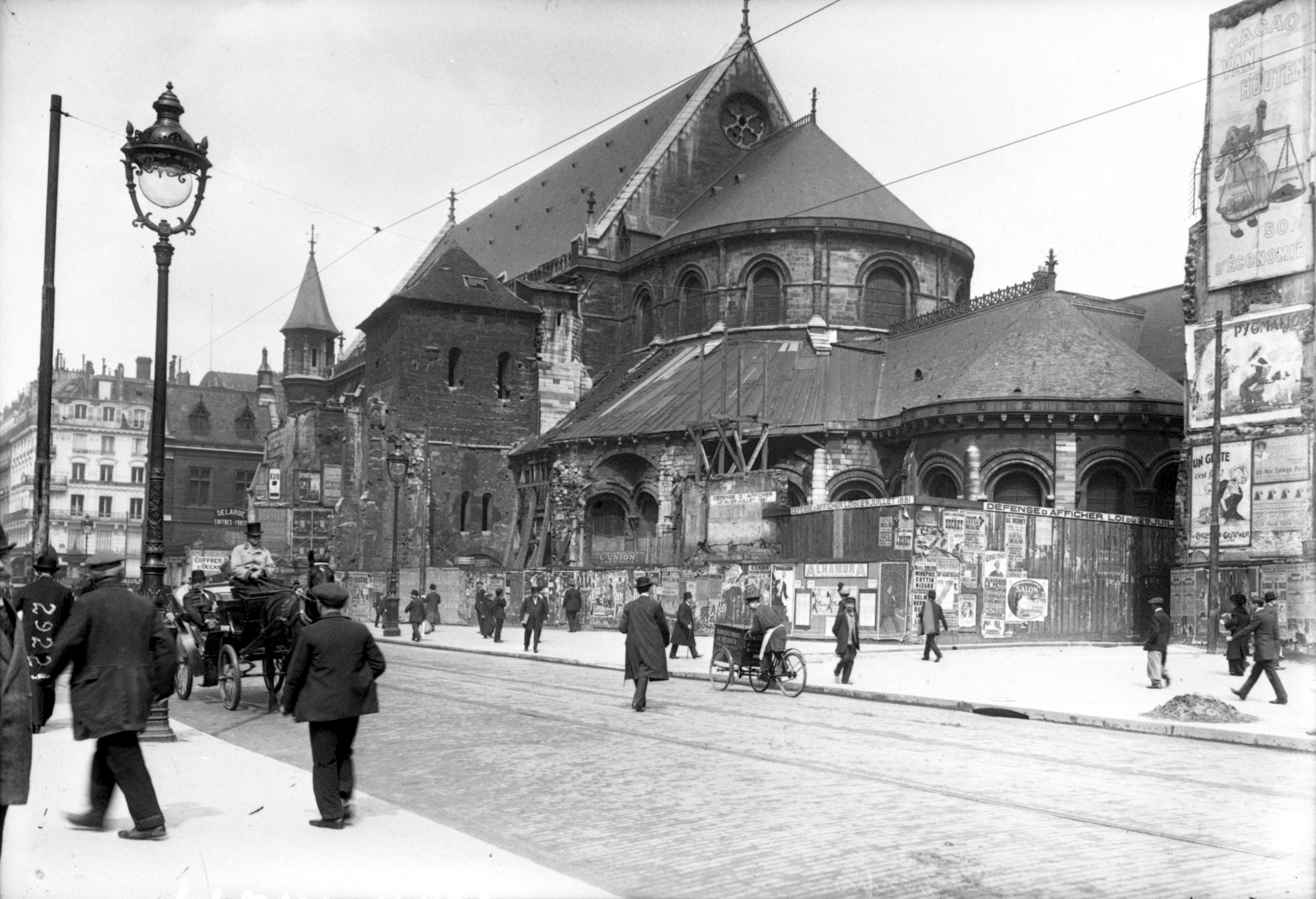
Le chevet de l'église en 1913.

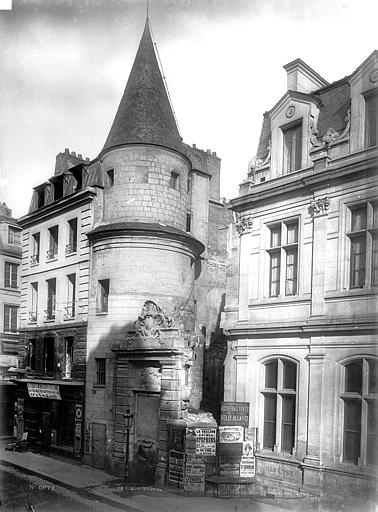
Ancienne tour du prieuré (photographie de Jean-Eugène Durand).

En l'an III (1794), l'abbé Henri Grégoire développe l'idée du Conservatoire national des arts et métiers, dont l'objectif serait de promouvoir l'innovation technologique. La loi du 22 juin 1798 attribue une partie des bâtiments de l'ancien prieuré Saint-Martin-des-Champs à l'institution naissante. L'église n'en fait pas partie dans un premier temps, et est incluse dans le projet le 2 avril 1799. Des maisons particulières s'adossent au chœur, et des contreforts ont été coupés par leurs propriétaires avec l'accord de l'administration des domaines. Des portes ont même été ouvertes pour faire communiquer l'église désaffectée avec les constructions parasites. Au mois de février 1800, les premiers travaux dans le cadre de l'aménagement du musée portent sur la condamnation de ces portes. Par décision du 11 février 1801, le Conseil des bâtiments civils adopte un devis sur la transformation de la nef en salle d'exposition pour les grandes machines. L'entrée principale du public doit s'effectuer par la nef, et elle doit être séparée de l'abside par un mur, ne laissant libre qu'un passage vers la première chapelle du nord. Le musée ouvre en 1802. En 1838, Léon Vaudoyer est nommé architecte du Conservatoire des arts et métiers. Il s'occupe d'abord de la restauration du réfectoire en vue de l'utiliser comme bibliothèque. Le 29 décembre 1849, Vaudoyer soumet un premier rapport sur l'état de l'église, et présente un devis détaillé le 20 novembre suivant. Le parti retenu vise au remplacement de la plupart des bases ainsi que des assises inférieures des piliers et des éléments défectueux du parement ; au changement d'une partie des claveaux des nervures des voûtes et des arcs des fenêtres ; à la reprise partielle des colonnettes et des voûtains ; et à la substitution des parties abîmées des chapiteaux et des bandeaux moulurés. En principe, Vaudoyer veut procéder par incrustation et conserver la substance ancienne où son état reste correct, mais il veut tout gratter à vif, et prévoit un ravalement général des blocs sculptés afin d'unifier les éléments anciens et nouveaux. Dans son ensemble, la démarche est donc plutôt interventionniste.
L'exécution des travaux de restauration de l'église est confiée à l'entrepreneur Labourdet pour la maçonnerie, et au sculpteur Victor Thiébault pour les chapiteaux, bases et modillons sculptés. Le chantier commence en 1852, et se concentre sur la nef jusqu'en 1857. Dans le contexte de cette restauration, Vaudoyer fait démolir la façade jésuitique bâtie quatre-vingt ans plus tôt, et la remplace par une façade de style néo-gothique sans aucun rapport avec la réalité historique. Les travaux dans l'abside débutent ensuite et sont facilités par la démolition des maisons au nord et à l'est du chevet. Les différentes interventions sont bien documentées, et l'on sait que vingt chapiteaux ont été entièrement remplacés, ainsi que trente-quatre modillons de têtes grimaçantes de la corniche, et la plupart des colonnettes flanquant les fenêtres. Le programme du devis initial est respecté, sauf pour les voûtes des chapelles rayonnantes du nord, qui sont refaites à neuf avec des briques tubulaires, chargées de béton à la fin de l'opération. Les voûtes de la chapelle d'axe restent donc anciennes. Contrairement à ce qui est souvent avancé, Léon Vaudoyer ne procède pas à une reconstruction totale, mais le ravalement empêche de distinguer le neuf de l'ancien. À la fin des années 1990, des analyses par activation neutronique prouvent que la majorité des chapiteaux datent bien du XIIe siècle, alors que les autres éléments sculptés ont plus souvent été remplacés. Les dispositions d'origine ont néanmoins été respectées. — L'éclatement de la guerre franco-allemande de 1870 interrompt la restauration de l'église.
Après la mort de Vaudoyer en 1872, Gabriel-Auguste Ancelet lui succède en 1873. Il s'occupe notamment de l'extension des bâtiments du musée. En ce qui concerne l'église de Saint-Martin-des-Champs, il fait réparer la charpente des combles de l'abside et refaire la couverture à la fin des années 1870, mais les autres tâches restent en attente,, et la partie sud-est du déambulatoire et le vieux clocher tombent en ruines. L'ancien prieuré est classé monument historique par liste de 1862. Le dégagement de l'élévation méridionale des constructions parasites et restauration des parties omises par Vaudoyer est entreprise par Henri Deneux entre 1913 et 1916. Il parvient à conserver l'authenticité du déambulatoire, mais reconstruit presque entièrement le clocher. Il dégage également les vestiges de l'absidiole. Ce n'est qu'après les restaurations de Deneux que l'abside accueille une partie de l'exposition du musée.
Les bâtiments non concernés par le classement de 1862 sont classés par arrêté du 15 mars 1993. De 1994 à 2000, à l'occasion du bicentenaire du Conservatoire, les bâtiments subsistants du XVIIIe siècle et ceux du XIXe accueillant le musée, qui est alors entièrement réaménagé et modernisé, font l'objet d'une restauration. L'église retrouve sa polychromie du XIXe siècle, à l'exception du déambulatoire, décapé pour redécouvrir l'exceptionnel ensemble de chapiteaux historiés et à décor végétal du XIIe siècle.

## Les filiales du prieuré
Dans sa plus grande extension, le prieuré Saint-Martin-des-Champs a eu près de 70 moines, et environ 300 moines en comptant les 27 prieurés qui en dépendaient.
- Prieuré d'Airaines
- Prieuré Saint-Médard, à Cappy[35]
- Prieuré Saints-Médard-et-Protais, à Albert (Encre)
- Prieuré Saint-Pierre, à Cannes-Écluse[36],[37]
- Prieuré Saint-Denis-de-la-Chartre, à Paris[38]
- Prieuré Saint-Nicolas de Marnoue-les-Moines, à Ocquerre
- Prieuré Saint-Martin, à Cressonsacq
- Prieuré Saint-Léonor, à Beaumont-sur-Oise[39]
- Prieuré Saint-Nicolas d'Acy, à Courteuil[40]
- Prieuré Notre-Dame de Pringy[41]
- Prieuré Notre-Dame-et-Saint-Godegrand (ou Chrodegang), à l'Isle-Adam[42]
- Prieuré Saint-Arnoult de Marolles-en-Brie
- Prieuré Notre-Dame de Baillon, à Asnières-sur-Oise
- Prieuré Notre-Dame, à Domont[43]
- Prieuré Saint-Martin de La Chapelle[44]

## Possessions du prieuré Saint-Martin-des-Champs
Les possessions, domaines, fiefs, Immunité dont jouissait ou possédait le prieuré Saint-Martin-des-Champs étaient très nombreux. Le manuscrit sur l'histoire de la fondation de Saint-Martin-des-Champs datant de 1225-1275 contient une peinture rappelant les cinq fiefs donnés par Henri Ier en 1060 :
- Aubervilliers,
- Noisy-le-Grand,
- Annet-sur-Marne (Anetus)[45],
- Bondy (Bonzeias),
- Dizy-le-Gros, dans l'Aisne.

auxquels s'ajoutent, entre autres : 
- le fief de la Rapée dans le quartier des Halles Paris ;
- le village d'Aunay, Alnetum juxta Stum Clodoaldum (Saint-Cloud) en 1108[46] ; ce petit canton appartient au monastère par donation de Waleran de Villepreux[47] ; Lebeuf n'en précise pas l'emplacement[48] ; Aunay n'a laissé aucune trace dans la toponymie de Saint Cloud et du voisinage ;
- le village situé à proximité du prieuré était nommé Bourg-l'Abbé[49] ;
- le fief de Maubuisson depuis le XIe siècle, à côté de la forêt de Montmorency.
- L'Église Saint-Pierre-Saint-Paul de Clamart, ainsi que le village de Clamart[50]. Une bulle de 1096 ayant confirmé à Saint-Martin-des-Champs, cette possession[51]
- Grange de Bouleurs
- Église de Puiseux-en-France Une  bulle du pape Calixte II en 1119 mentionne que l'église et ses biens appartiennent au prieuré Saint-Martin-des-Champs de Paris[52].

## Description de l'église

### Aperçu général

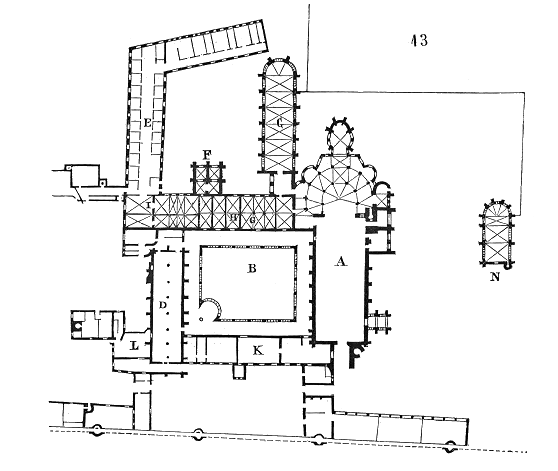
Plan du prieuré Saint-Martin-des-Champs.

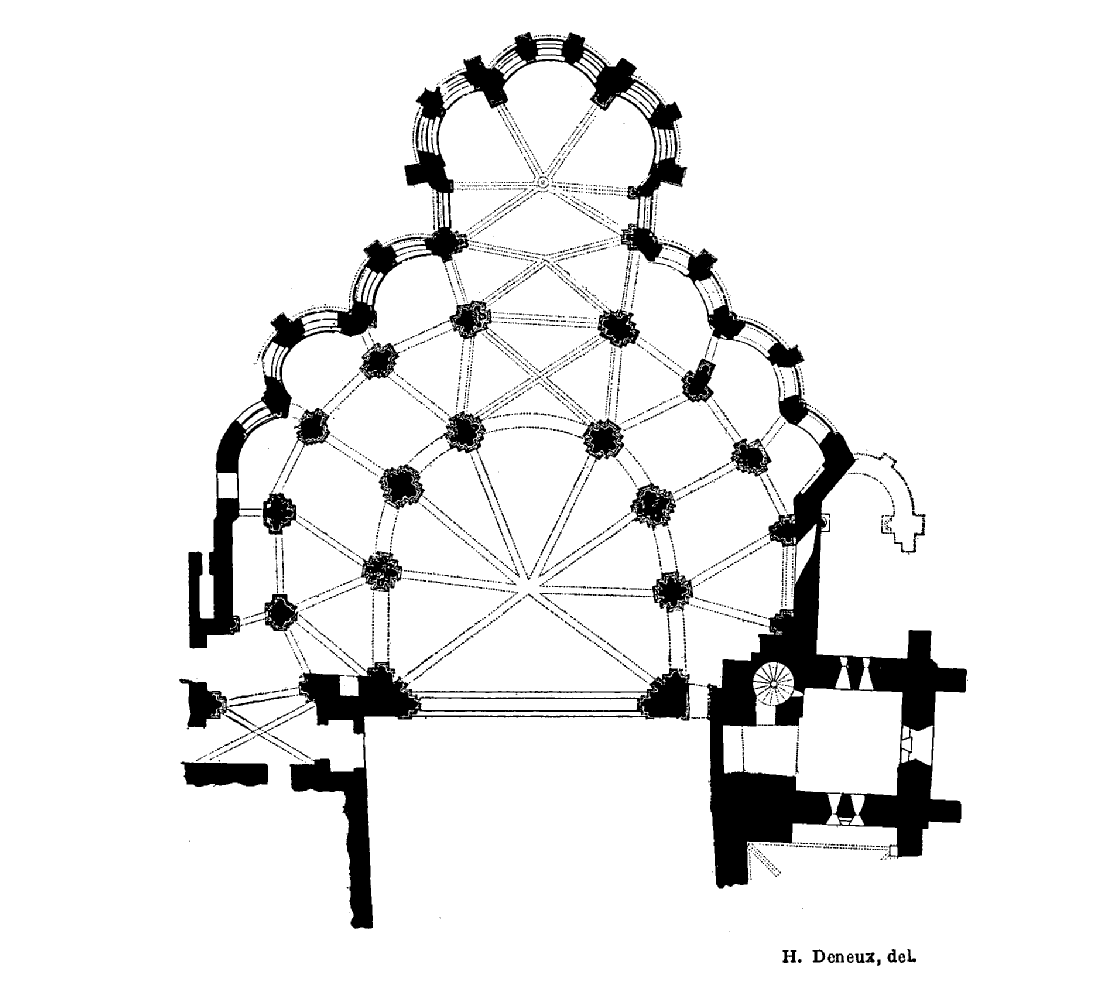
Plan de l'abside.

L'église n'est pas tout à fait régulièrement orientée : elle s'aligne sur le quadrillage des rues du 3e arrondissement de Paris, et son élévation sud est parallèle à la rue Réaumur, tandis que la façade est parallèle à la rue Saint-Martin. L'axe de l'édifice se trouve ainsi légèrement dévié vers le nord-ouest du côté de la façade. La nef est un vaisseau unique, non voûté et avec une élévation sur deux niveaux, comportant des murs nus et l'étage de fenêtres hautes. L'on compte huit fenêtres de chaque côté, mais en l'absence de grandes arcades et de voûtes, aucun élément ne permet de distinguer des travées. La nef est sensiblement désaxée par rapport à l'abside, et plus large que celle-ci, mais pas suffisamment pour établir une communication avec le déambulatoire des deux côtés : un étroit passage n'existe qu'au sud. Ici, un clocher ancien est planté au sud de la limite entre nef et abside. De plan carré, il se prolonge par une chapelle vers le nord, dont l'extrémité touche le mur sud de la nef. À côté de la chapelle, au nord-est, la tourelle d'escalier fait saillie dans le déambulatoire. Anciennement, une absidiole s'ouvrait à l'est du clocher. Celle-ci et la tourelle ont empêché la construction de chapelles latérales flanquant la courte section droite au sud du déambulatoire, alors qu'il y a de telles chapelles au nord. L'une sert d'accès au rez-de-chaussée des bâtiments conventuels. Comme l'a remarqué Anne Prache, la volonté de créer cet accès important pour la vie monastique, ainsi que la présence du clocher, ont influencé la forme du déambulatoire. Ce ne sont toutefois pas les seuls facteurs ayant déterminé l'irrégularité déconcertante du chevet de Saint-Martin-des-Champs. Philippe Plagnieux estime qu'elle résulte notamment de la volonté de créer une grande chapelle d'axe largement ouverte sur l'abside. L'abside elle-même est symétrique, mais pas régulière. Elle est à sept pans et à deux niveaux d'élévation, à savoir l'étage des grandes arcades et l'étage des fenêtres hautes. Contrairement à l'usage général, les grandes arcades sont de trois tailles différentes. La plus grande est celle de l'axe du chevet. La première et la dernière arcade, correspondant aux parties droites, sont de dimensions moyennes. Les deux arcades qui s'intercalent au nord-est et au sud-est sont plus étroites et moins hautes que les autres. L'espace de l'abside est néanmoins unifié par une unique voûte à huit branches d'ogives rayonnant autour d'une clé centrale,,.
Pour sept grandes arcades, l'on relève six chapelles rayonnantes en plus de la chapelle d'axe, des deux chapelles rectangulaires au nord et de la section sans chapelles au sud. Il en résulte que les piliers à l'intersection entre les chapelles ne situent pas dans l'axe partant de la clé centrale et passant par les piliers du rond-point de l'abside. Ceci est la deuxième irrégularité. Même les piliers flanquant l'entrée de la chapelle d'axe ne sont pas dans l'axe des piliers de la grande arcade centrale, et outre le manque de symétrie résultant des contraintes déjà mentionnées, la symétrie parfaite ne règne pas non plus dans les parties non concernées par ces contraintes. En particulier, les chapelles rayonnantes sont plus profondes au sud-est qu'au nord-est, et les piliers ne sont pas composés de la même façon. Il n'y a aucune raison à cela, et on ne peut expliquer cette troisième irrégularité que par le peu d'importance que le maître d'œuvre accordait à la symétrie. Concrètement, pour comprendre le plan du déambulatoire, il convient de négliger la première travée au sud comportant la chapelle d'entrée, et la dernière travée au sud encombrée par la tourelle d'escalier : elles ne sont pas comparables. Ensuite, il faut considérer que le premier pilier libre du rond-point, le troisième et le quatrième pilier qui délimitent la chapelle d'axe, et le sixième (et dernier) pilier libre au sud se situent à la pointe d'un triangle, dont la base correspond à une arcade ouvrant dans une chapelle carré ou une chapelle rayonnante. Ainsi s'explique l'existence de quatre chapelles en plus par rapport au nombre d'arcades du rond-point de l'abside. Au nord-est et au sud-est, deux travées disposées en losange succèdent aux quatre petites arcades que compte l'abside. Chacune de ces travées en losange s'accompagne d'une chapelle rayonnante. Les piliers à l'intersection entre ces deux chapelles sont les seuls qui sont régulièrement implantés dans l'axe des piliers de l'abside (en l'occurrence le second et le cinquième). Les chapelles ne sont pas cloisonnées, ce qui explique que certains auteurs, comme Lefèvre-Pontalis, y voient un second déambulatoire, entre 0,67 m et 0,90 m de large seulement, alors que le premier déambulatoire mesure 3,50 m de large en moyenne. Sauf la travée approximativement carré entre l'abside et la chapelle d'axe qui sont voûtées d'ogives, tout le déambulatoire et les chapelles sont voûtées d'arêtes. La chapelle d'axe est très profonde, et son plan est la juxtaposition d'un trapèze, d'un rectangle et d'un trèfle. Elle est recouverte par deux voûtes, qui ne sont subdivisées par aucun arc-doubleau. Le rectangle et le trèfle sont voûtés ensemble par une voûte à six branches d'ogives. — Reste à mentionner une travée spéciale au nord, à l'angle entre nef et déambulatoire. Elle dessert notamment l'escalier vers le dortoir des moines, et communique seulement avec la chapelle d'entrée du déambulatoire, ainsi qu'avec un genre de dégagement partiellement cloisonné, qui est relié avec la nef. Dans ce dégagement, un passage s'ouvrait jadis vers le déambulatoire, analogue à celui qui existe toujours au sud. Alain Mercier fait le rapprochement avec les passages berrichons (qui le plus souvent relient la nef au transept), et souligne que du temps de l'existence de la clôture du chœur, ils établissaient seuls le lien avec la nef,,.

### Intérieur

#### Nef

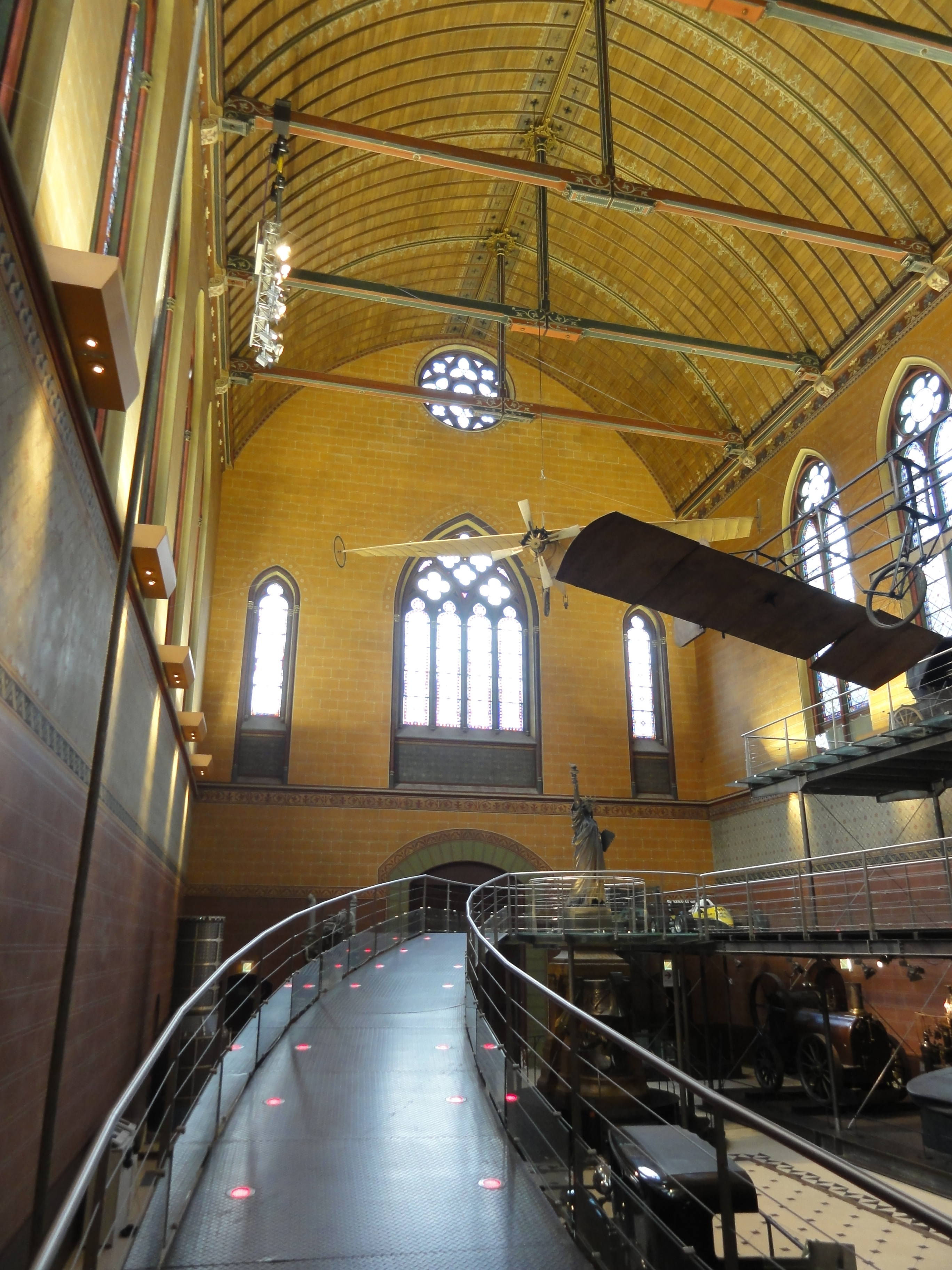
La nef, vue vers l'ouest.

La nef est, comme l'a exprimé Anne Prache, encombrée d'engins de plein d'intérêt mais sans rapport avec l'architecture. Qualifiée de majestueuse par Alain Mercier, elle est à la fois plus élevée et plus large que l'abside, mais c'est néanmoins la partie la moins intéressante de l'église. Si l'on fait abstraction de la charpente conçue par Léon Vaudoyer, et du décor peint imaginé à la suite de la campagne de reconstruction du milieu du XIXe siècle, les seuls éléments dignes d'intérêt sont les fenêtres. Il n'y a aucune décoration architecturale, et les murs sont parfaitement lisses. Quant à l'arc triomphal à l'est, il appartient de toute façon au chœur. Les fenêtres sont au nombre de huit sur les murs gouttereaux. Elles sont en tiers-point, et possèdent un remplage de type gothique rayonnant de deux lancettes surmontées d'une rose hexalobe. Les meneaux sont précédés par des tores, qui au niveau des impostes des lancettes sont porteurs de trois petits chapiteaux ronds par fenêtre. Ce remplage est l'unique élément fournissant des indices pour une datation, mais du fait de sa simplicité, cette datation ne saurait être précise. Philippe Plagnieux penche pour les années 1230, alors que les autres auteurs se prononcent tous pour la seconde moitié du XIIIe siècle, donc au plus tôt 1250. Les fenêtres sont entourées d'une gorge, et un bandeau torique court sur les murs en dessous des seuils des fenêtres. D'autres fenêtres existent dans le mur occidental, mais elles sont néo-gothique et ont été imaginées par Vaudoyer. La nef n'a apparemment pas été conçue pour être voûtée, car il n'y a pas de piliers engagés dans les murs, et des portions de murs aveugles avant la première et après la dernière fenêtre n'auraient pas permis l'obtention de huit voûte égales. En pleine période gothique, des nefs non voûtées de cette envergure restent l'exception. On en trouve aux débuts de l'architecture gothique jusqu'à la fin du XIIe siècle, comme à Gonesse ou Saint-Julien-le-Pauvre, ainsi que dans de petites églises en milieu rural, où l'absence de voûtes découle souvent des contraintes économiques. Jacques Moulin ne pense toutefois pas que la nef de Saint-Martin-des-Champs soit un bâtiment marginal du XIIIe siècle, mais qu'elle met au point les formes de quelques édifices originaux du XIVe siècle, comme la chartreuse de Champmol ou la collégiale Notre-Dame d'Écouis. Philippe Plagnieux ne se rallie pas à cet avis, et se borne à constater que la nef actuelle réutilise au moins partiellement les parties basses de la nef du XIe siècle, et a donc la même largeur que cette dernière. Cette largeur importante allant de pair avec l'absence de bas-côtés donnent des conditions peu favorables au voûtement. — Quelques particularités sont encore à mentionner : le passage berrichon vers le déambulatoire ; l'arcade bouchée vers la chapelle disparue du Saint-Sépulcre, près du clocher côté sud ; et l'ancien portail nord, qui donne aujourd'hui dans une salle moderne. Elle n'est généralement pas accessible au public. On pourrait y voir un petit portail cantonné de deux paires de colonnettes à chapiteaux, qui établissait jadis la communication avec le cloître,,,.

La nef
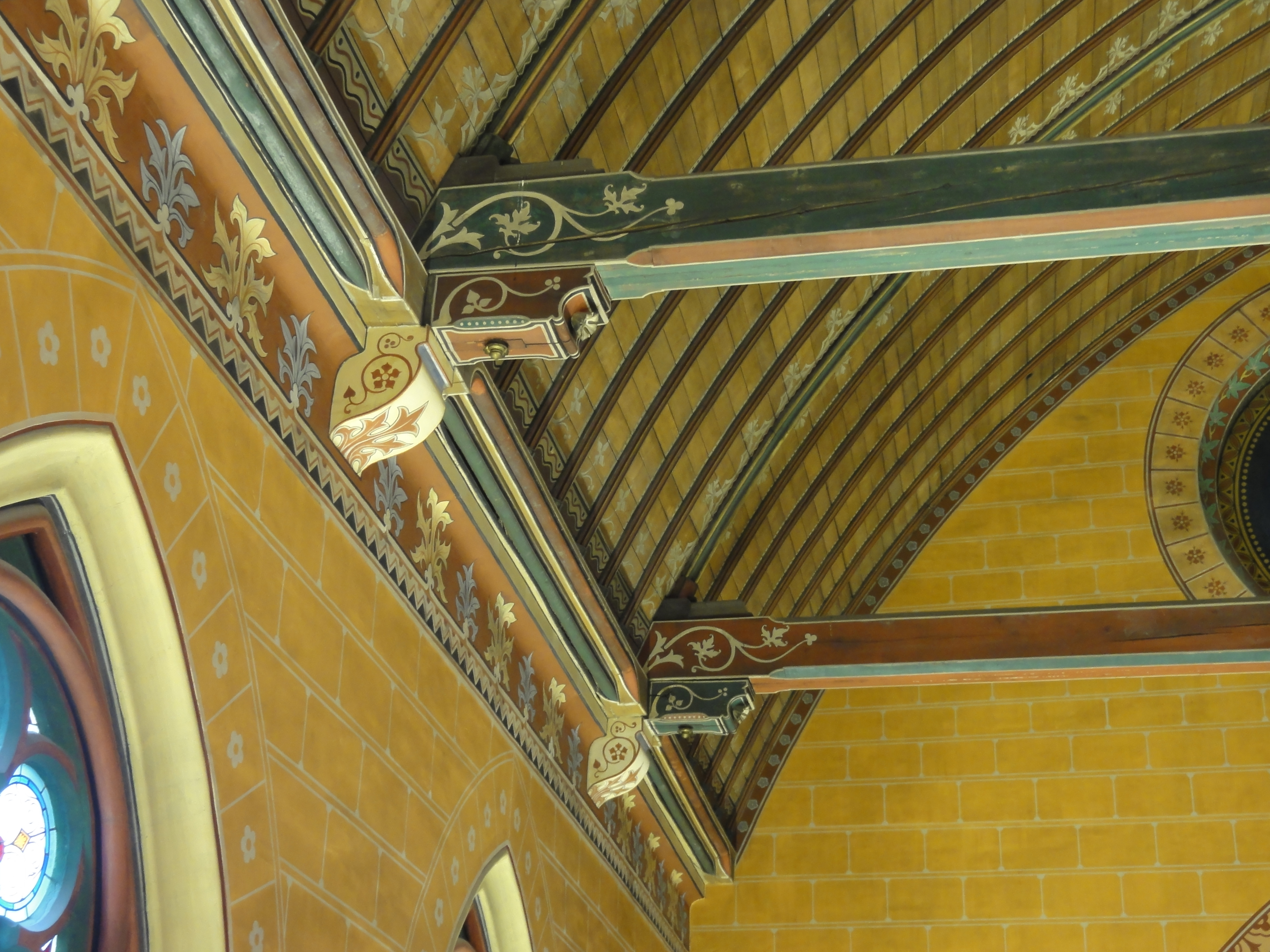
Détails de la charpente.
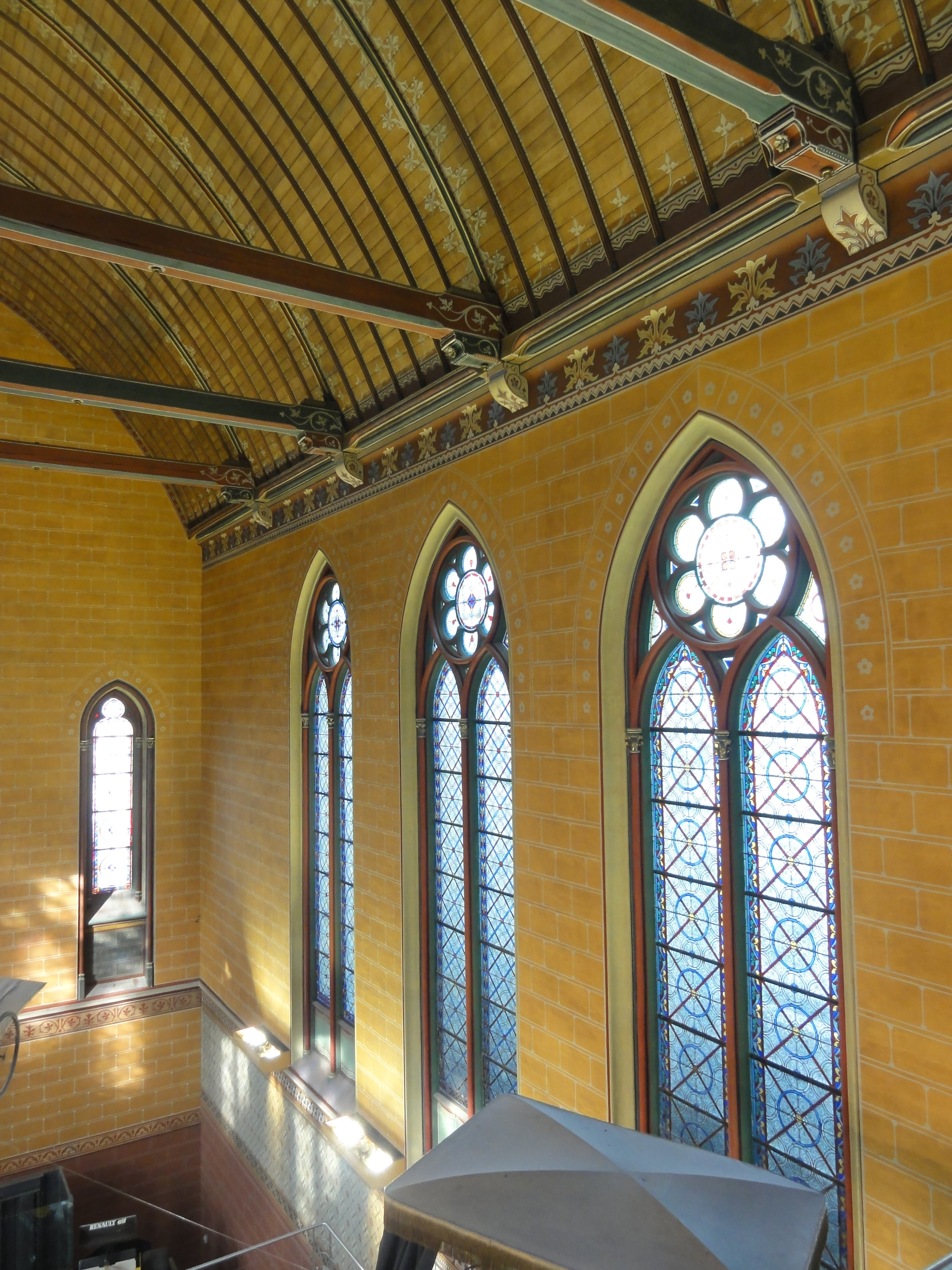
Enfilade des fenêtres.
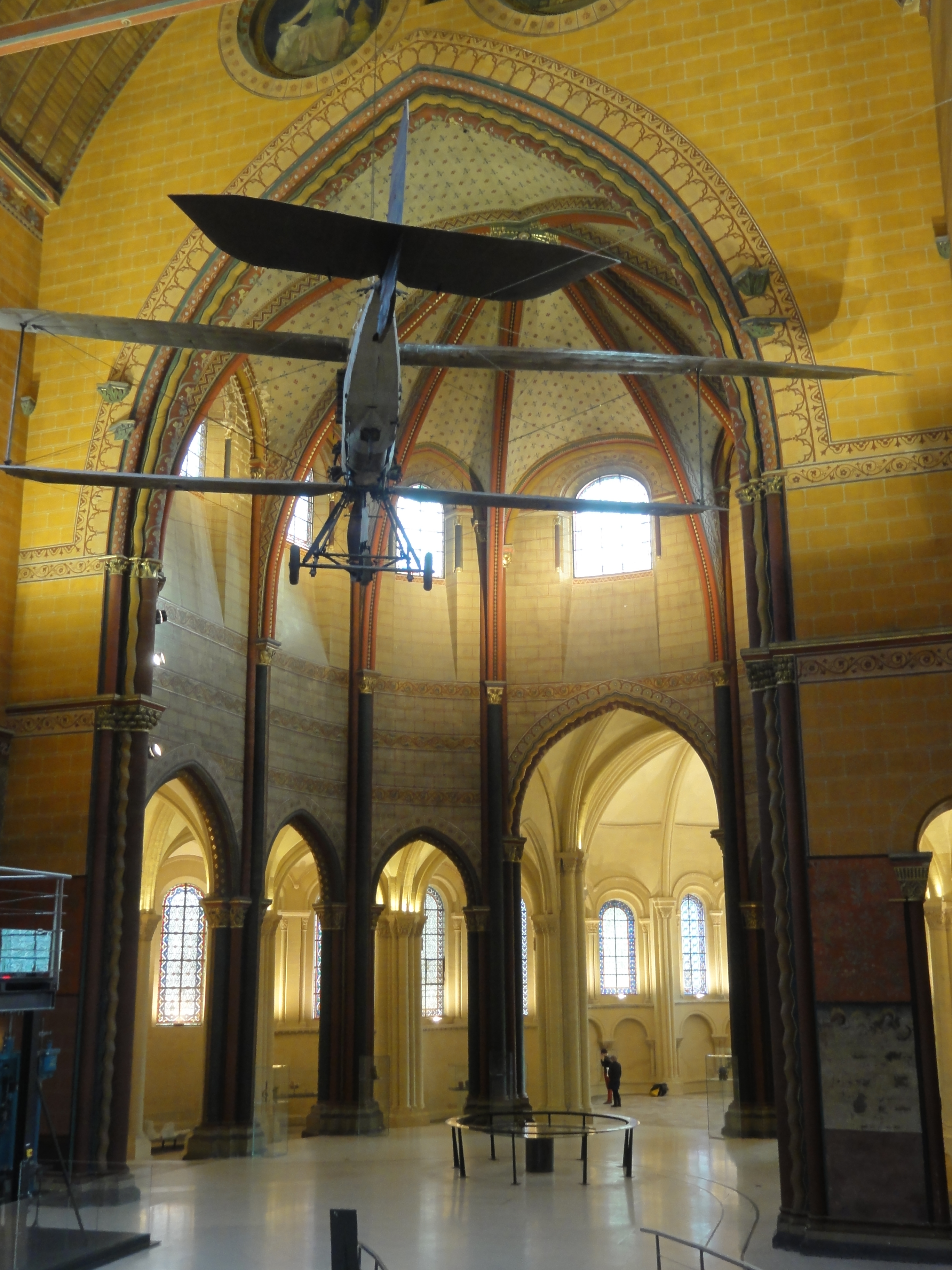
La nef, vue dans l'abside.
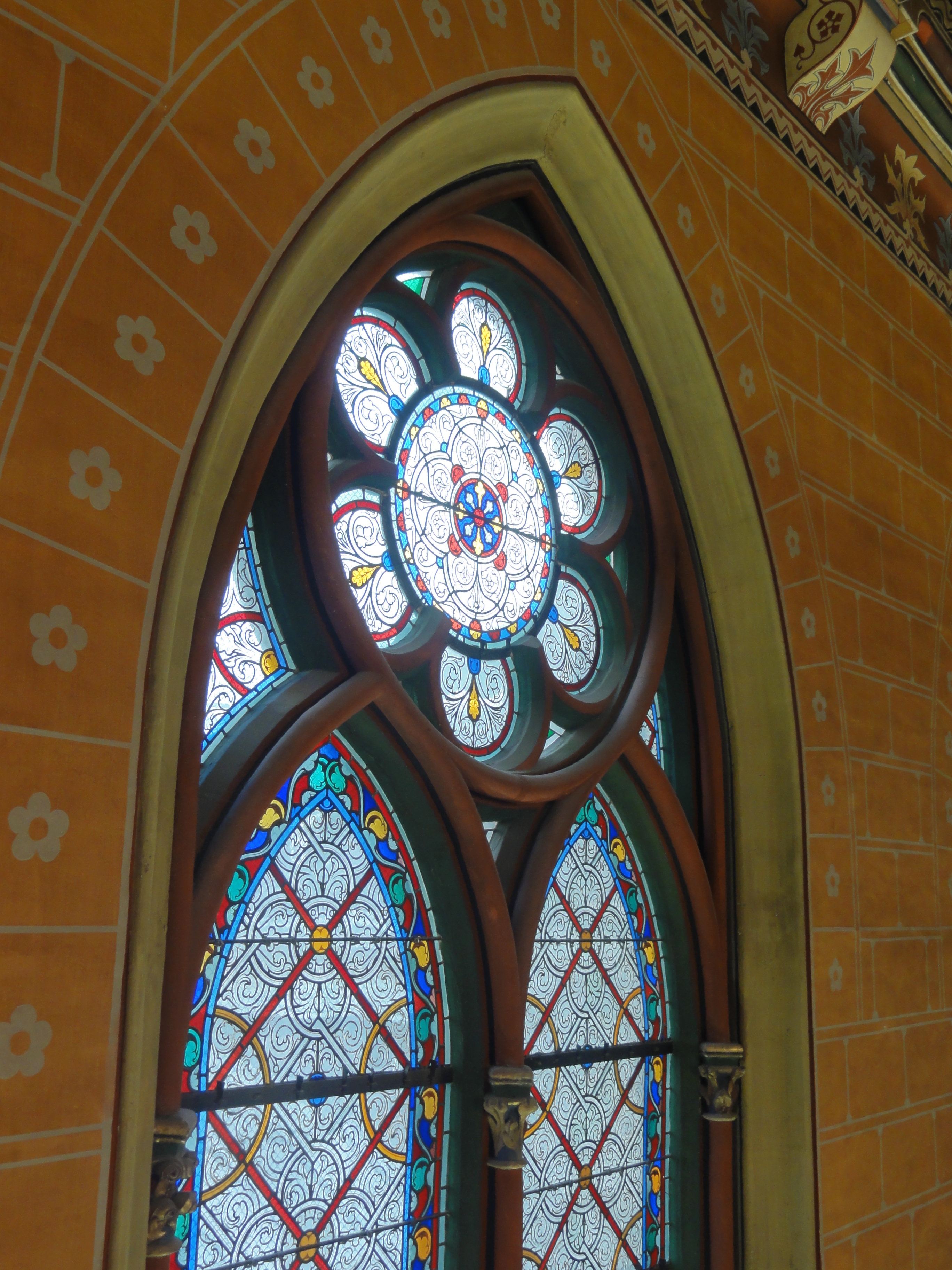
Remplage d'une fenêtre.
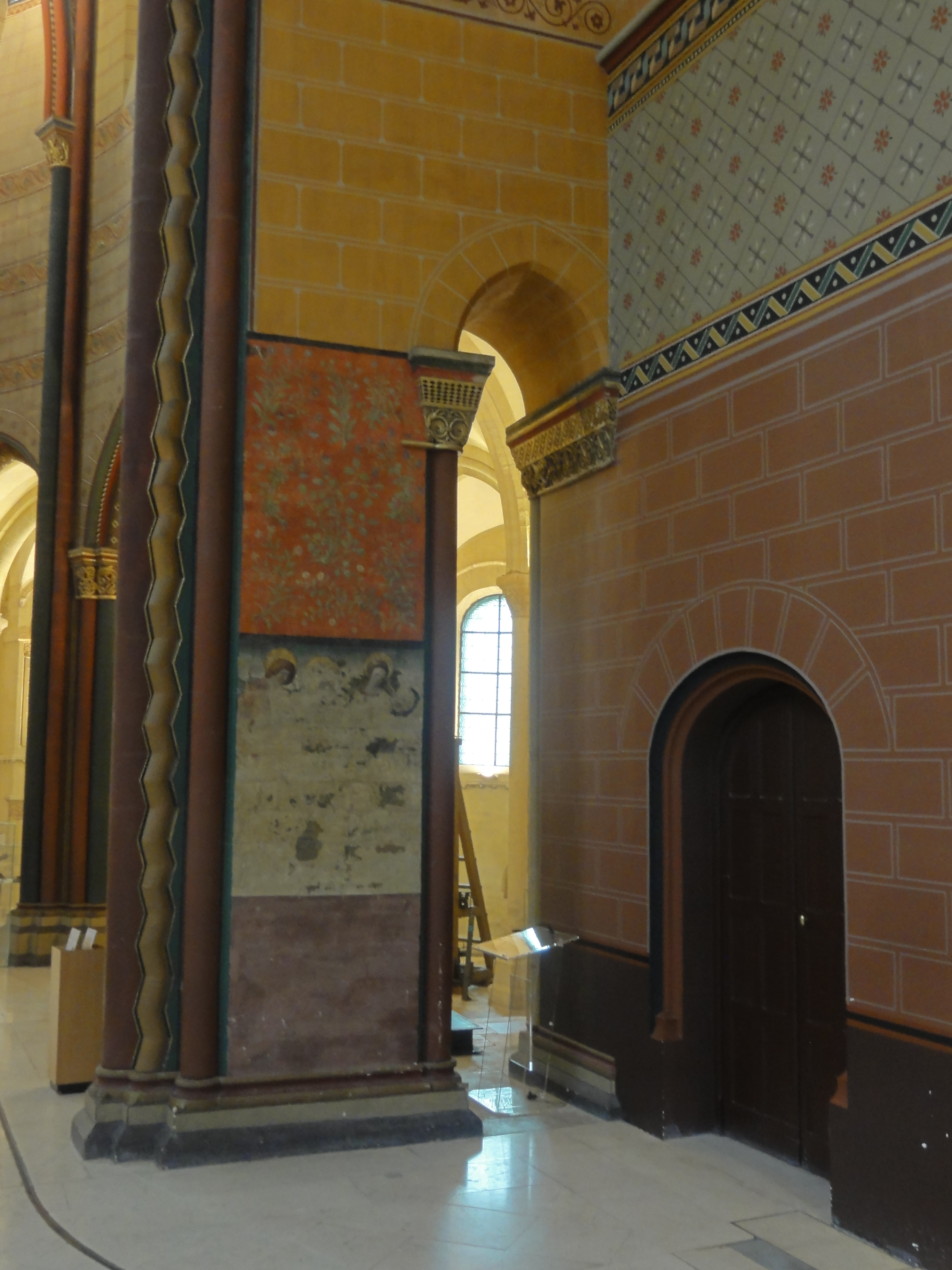
Passage berrichon.
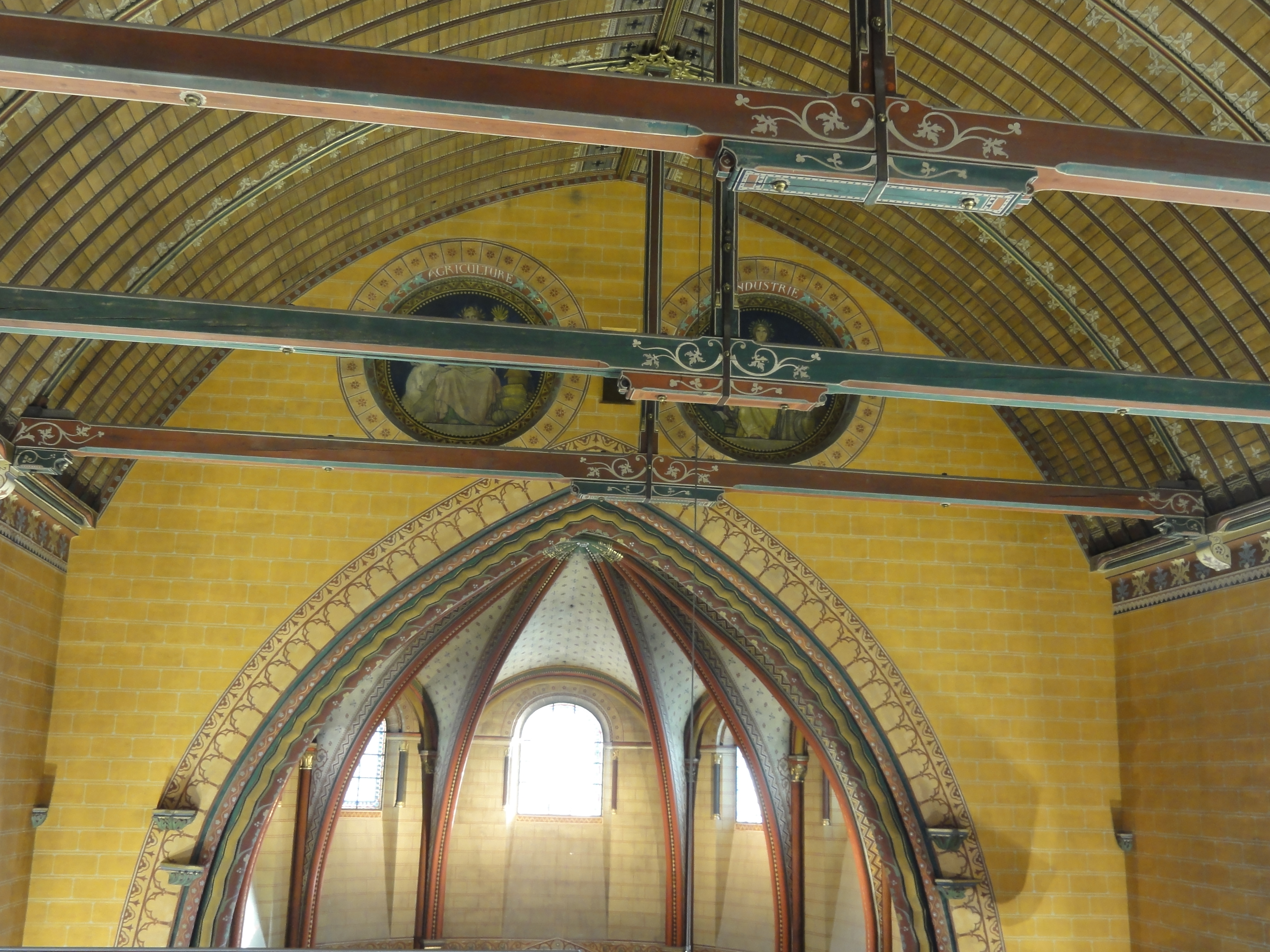
Extrémité orientale.

#### Abside

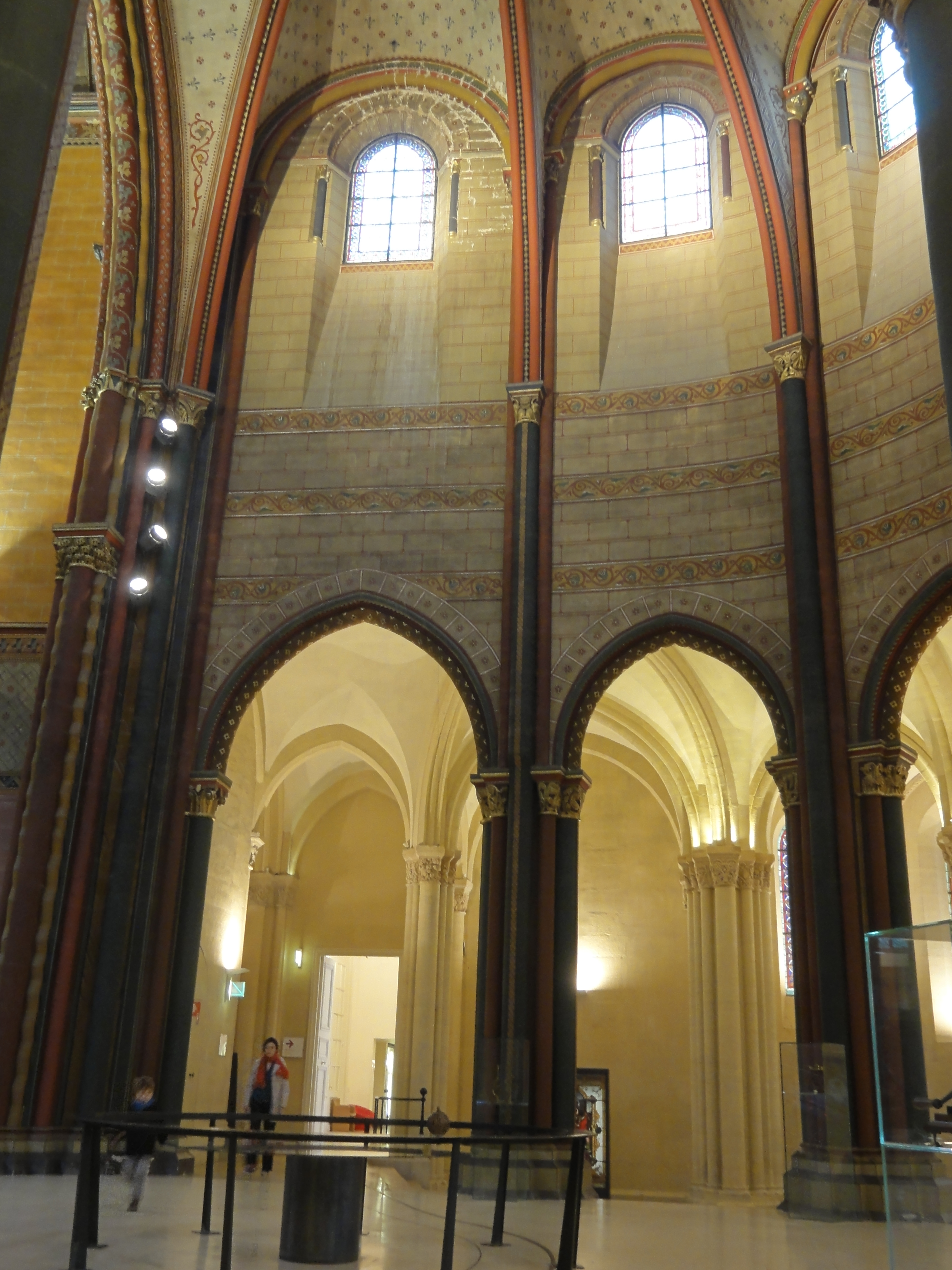
L'abside, côté nord.

L'abside s'ouvre sous un grand arc triomphal, encadré par des doubleaux secondaires au profil d'un gros tore. Le profil du doubleau principal est d'un gros tore entre deux rang de bâtons brisés, l'un vers la nef, et l'autre vers l'intérieur de l'abside. Comme la sculpture des chapiteaux du déambulatoire, dont il sera question plus tard, les bâtons brisés sont d'origine normande, et utilisés notamment à la période romane tardive. Les supports à l'entrée de l'abside ont une particularité : les chapiteaux romans du doubleau principal et du rang de bâtons brisés regardant la nef, se situent largement en dessous du niveau des chapiteaux des ogives de l'abside, qui se trouvent à mi-chemin entre le sommet des grandes arcades et le seuil des fenêtres hautes. Au milieu du XIIIe siècle, des chapiteaux gothiques à crochets ont néanmoins été ajoutés au niveau habituel des chapiteaux des ogives de l'abside, sans supprimer les anciens. Dans l'abside, l'ensemble des murs, des supports et des nervures des voûtes est défiguré par des peintures modernes, qui n'ont épargné que le déambulatoire et ses chapelles. Il n'y a pas de triforium ou de galeries ouvertes sur combles, ni même de vestiges de telles disposition : les murs au-dessus des grandes arcades ont toujours été nus. Les fenêtres hautes sont en plein cintre ou en arc légèrement brisé : leur largeur et le tracé de leur arc varient en fonction de la largeur des pans de l'abside. En dessous du seuil des fenêtres, un long glacis fortement incliné descend jusqu'au niveau des chapiteaux des ogives. La décoration des fenêtres est constituée de deux colonnettes à chapiteaux, dont les tailloirs se continuent sur les murs jusqu'aux colonnettes des formerets au niveau des impostes. Il n'y a pas d'archivoltes moulurées, comme le laisserait supposer la présence des colonnettes,,,.
Les formerets naissent à trois mètres au-dessus des chapiteaux des ogives, presque au même niveau que les chapiteaux des colonnettes des fenêtres. L'on note que les formerets sont en plein cintre au nord et au sud ; en arc brisé au nord-est et au sud-est ; et même en cintre surbaissé au-dessus de l'arcade ouvrant dans la chapelle d'axe, et qu'ils ne suivent donc pas du tout le tracé des grandes arcades. Celles-ci reposent sur des piliers cantonnés, et non sur des piliers monocylindriques isolés. D'autres exemples du XIIe siècle se trouvent à Cunault, Morienval, Saint-Germer-de-Fly, Saint-Jouin de Marnes et Vertheuil. Les colonnettes des ogives et des formerets descendent jusqu'au sol sans chapiteau au niveau des grandes arcades, à l'exception du premier et du dernier pilier libre et des piliers flanquant le pan de l'axe, où les formerets ont des chapiteaux supplémentaires en bas. Ces chapiteaux sont partagés par les doubleaux secondaires des grandes arcades. Celles-ci sont au profil d'un gros tore entre deux boudins, sauf l'arcade dans l'axe, qui présente un gros tore entre deux rangs de bâtons brisés. Les arcades retombent sur un seul chapiteau au début et à la fin, et sinon sur deux ou trois chapiteaux de chaque côté. Eugène Lefèvre-Pontalis dit que le plan des piles est aussi irrégulier que leur écartement ; en effet, les piles sont cantonnées de huit, neuf, dix ou douze colonnettes. Dans la première travée, une colonnette sur deux est agrémentée d'un filet légèrement saillant de 8 cm de large. Ce procédé n'apparaît sur une plus large échelle qu'au XIVe siècle, mais d'autres exemples du XIIe siècle existent, dont sous la tour Saint-Romain de la cathédrale de Rouen,,,.

L'abside
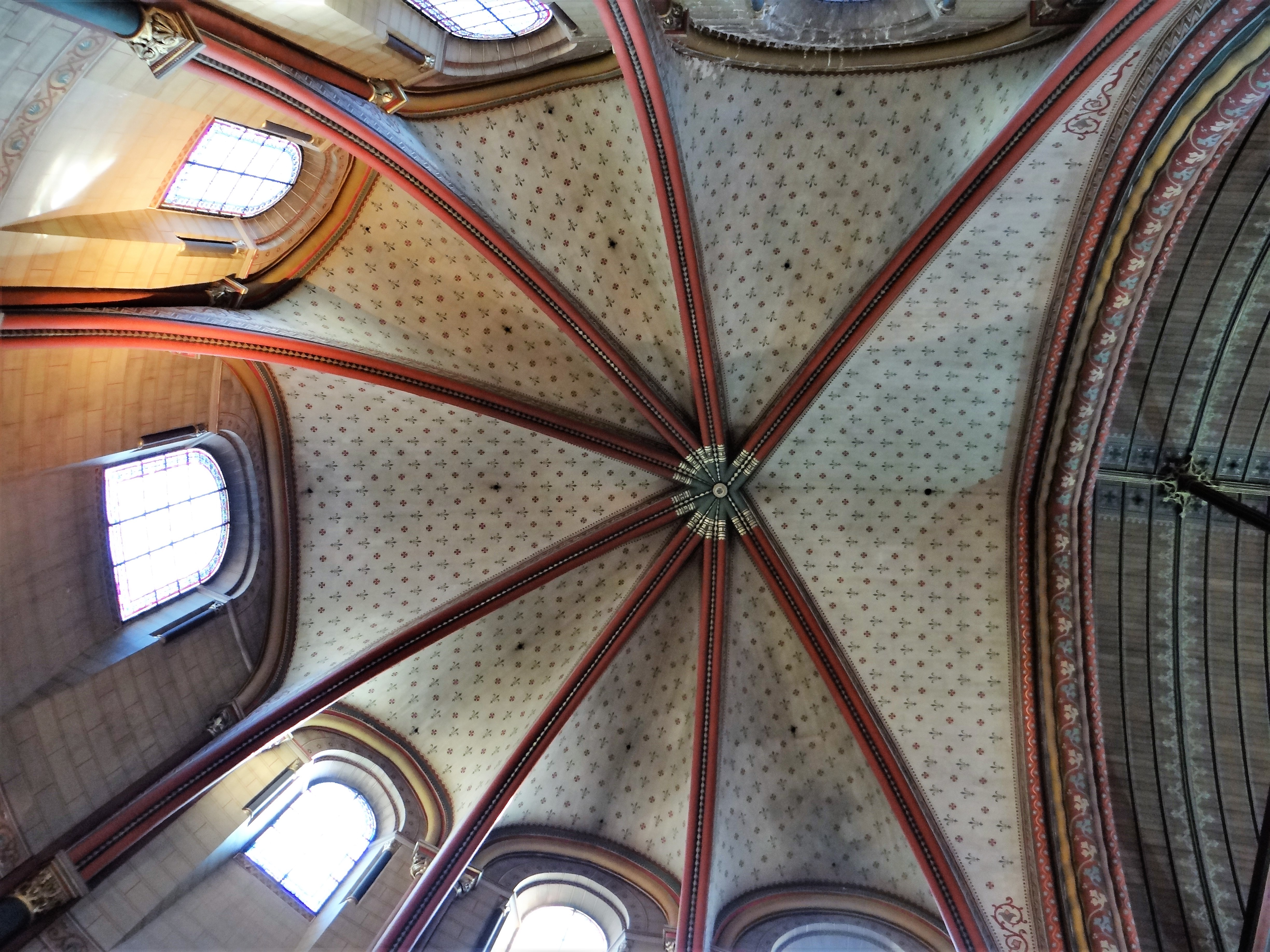
Voûte de l'abside.
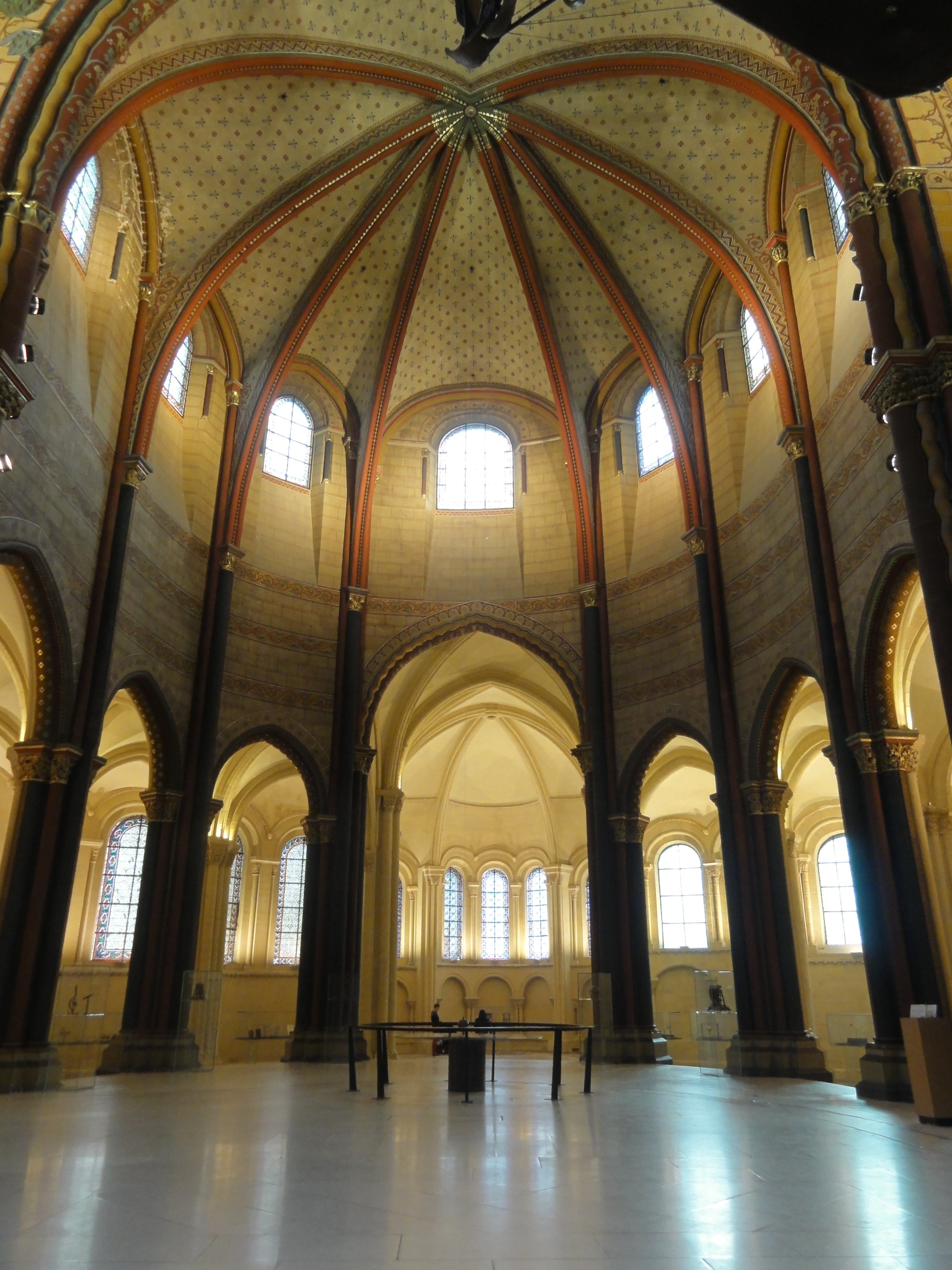
Vue dans l'abside.
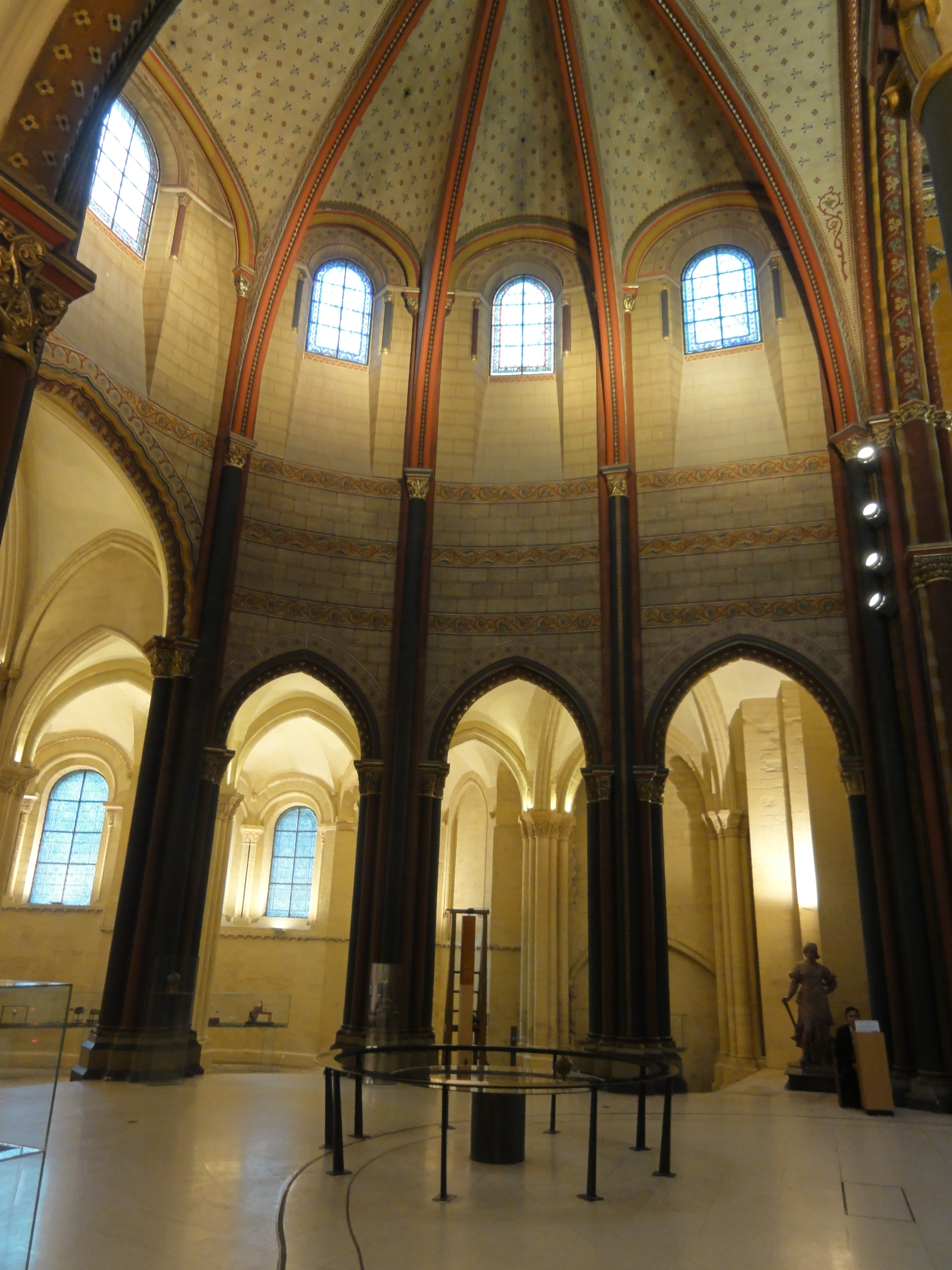
L'abside, côté sud.
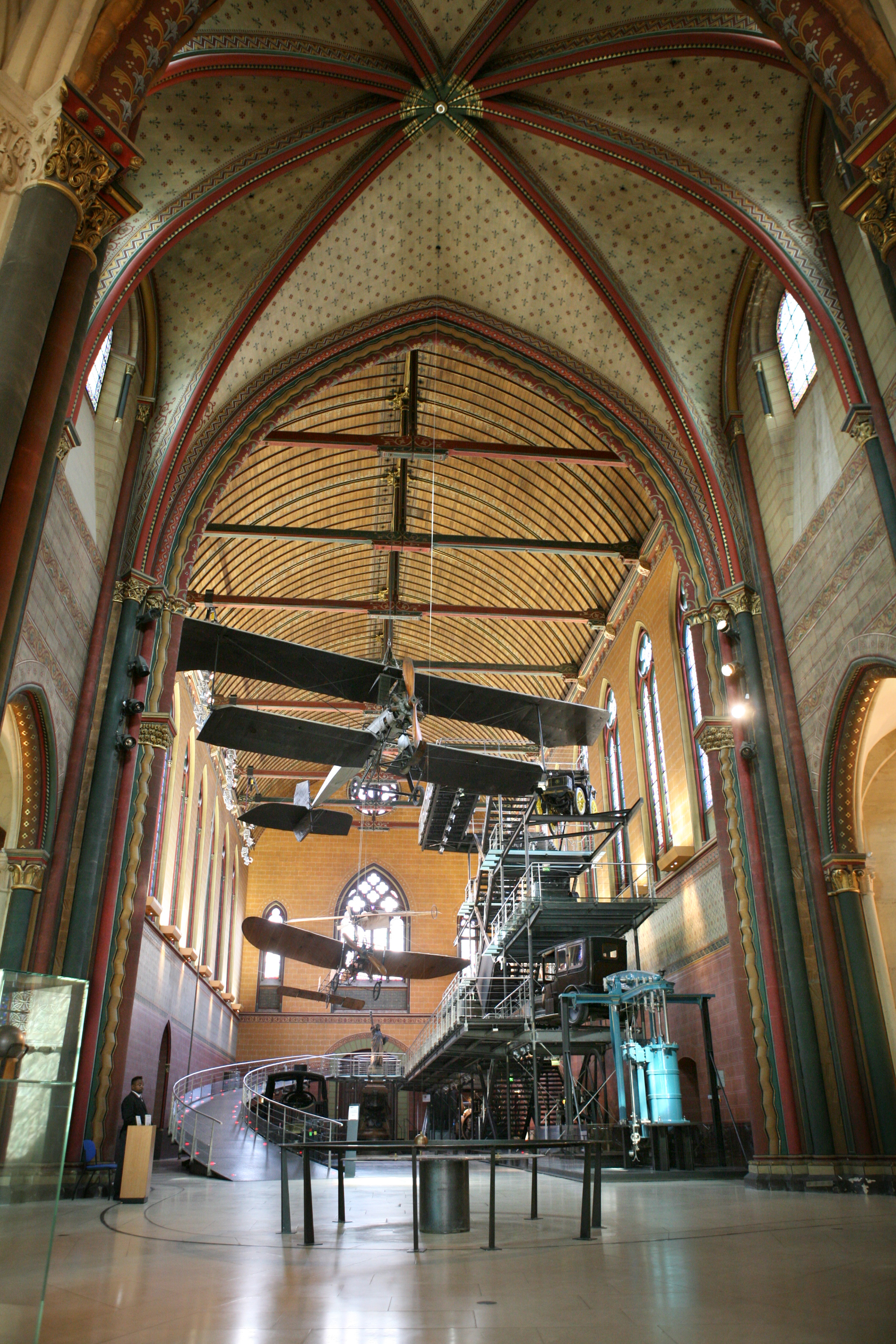
Vue vers l'ouest.
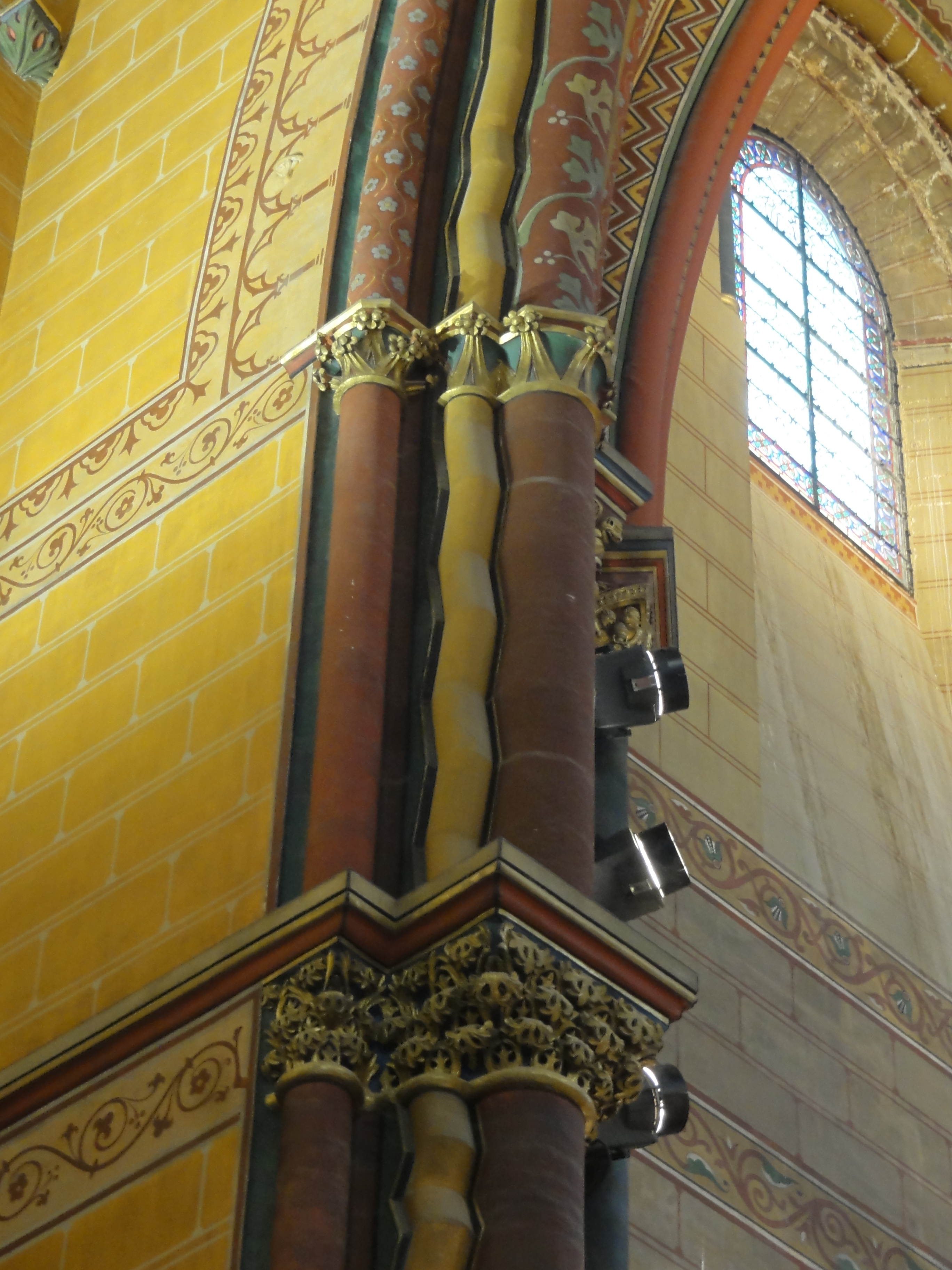
Détail de l'arc triomphal.
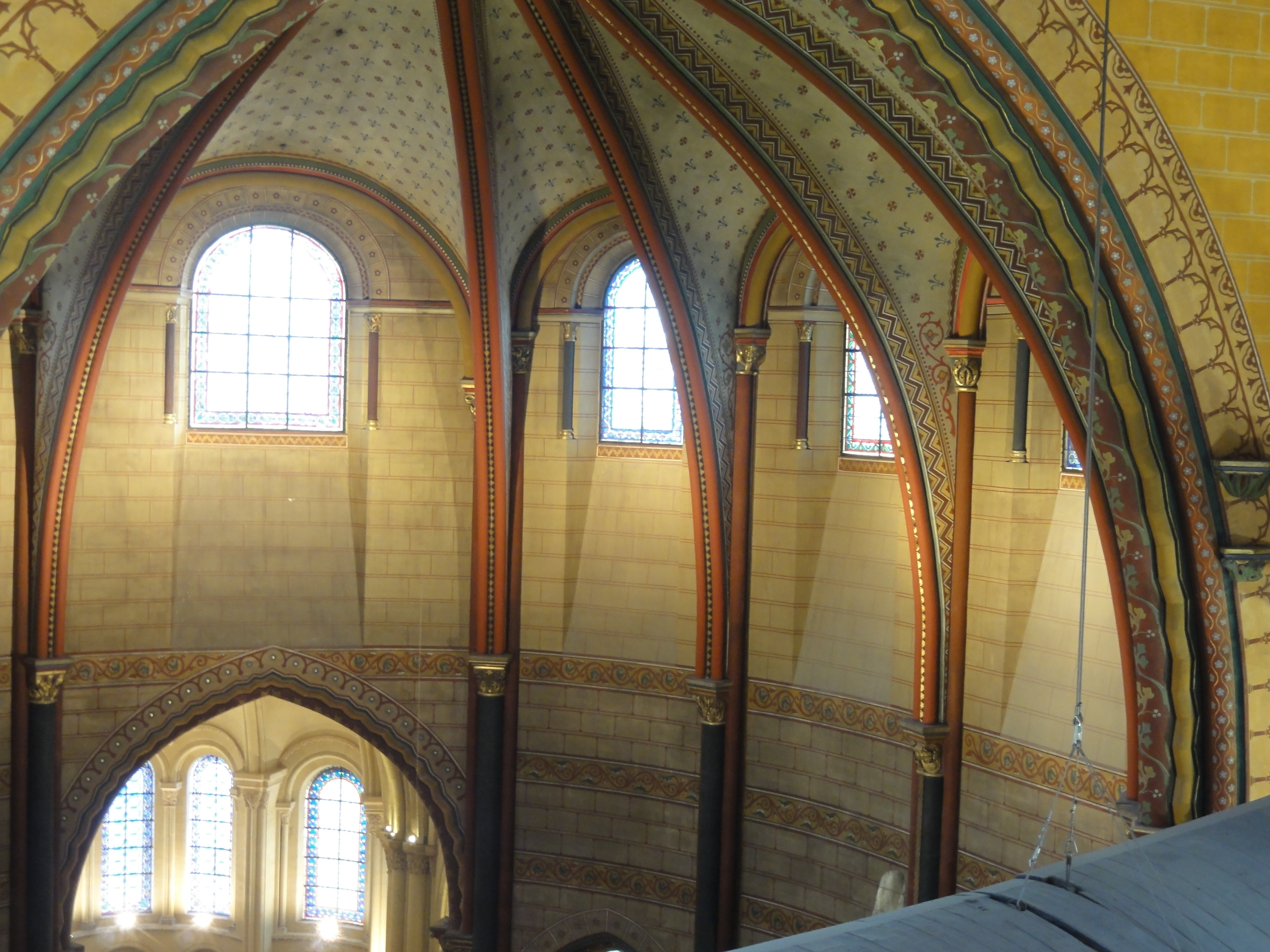
Parties hautes côté sud-est.

#### Chapelle d'axe

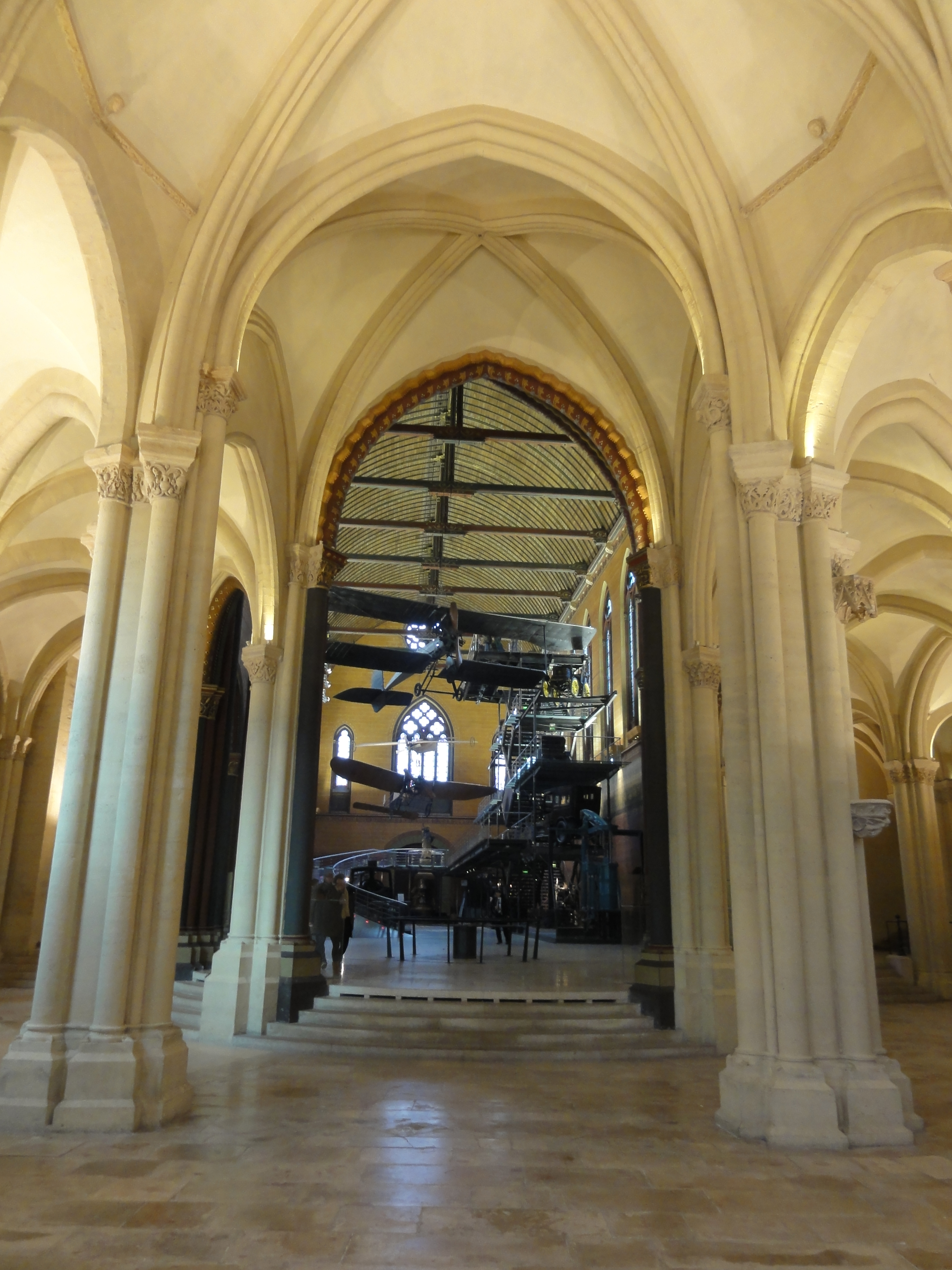
Vue vers l'ouest.

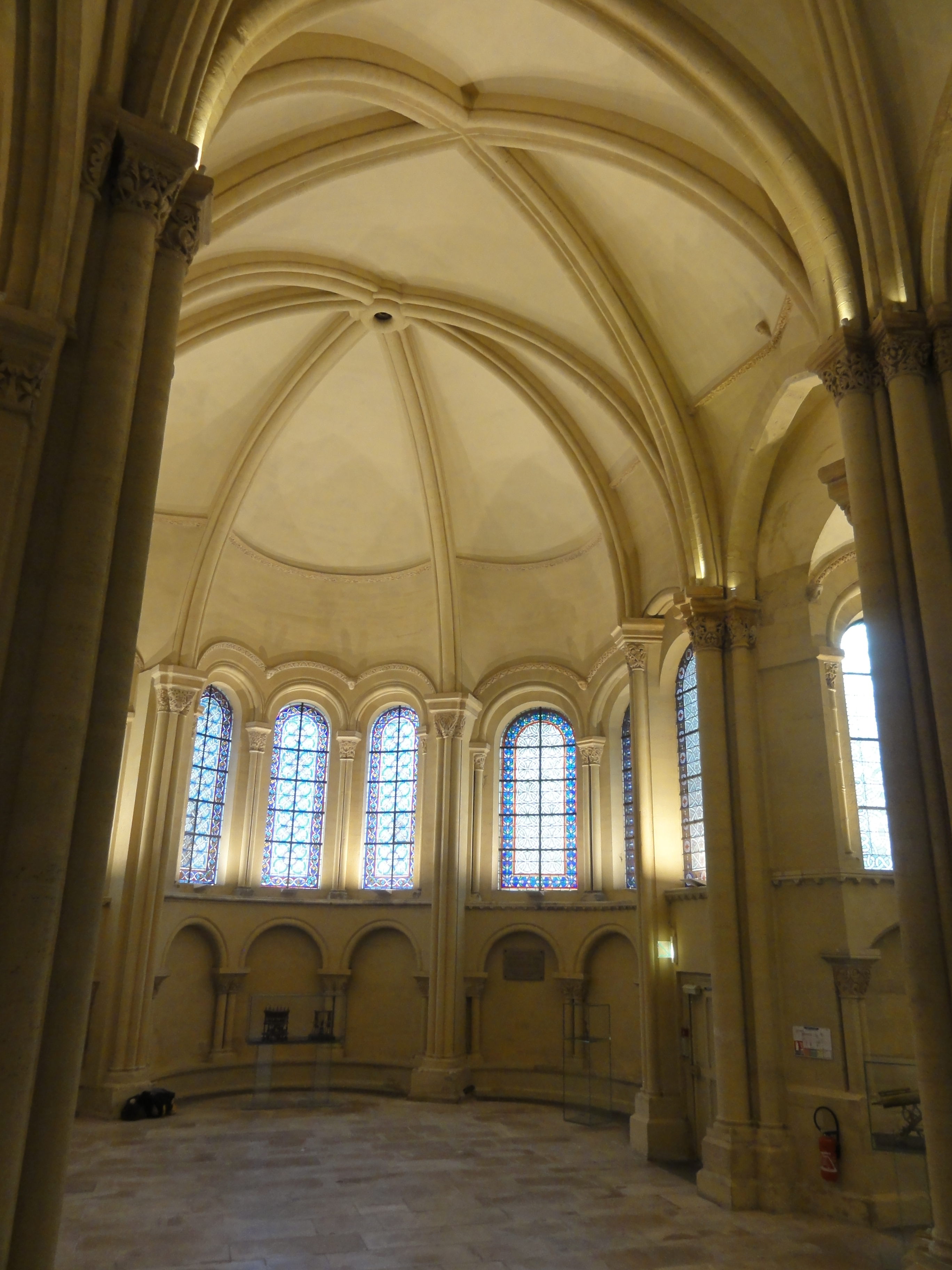
Vue vers l'est.

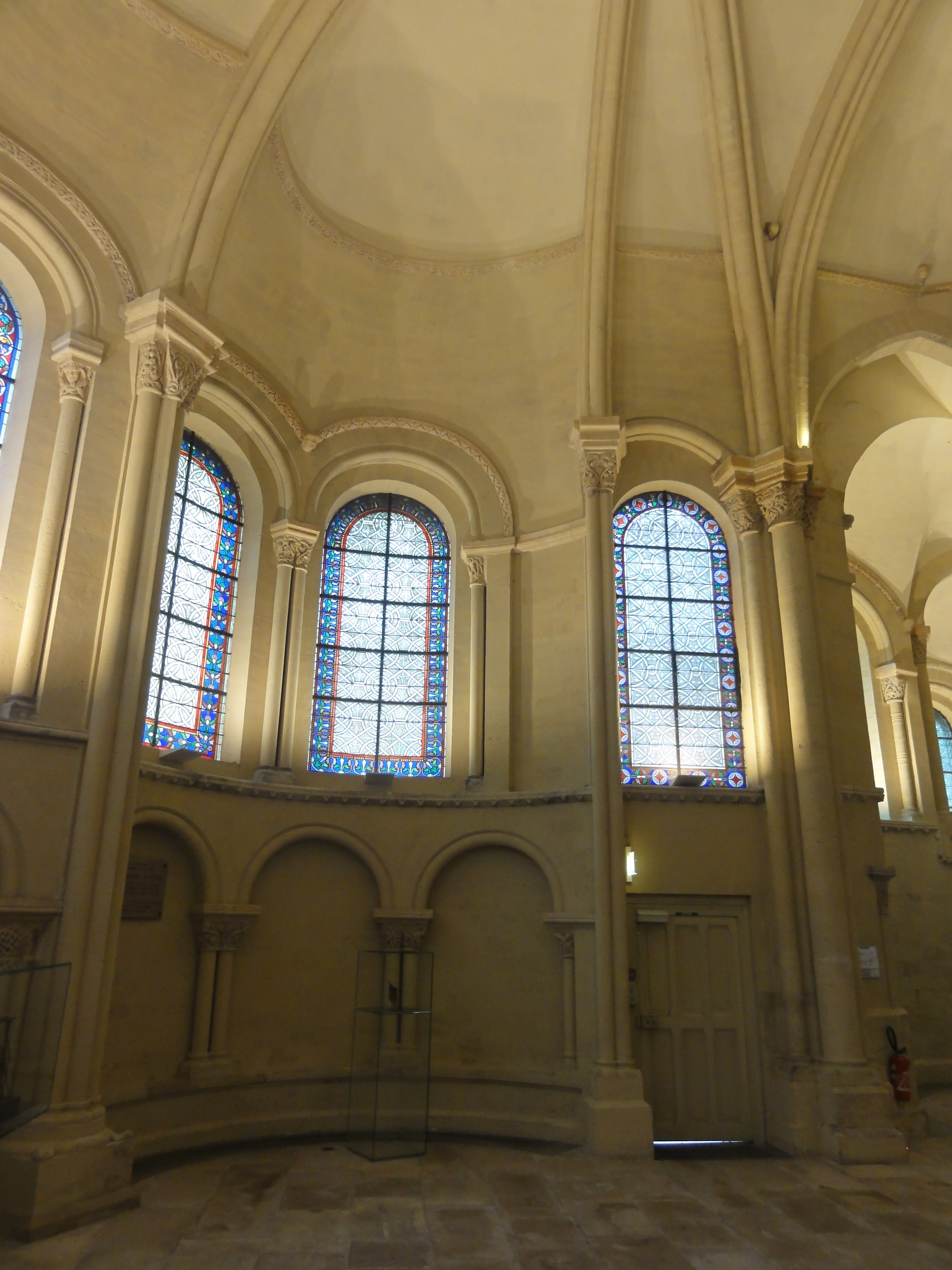
Lobe sud-est du chevet de la chapelle d'axe.

Le sol de la chapelle d'axe et du déambulatoire se situe à 0,80 cm en dessous du sol de l'abside. Cette différence de niveau est compensée par un escalier de cinq marches, situé exactement sous les arcades du rond-point. L'on peut considérer ensemble la chapelle et la travée du déambulatoire la reliant à l'abside, qui en est la seule à être voûtée d'ogives. Elle est également plus haute que le reste du déambulatoire, comme l'indiquent déjà les dimensions de la grande arcade. La voûte est très bombée, c'est-à-dire que la clé de voûte se situe nettement plus haut que les clés d'arc des arcs d'inscription. Les doubleaux y sont en tiers-point, comme dans l'ensemble de la chapelle, ainsi que les formerets, qui n'existent que dans la travée centrale du déambulatoire. On constate déjà une variété des profils et des dispositions des piliers cantonnés, qui est une constante dans l'ensemble du déambulatoire. Les ogives sont au profil d'un boudin entre deux arêtes. Pour les doubleaux latéraux au nord et au sud, les arêtes deviennent aussi large que le boudin médian. Le doubleau oriental est toutefois au profil d'un gros boudin entre deux autres, moins épais. Puis dans la première travée de la chapelle qui est large de 2,60 cm et qui s'intercale entre deux chapelles rayonnantes au nord et au sud, les ogives ont le profil plus courant d'une fine arête entre deux tores. La travée est moins haute que la précédente, et la voûte est toujours très bombée. Le doubleau latéral côté nord est à double rouleau, le rouleau supérieur étant garni d'un tore et le rouleau inférieur étant simplement chanfreiné. Le doubleau latéral côté sud est tout au contraire à simple rouleau et simplement chanfreiné. Bien que les doubleaux latéraux soient de nouveau plus bas que les doubleaux situés dans l'axe, il n'y a pas de murs droits au-dessus des doubleaux latéraux, ni de formerets. Ensuite, vers la partie principale de la chapelle qui fait saillie devant la ligne des chapelles rayonnantes, il n'y a pas de doubleau : la voûte se confond avec la précédente. Les ogives sont au même profil que le précédent doubleau. Ici l'on ne trouve pas de doubleaux, mais des murs donnant sur l'extérieur : une courte section droite au nord et au sud, où les fenêtres paraissent comme coincées entre les supports, puis trois sections en arc de cercle, comportant deux fenêtres au nord-est et au sud-est, et trois fenêtres à l'est. Il n'y a une fois de plus pas de formerets, et l'on observe une transition progressive des murs vers les voûtains. C'est ce qui fait l'une des originalités de la chapelle d'axe. Des cordons de feuillages décorent les voûtains à un tiers de la hauteur de la voûte, ce qui est également une disposition peu fréquente,.
On a recensé cinq profils différents pour les ogives et doubleaux. La même variété existe dans l'agencement des supports. Les chapiteaux réservés aux ogives sont toujours placés de biais pour être orientés face aux ogives. Dans la travée qui fait en même temps partie du déambulatoire, côté ouest, les chapiteaux des ogives sont petits et coincés entre les chapiteaux de la grande arcade et les angles du mur. Ils retombent sur de fines colonnettes. Côté est, il y a davantage de place, et du coup, les chapiteaux et leurs colonnettes sont des mêmes dimensions que ceux correspondant aux doubleaux. Il y a même des colonnettes et chapiteaux réservés aux formerets, mais ils sont encore plus petits et plus coincés dans les angles que ceux des ogives, en face, côté ouest. Dans la travée suivante, il n'y a pas de particularité côté ouest, mais l'on note que les doubleaux latéraux ne disposent pas de colonnettes pour le rouleau supérieur. Les chapiteaux sont engagés directement dans la pile. On en trouve même au sud, où le rouleau supérieur manque pourtant. Ensuite, à l'intersection entre la seconde et la dernière travée, l'absence de doubleau nécessite une disposition particulière. Les ogives des deux voûtes connexes sont fusionnés et de dimensions réduites, avec deux angles saillants pointant vers le milieu de l'espace. Ce ne sont toutefois pas de chapiteaux au plan en étoile, comme on les voit à la Sainte-Chapelle. Finalement, les ogives de la chapelle retombent sur deux colonnettes jumelles au nord et au sud, mais sur des faisceaux d'une colonnette et de deux colonnettes plus minces entre les lobes du trèfle. Comme déjà évoqué, l'incohérence de la conception des supports et du profil des nervures ne sont pas le seul défaut du chevet de Saint-Martin-des-Champs : la chapelle d'axe est désaxée par rapport au chevet ; la lobe nord-est du trèfle est plus profonde que son homologue au sud-est et comporte une petite baie factice en plus des fenêtres ; et les fenêtres de la section droite sont tellement coincées entre les colonnettes de la voûte que leurs archivoltes toriques doivent se fondre dans ces colonnettes. Cependant, ces irrégularités sont compensées par le décor savamment agencé des trois lobes du trèfle. Il comporte quatre registres. Sur les soubassements des fenêtres, trois arcatures plaquées en plein cintre, au profil d'un gros tore, retombent sur les tailloirs des chapiteaux de deux colonnettes en délit. Les colonnettes jumelles entre deux arcatures ont des chapiteaux fusionnés, et se partagent un même tailloir. Sous le seuil des fenêtres, court un bandeau mouluré garni de fleurs simples largement espacées. Troisièmement, les fenêtres disposent d'archivoltes toriques retombant sur des colonnettes à chapiteaux ; contrairement aux arcatures plaquées, les archivoltes voisines se partagent une colonnette devant le trumeau. En dernier lieu, un cordon de rinceaux de plantes aroïdes surmonte les archivoltes, et retombe sur des têtes grimaçantes au-dessus des colonnettes partagées. Ils répondent aux cordons de feuillages un peu plus haut, sur la voûte,,,.
À ce décor, s'ajoute bien sur la sculpture des chapiteaux : ceux des supports, ceux des archivoltes des fenêtres, et ceux des arcatures plaquées. Ces derniers sont en partie d'une facture plus simple et plus archaïque, décidément romane, avec des effets de vannerie, des feuilles plates très stylisées avec de petites palmettes d'angle, ou des feuilles appliquées polylobées. Parfois, des têtes de monstre aux angles crachent les tiges des feuilles. Il y a aussi des entrelacs de feuillages d'une structure très mouvementée. Une polychromie ancienne souligne le relief. En haut, l'on trouve le plus souvent des feuilles d'acanthe ou de vigne, recourbées pour donner de divers motifs, ou encadrées par des tiges nouées deux par deux. Sur un chapiteau, l'on voit trois palmettes encerclés, comme souvent en Lombardie ou en Provence. Quatre chapiteaux sont ornés de lions affrontés, de dragons et d'un homme assis entre deux personnages qu'il s'efforce de saisir. La sculpture de tous les chapiteaux hauts est finement ciselée, et le relief est étonnant, avec un arrière-plan en grande partie excavée. Comme un peu plus tard à Saint-Germain-des-Prés, la variété des motifs diminue par rapport à la période précédente, et le décor devient plus précieux, moins monumental. Les tailloirs sont parfois doubles, l'un superposé à l'autre. — Dans son ensemble, la chapelle d'axe est bien singulière. Une seule chapelle du même plan existerait au France : celle de l'église inachevée du prieuré de La Cascine, près de Forcé (Mayenne),. Philippe Plagnieux pense que la chapelle soit une déclinaison de la rotonde, qui depuis que le Panthéon de Rome ait été consacré à la Vierge par le pape Boniface IV, le 13 mai 609 ou 610, représente souvent un espace marial. L'architecture carolingienne connaissait une tradition de chevets à rotonde mariale, dont un exemple subsiste à l'abbaye Saint-Germain d'Auxerre. Le culte marial occupait toujours une place spéciale dans la spiritualité de l'ordre de Cluny, et son maître d'ouvrage avait sans doute souhaité de disposer d'une vaste chapelle de la Vierge devant le chevet. Ainsi s'explique l'une des principales particularités du plan du chœur de Saint-Martin-des-Champs, car la chapelle d'axe est justement dédiée à la mère de Jésus-Christ. Selon les époques, elle est dite Notre-Dame de Toute-Joie ou Notre-Dame de la Carole, nom d'une statue en bois de la Vierge à l'Enfant assise du XIIe siècle,. Au moment du début du chantier vers 1134, le plan d'un chevet à déambulatoire n'était pas encore clairement défini, et il fallait de toute façon innover pour répondre aux exigences d'une liturgie qui se développe. Pour Philippe Plagnieux, Saint-Martin-des Champs est l'un des premiers chevets de la première architecture gothique. Il reste donc expérimental, et la complexité de son plan n'a pas permis qu'il serve directement d'exemple à d'autres églises, ce qui n'empêche pas que la basilique Saint-Denis a repris l'idée du double déambulatoire, avec des chapelles rayonnantes de deux fenêtres communiquant les unes avec les autres,.

Chapelle d'axe
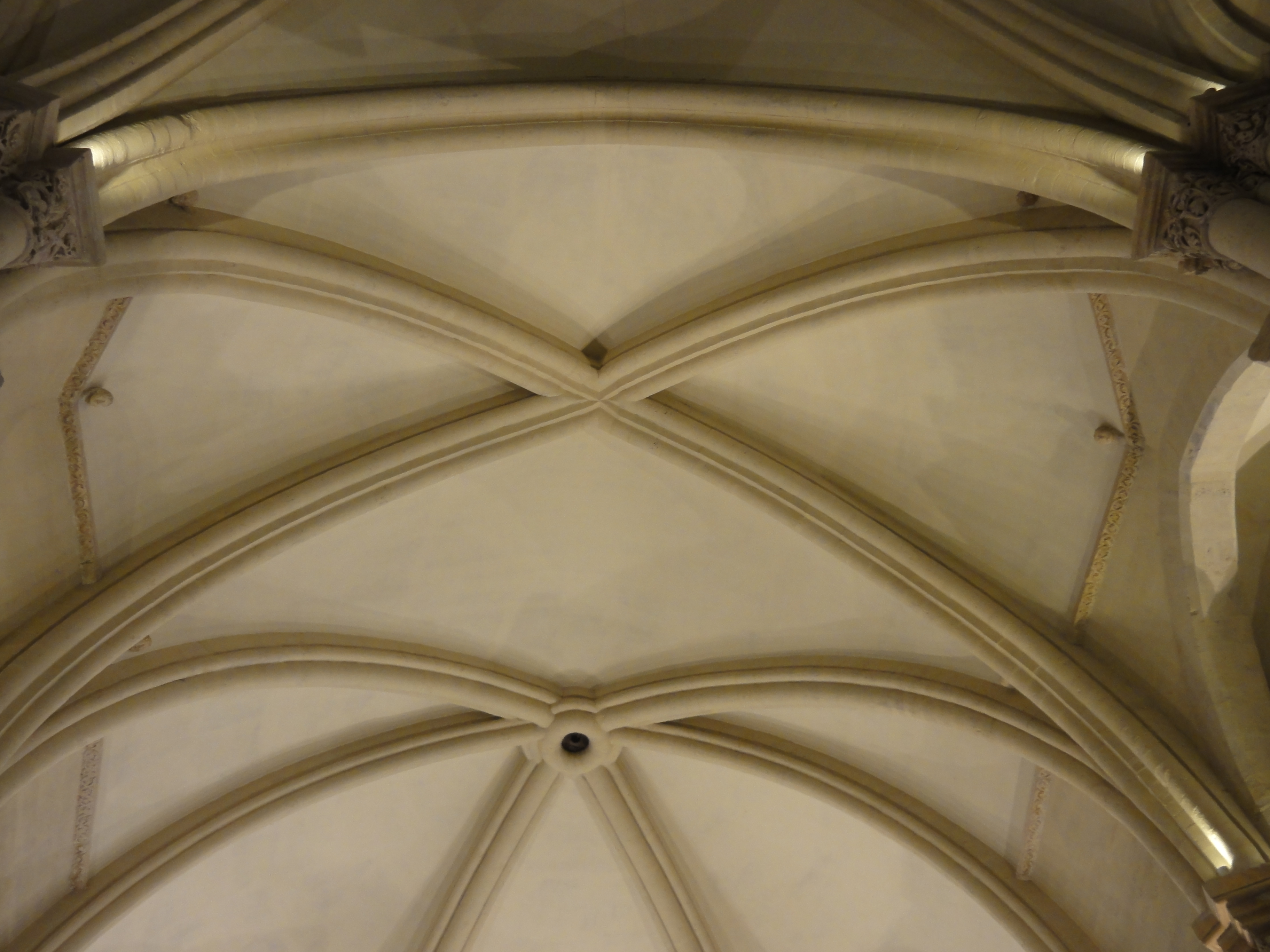
Voûte de la 2e travée.
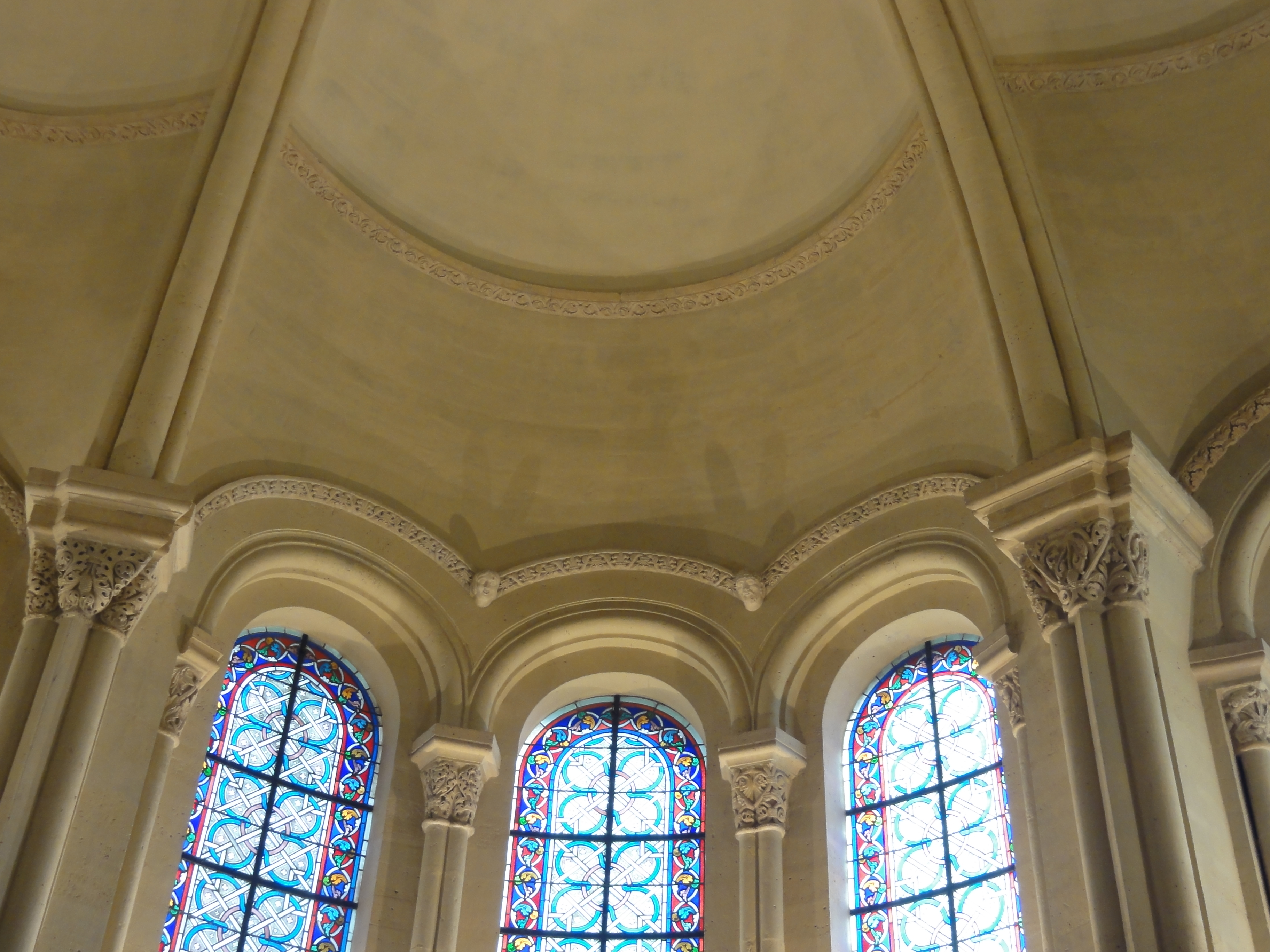
Décoration du chevet.
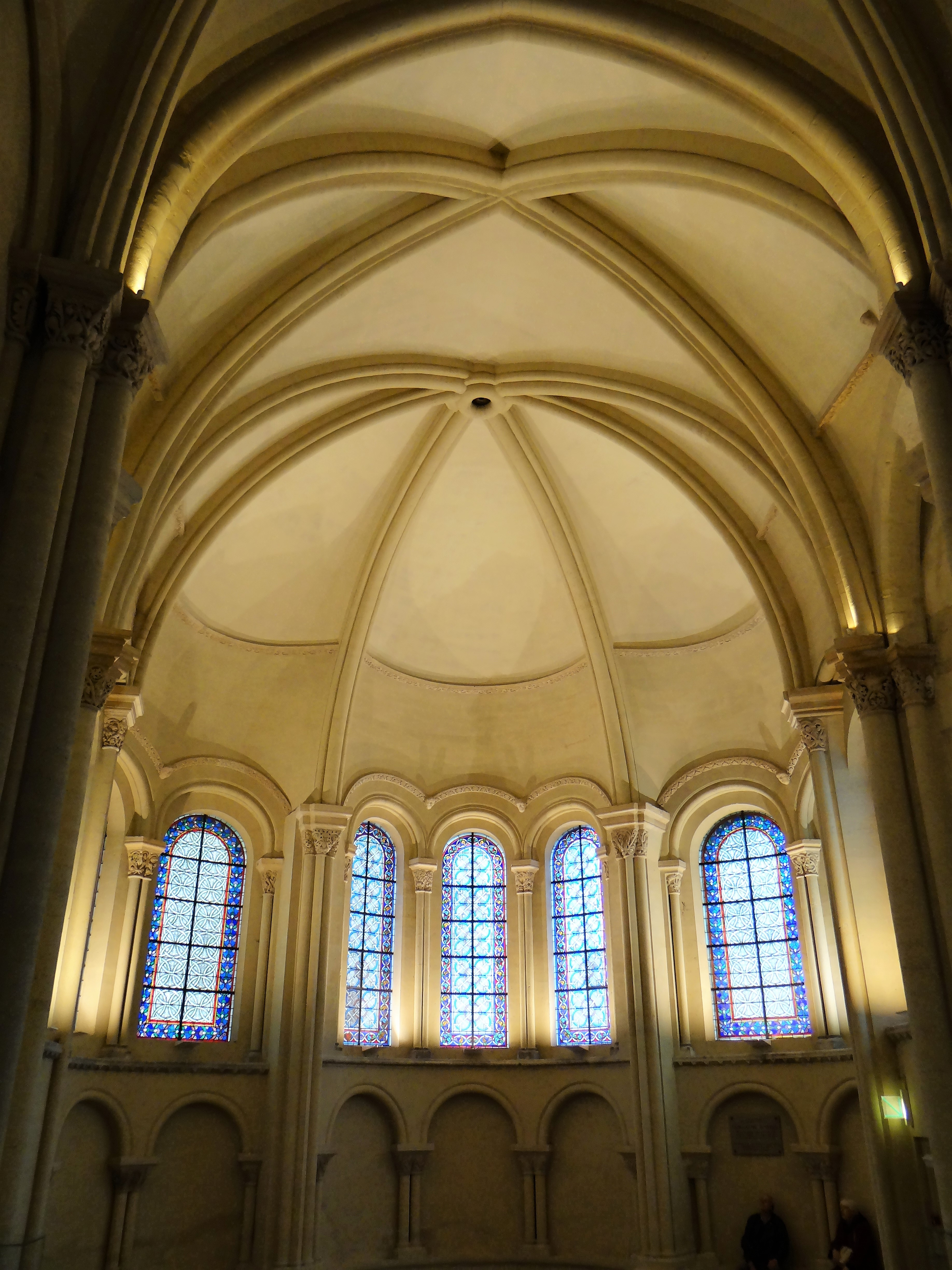
Chapelle d'axe vers l'est.
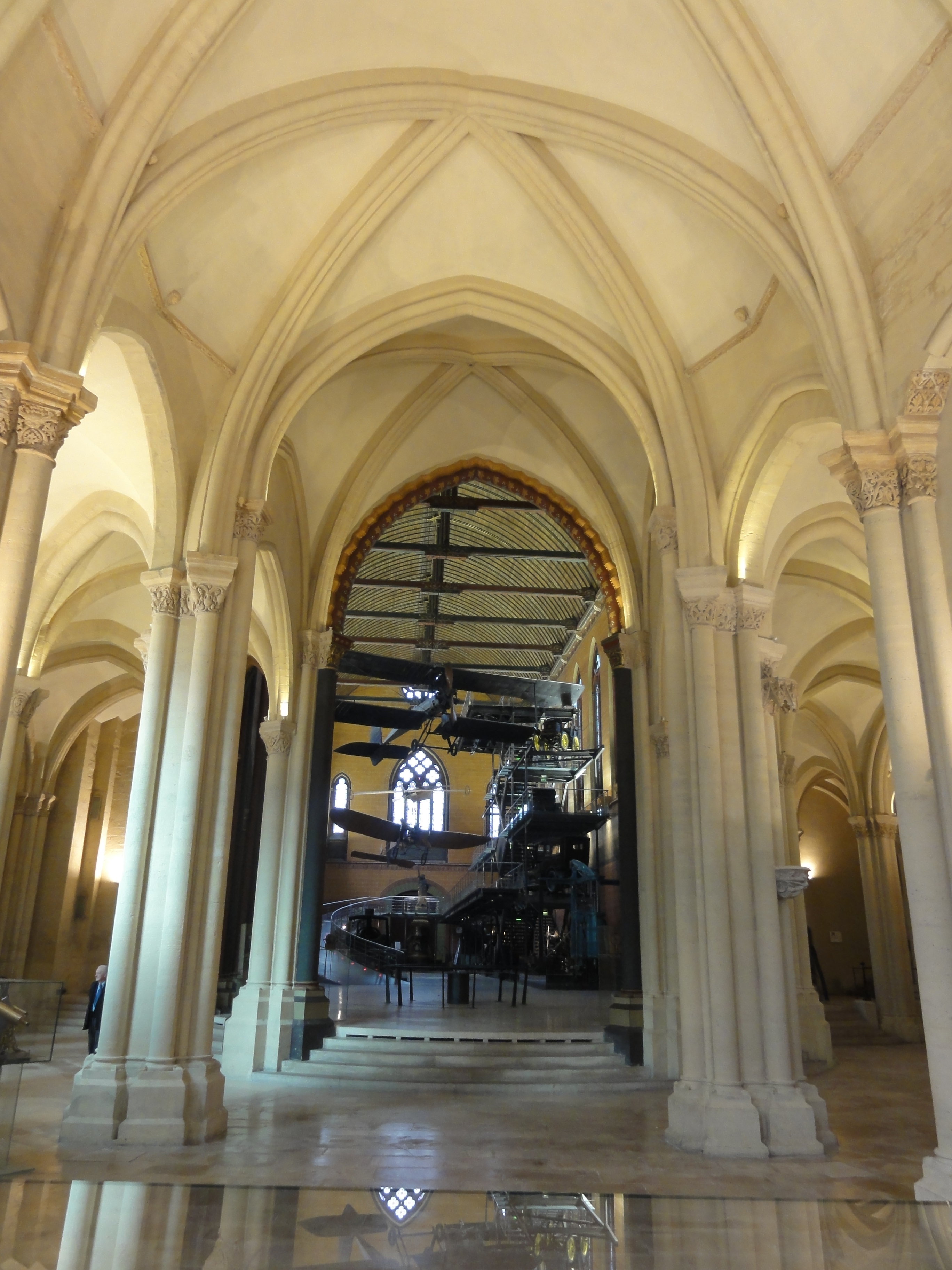
Liaison de la chapelle d'axe sur le déambulatoire.
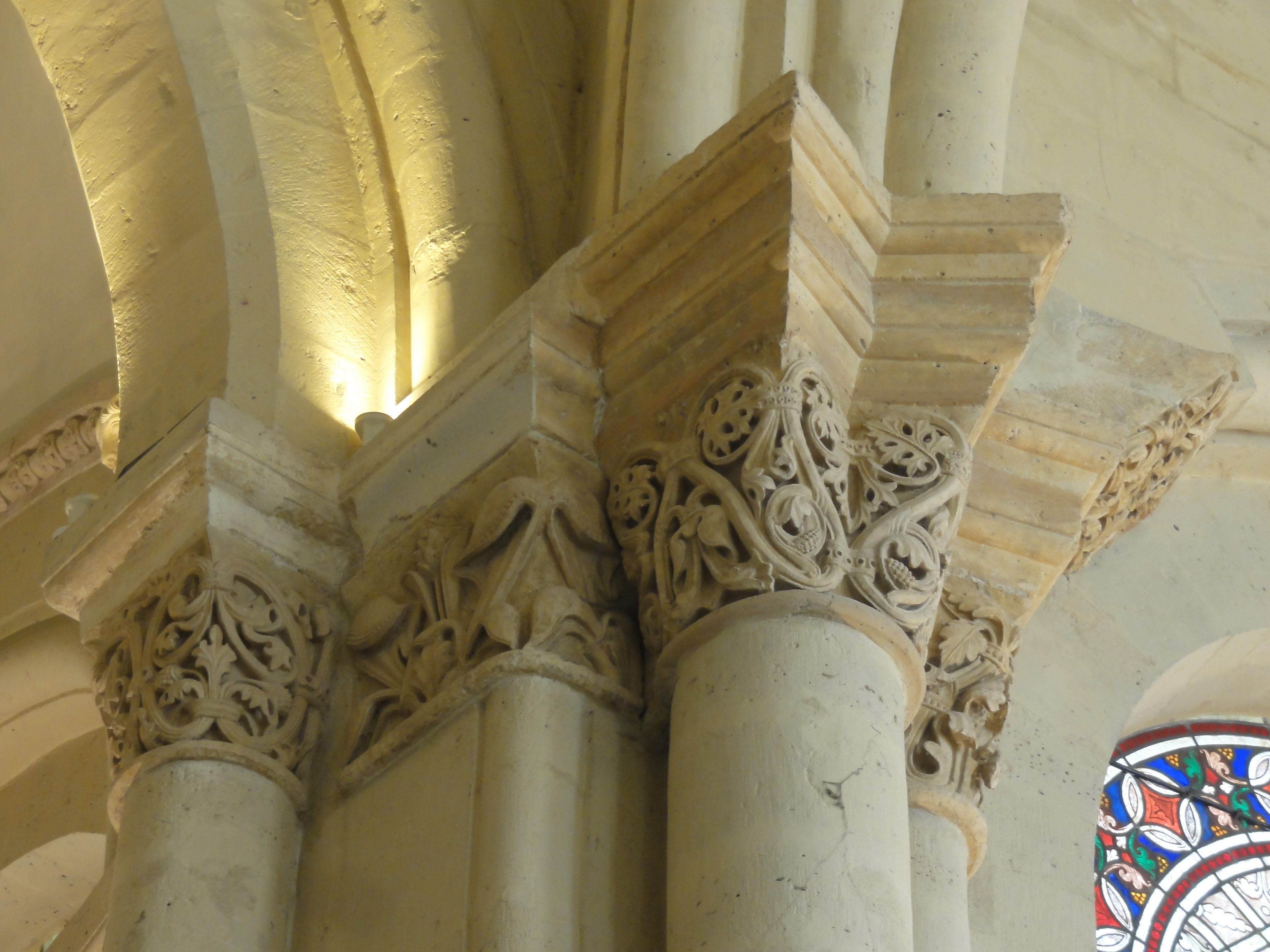
Chapiteaux côté nord.
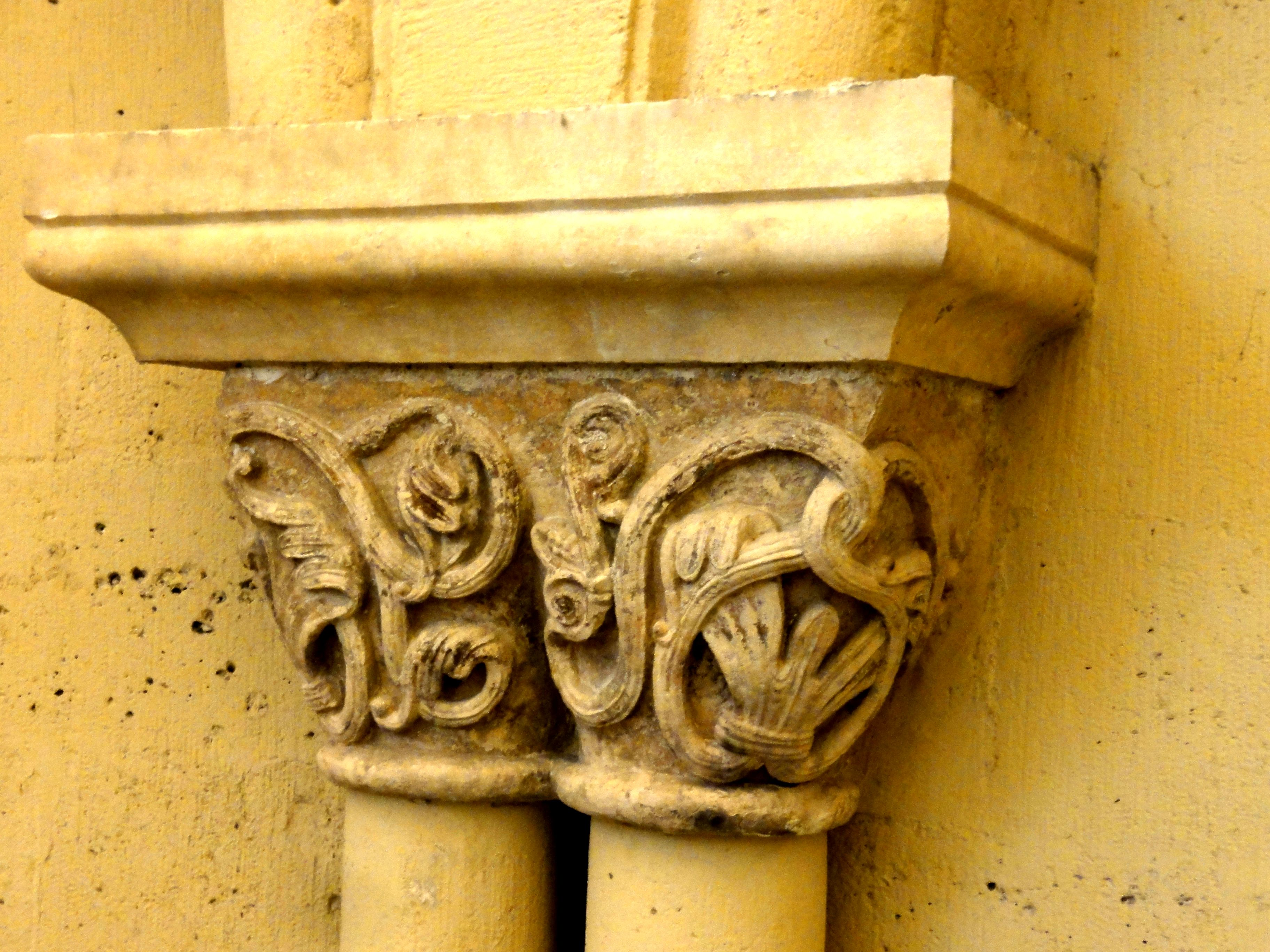
Chapiteaux des arcatures.

#### Double déambulatoire

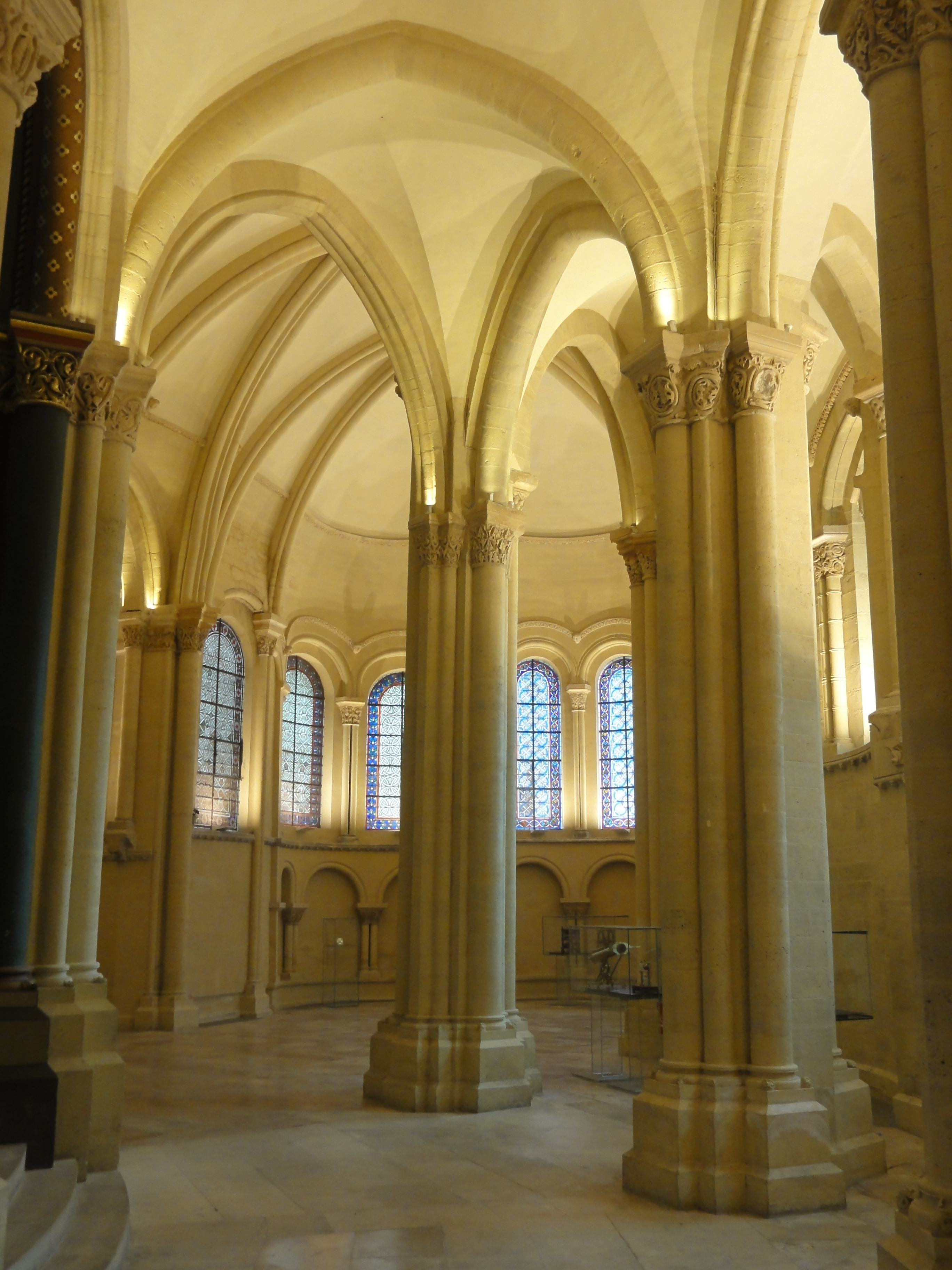
Déambulatoire sud-est, vue vers la chapelle d'axe.

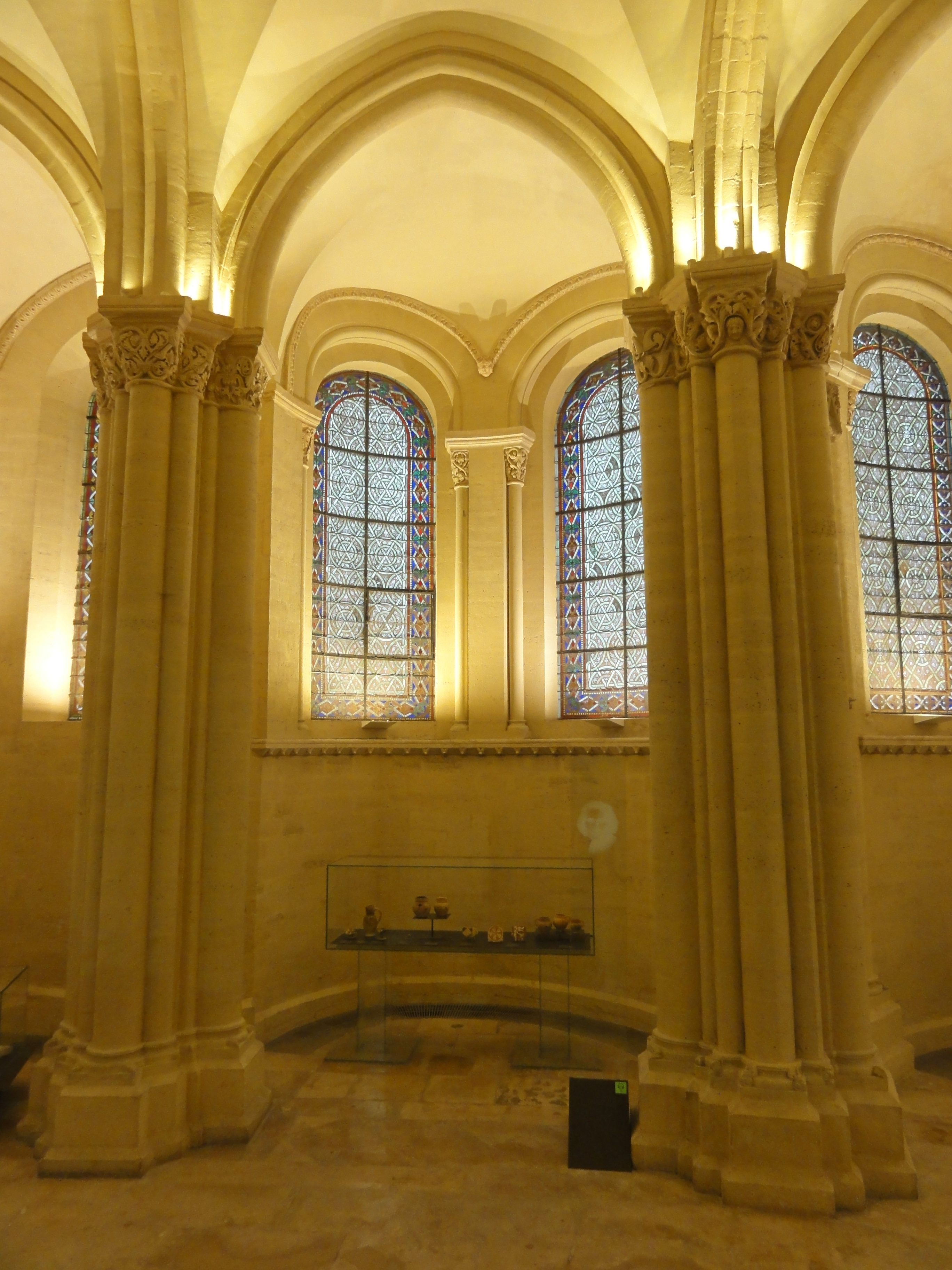
Déambulatoire nord-est, chapelle rayonnante.

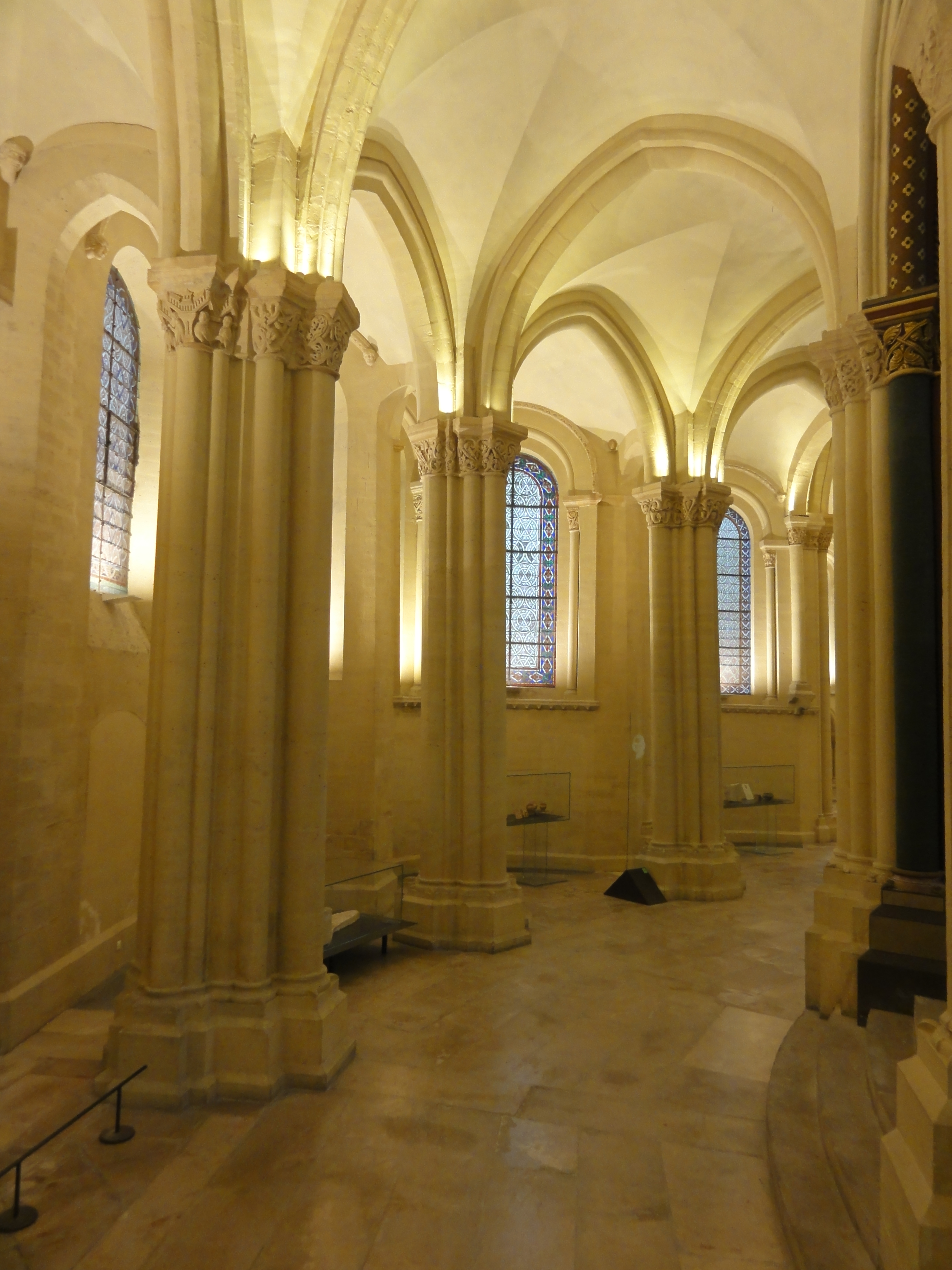
Déambulatoire nord-est.

La partie nord-est du déambulatoire a été presque entièrement remontée par Léon Vaudoyer au milieu du XIXe siècle. Il n'y reste plus beaucoup de substance ancienne, y compris pour les chapiteaux et autres blocs sculptés. Les voûtes s'étaient écrasées sous le poids des murs-boutants de l'abside, et Vaudoyer les a refaites avec des briques creuses, qui diminuent le poids des voûtes. La situation est différente dans la partie sud-est, dont l'intérieur et les voûtes n'ont pas été touchés par Vaudoyer. Entre 1913 et 1916, Henri Deneux est parvenu à sauver cette partie alors très délabrée, et a en plus réussi de préserver son authenticité. — Eugène Lefèvre-Pontalis a remarqué que l'on ne savait pas encore très bien comment voûter un déambulatoire à la fin des années 1130. Inexpérimenté, le maître d'œuvre a opté pour des voûtes d'arêtes, et ne pensait pas être en mesure de concevoir des voûtes de forme trapézoïdale en cette technique. Le plan trapézoïdal est habituel pour les voûtes des déambulatoires, et à Domont et Poissy, le déambulatoire montre bien des voûtes d'arêtes de cette forme, mais à Saint-Martin-des-Champs, elles sont toujours des parallélogrammes ou des triangles. Ce plan des voûtes aurait entraîné la configuration particulière et irrégulière du déambulatoire, et en même temps la configuration également très irrégulière des piliers cantonnés. Or, les triangles sont en tout cas nécessaires pour obtenir davantage de chapelles que le rond-point de l'abside ne compte de grandes arcades, et selon Philippe Plagnieux, les moines clunisiens étaient désireux de disposer d'un grand nombre de chapelles rayonnantes. Ceci permit d'aménager un nombre important d'autels, afin de multiplier les célébrations de messes personnelles ou de fondation. L'ordre de Cluny accordait une grande importance aux processions et aux sacrifices sur les autels, et les messes privées avaient été instaurées dans l'ordre au XIe siècle par saint Odilon de Cluny et saint Hugues de Cluny. Si l'on considère que les pratiques  à Saint-Martin-des-Champs étaient les mêmes qu'à l'abbaye de Cluny, le plan du déambulatoire résulte au moins en partie des exigences liturgiques,,.
Le déambulatoire est subdivisé en travées par dix doubleaux, qui ont tous à peu près le même profil, en l'occurrence un boudin entre deux boudins émoussés. Le plus souvent, le boudin médian est très épais. Sur les doubleaux encadrant les triangles et la travée face à la chapelle de la Vierge, le boudin médian est plus mince. Ces deux variantes ont déjà été constatées dans la chapelle. La première voûte au nord comporte par ailleurs une nervure en plus. En comptant la travée supplémentaire dans l'angle avec la nef, au nord, ainsi que la travée qui entre en même temps dans la composition de la chapelle d'axe, le déambulatoire a douze travées. Concernant les supports, la première observation est que les arêtes des voûtes retombent sur des chapiteaux, ce qui n'est habituellement pas le cas lors d'un voûtement d'arêtes. Selon Anne Prache, on a commencé la construction par le pourtour (sauf la chapelle de la Vierge), et le maître d'œuvre rencontra des difficultés lorsqu'il atteignit le rond-point de l'abside : il n'y a parfois pas de place pour une colonnette à chapiteau pour recevoir le rang de claveaux supérieur des grandes arcades. Sous une même arcade, ce rouleau peut retomber sur un chapiteau d'un côté, et se fondre dans les autres nervures en face. En plus, à la pointe d'un triangle, deux doubleaux sont reçus par un même chapiteau. Du côté des piliers qui séparent les chapelles, les doubleaux du déambulatoire retombent sur un chapiteau unique comme du côté des grandes arcades, mais les doubleaux ouvrant dans les chapelles (ou le second déambulatoire selon la lecture) retombent sur trois colonnettes. Seule la colonnette médiane et son chapiteau sont bien dégagés et visibles, alors que les autres colonnettes et chapiteaux sont comme enfoncés dans les angles, et paraissent être de trop. Le profil des doubleaux ouvrant dans les chapelles est le plus souvent un gros boudin entre deux boudins émoussés. Parfois le gros boudin central est en forme d'amande. Mais vers la chapelle qui comporte l'entrée au nord et vers la première chapelle rayonnante au nord, l'on trouve un rang de claveaux inférieur simplement chanfreiné, et un rang de claveaux en forme de boudin du côté du déambulatoire seulement (comme au nord de la chapelle d'axe). Finalement, les doubleaux séparant deux chapelles (ou deux travées du second déambulatoire) sont simplement chanfreinés. Dans les chapelles, seulement certaines arêtes des voûtes retombent sur des chapiteaux, et l'on ne peut identifier aucun système. Parfois, par exemple dans la seconde chapelle rectangulaire au nord, une seule colonnette adossée au mur extérieur reçoit à la fois un doubleau, une arête et un formeret. Les formerets sont tous de simples rangs de claveaux chanfreinés,,.
Les parties droites du déambulatoire et leurs chapelles ne sont pas éclairées directement par des fenêtres, ce qui est dû à la présence de bâtiments mitoyens. Dans la travée proche du vieux clocher, il y a toutefois une petite baie à hauteur du doubleau, qui est profondément enfoncée dans un massif de maçonnerie dépendant du clocher, et reliée au déambulatoire par un curieux ébrasement qui évoque les fenêtres d'une cave ou d'une crypte. Un large arc de décharge complètement déformé est mouluré d'un tore et retombe sur deux colonnettes à chapiteaux. Puis, les chapelles rayonnantes qui succèdent à la partie droite ne sont pas en hémicycle, et n'ont qu'une unique fenêtre, ainsi qu'une baie factice pour la chapelle au sud (au titre de Saint-Vigor-et-Saint Guinefort). Elle est entourée d'un boudin et représente la seule baie en tiers-point de l'ensemble du chœur. Au-dessus de la vraie fenêtre, le rang de claveaux de son arc est surmontée d'une baguette, et au niveau du seuil, court un bandeau garni de fleurs espacés, tel qu'il en existe dans la chapelle tréflée. Du côté opposé, la première chapelle rayonnante au nord comporte la porte bouchée vers la chapelle disparue Notre-Dame de l'Infirmerie en dessous de la fenêtre de gauche, ce qui explique que cette fenêtre commence plus haut. Parmi le décor présent dans la chapelle de la Vierge, réapparaît le cordon de rinceaux au-dessus des fenêtres, qui au milieu retombe sur une tête grimaçante. Mais il n'y a pas de bandeaux, ni d'archivoltes ou arcatures plaquées. — Il n'y a donc que quatre chapelles rayonnantes régulières, ce qui ne veut pas dire qu'elles sont analogues. Elles se rapprochent notamment de celles de Saint-Denis, ainsi que de celles de Saint-Germain-des-Prés, où les chapelles sont toutefois cloisonnées. Leurs vocables sont : Saint-Nicolas et Saint-Benoît au nord-est, et Saint-Marcoult puis Saint-Denis-et-Sainte-Geneviève au sud-est. Ces chapelles rayonnantes sont inspirées de Saint-Martin-des-Champs. Une certaine ressemblance existe également avec les chapelles de Saint-Maclou de Pontoise. L'ornementation se concentre pour l'essentiel sur ces quatre chapelles. On y trouve des arcatures plaquées sur les soubassements des fenêtres (au sud-est seulement) ; les bandeaux garnis de fleurs éparse à quatre pétales, dont il existe plusieurs variantes ; des archivoltes toriques qui retombent sur deux colonnettes jumelles entre deux baies (et non sur une unique colonnette comme dans la chapelle tréflée) ; et les cordons de rinceaux au-dessus, dont existent également plusieurs versions. Au centre, ils retombent sur un petit masque, mais à gauche et à droite, les têtes grimaçantes se situent parfois au-dessus des cordons, sans fonction réelle. Des mascarons supplémentaires peuvent s'y ajouter à la retombée des arêtes des voûtes, comme dans le bas-côté sud de Notre-Dame-du-Fort d'Étampes. Au sud, certains fûts de colonne sont annelés, comme fréquemment en Saintonge,,,.

Double déambulatoire
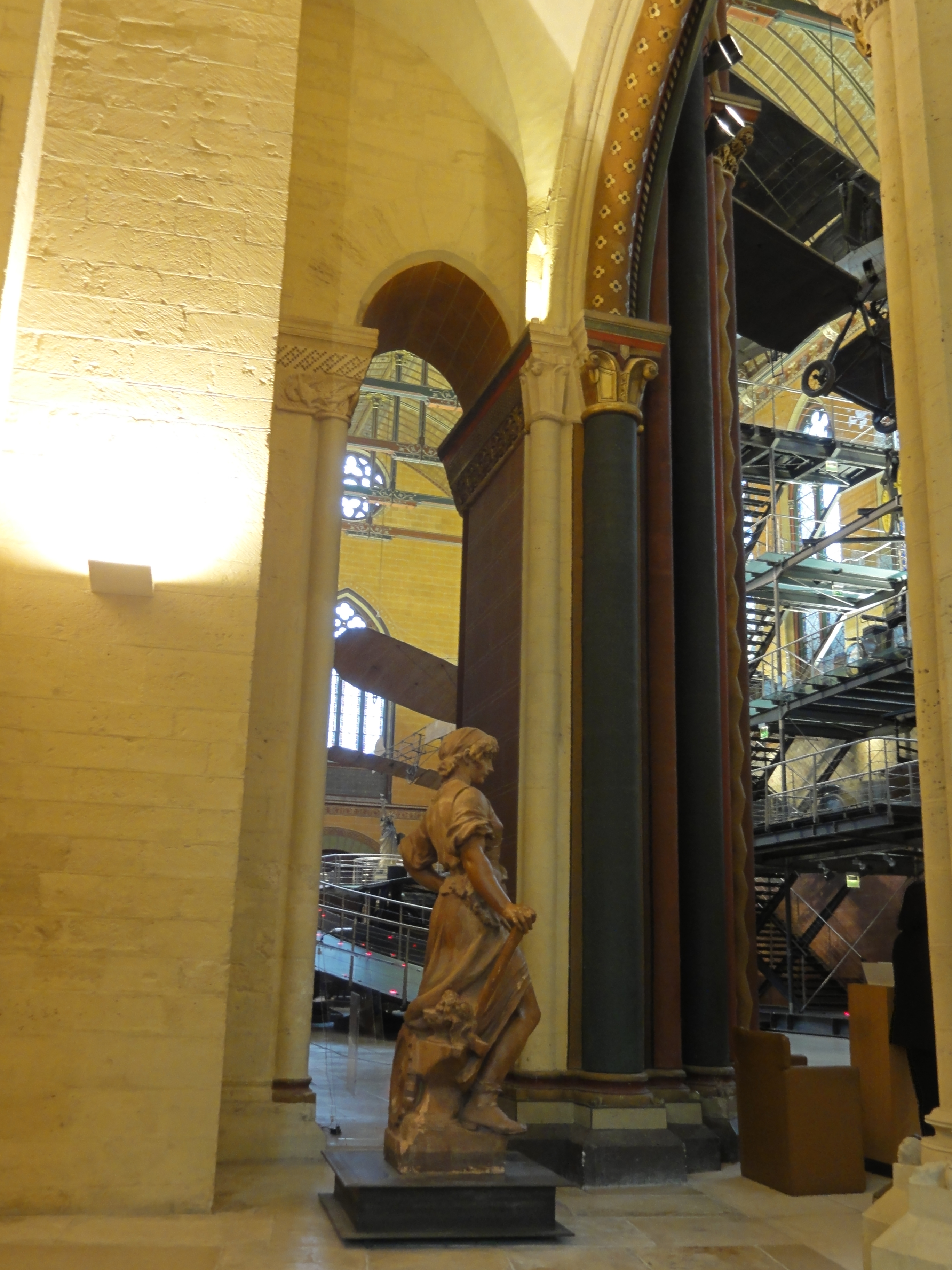
Déambulatoire sud, raccordement avec la nef.
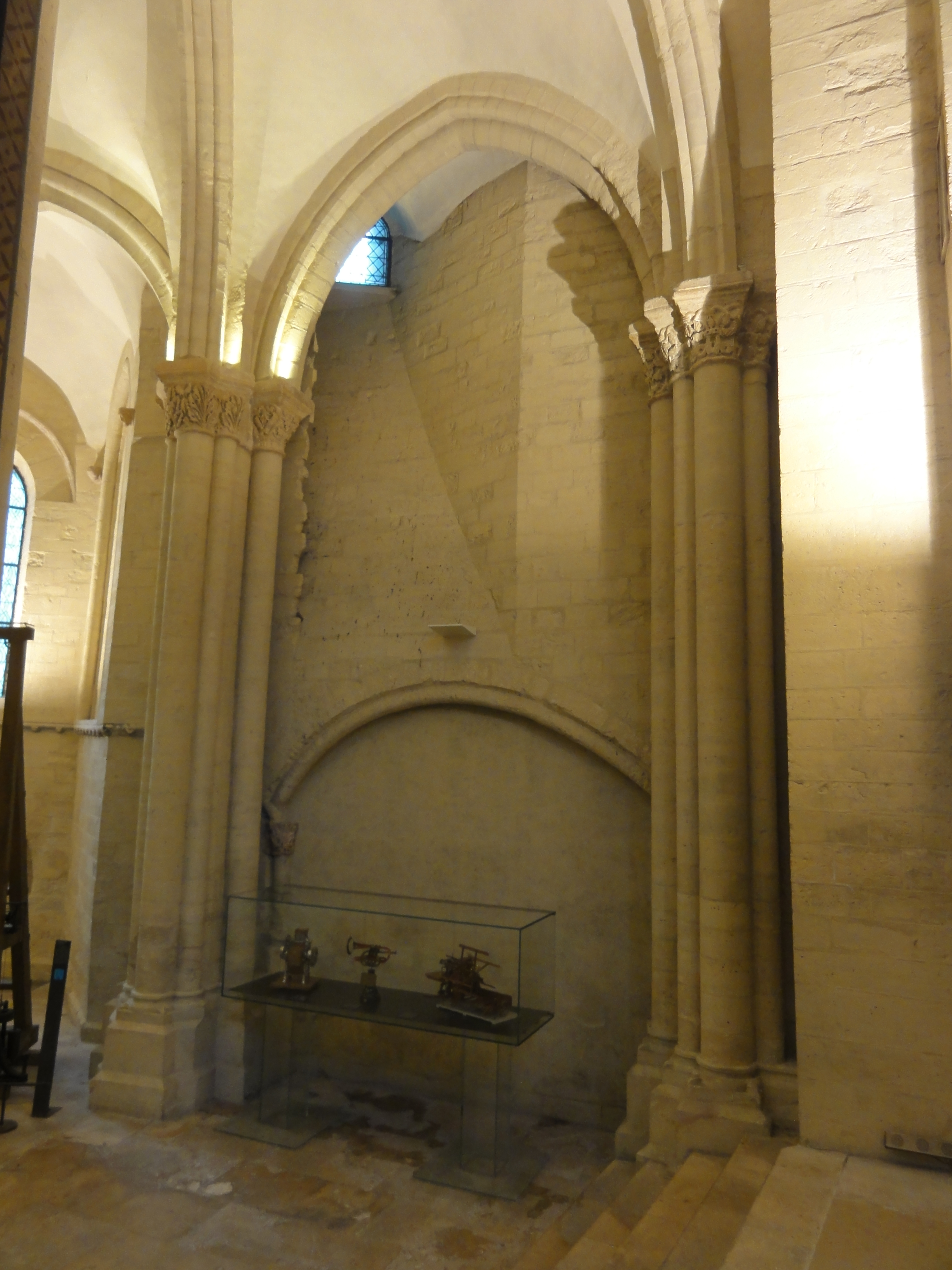
1re travée au sud, mur du clocher.
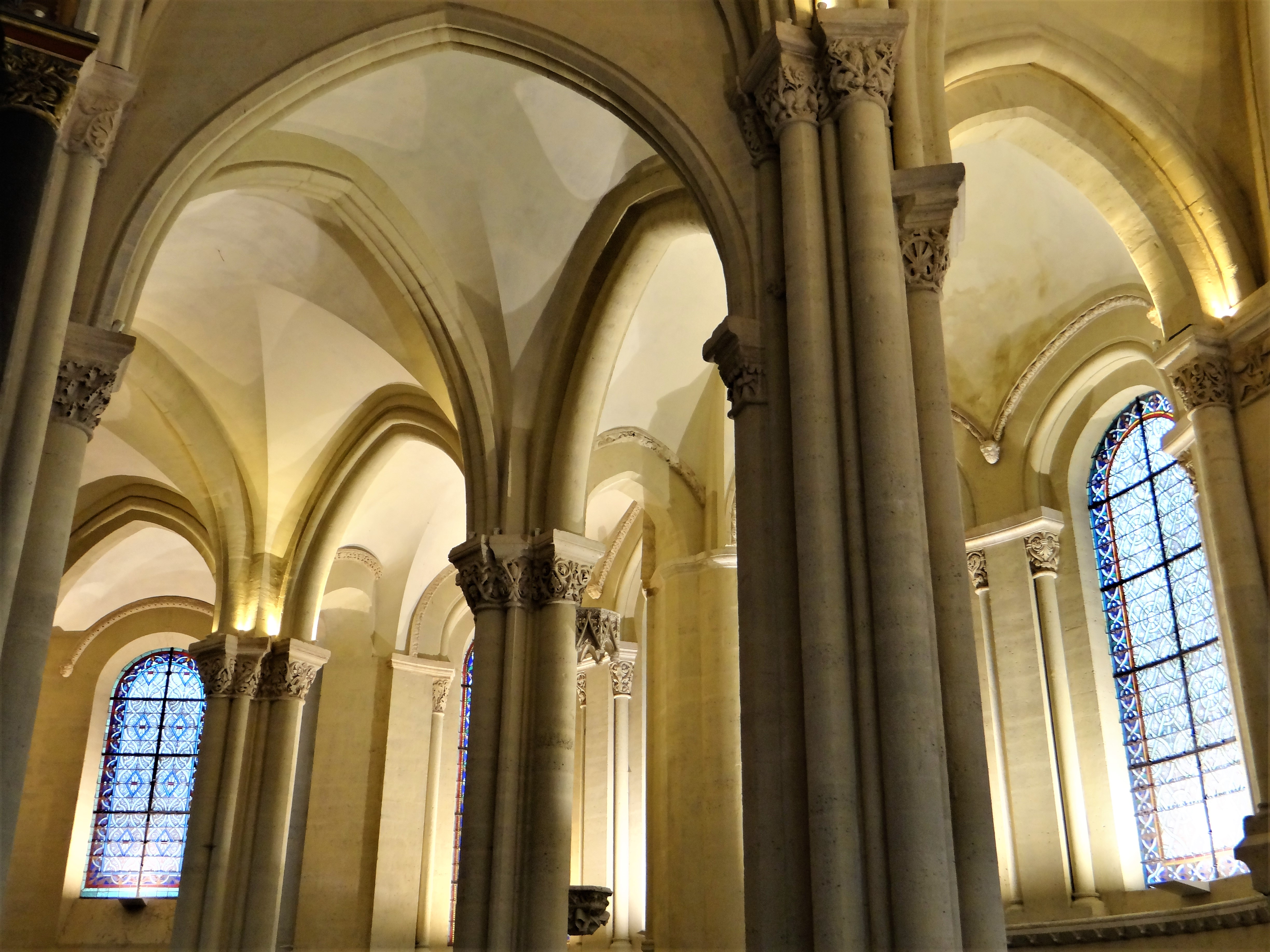
Déambulatoire nord-est.
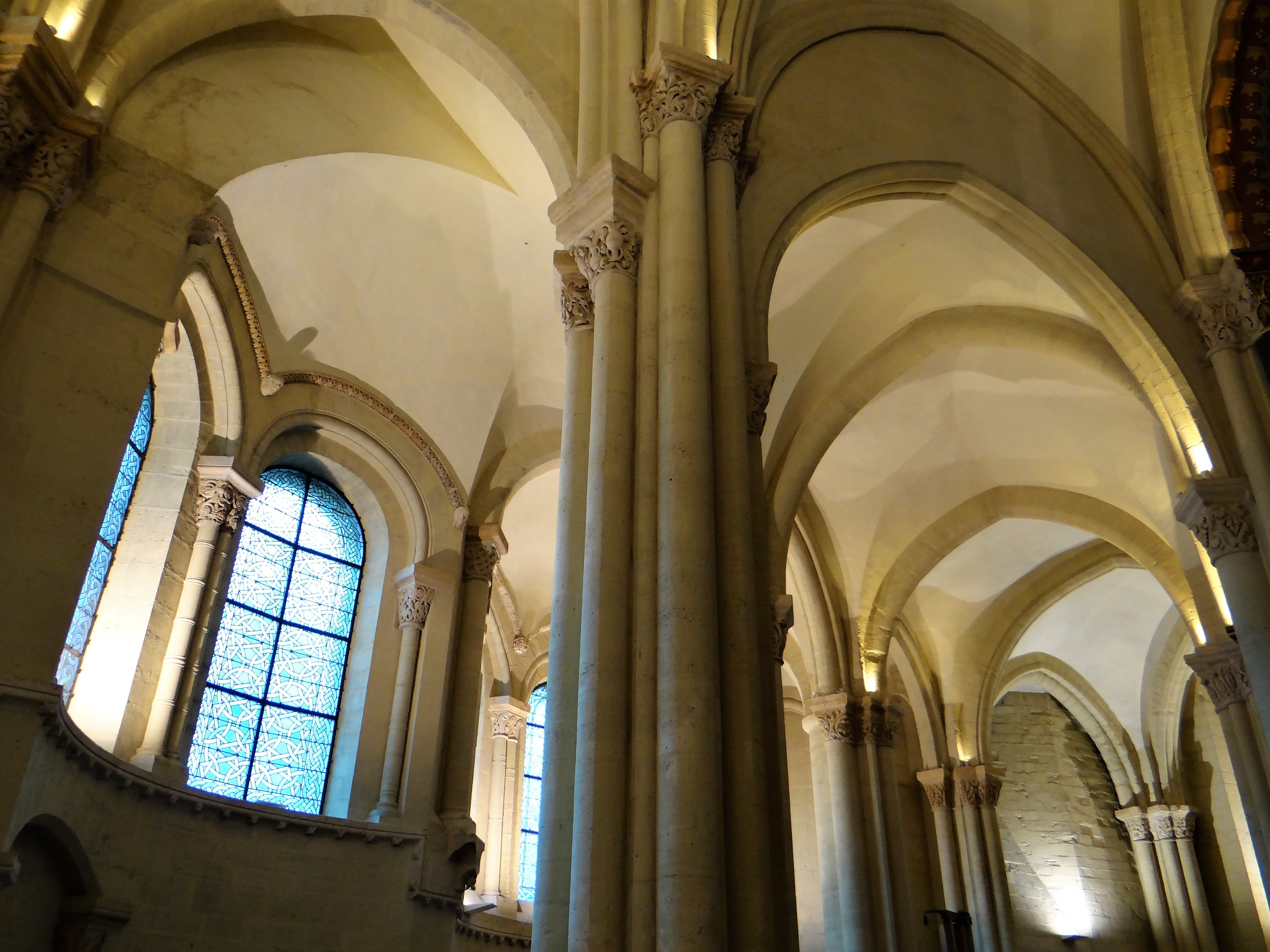
Déambulatoire sud-est.
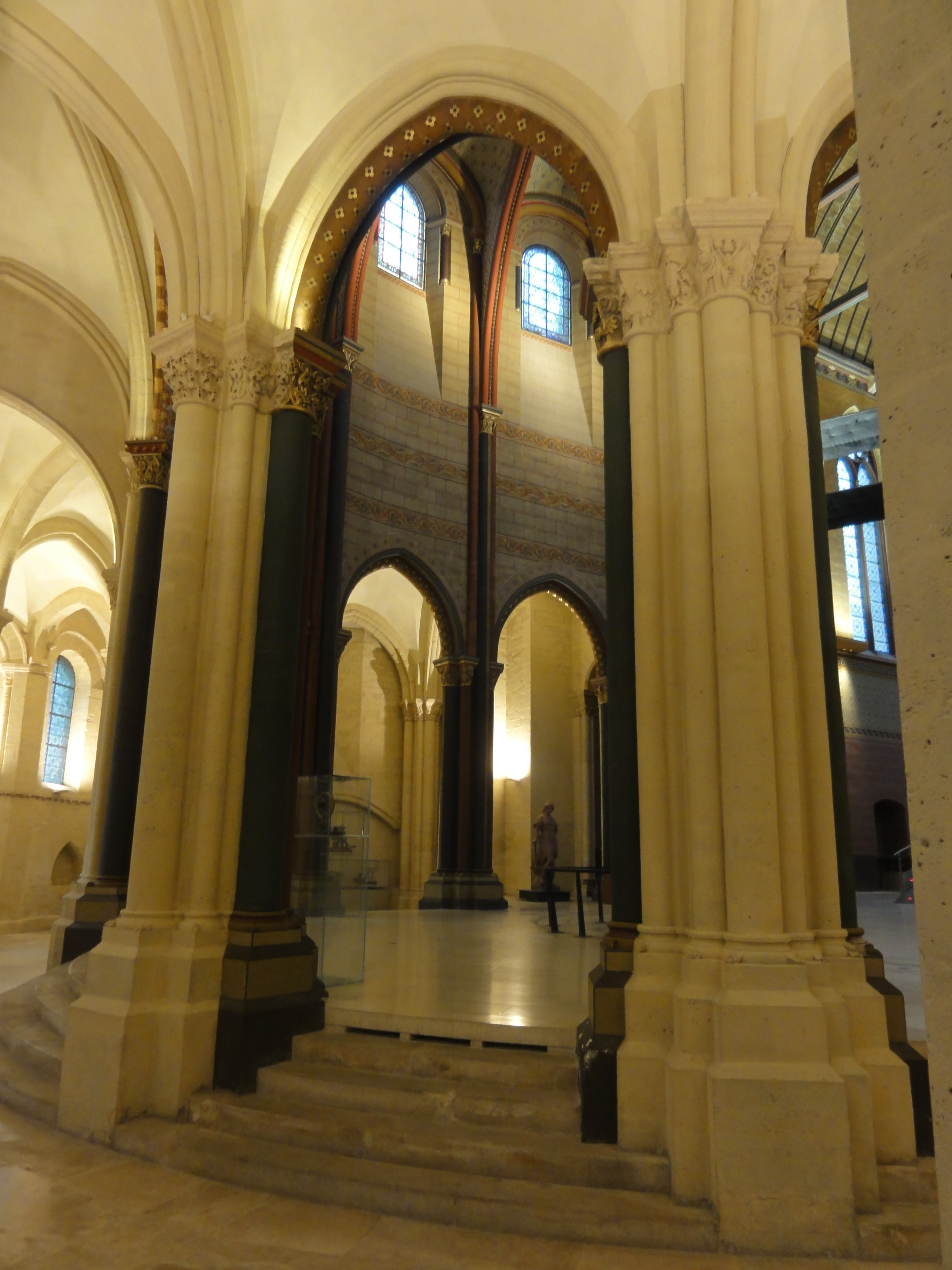
Déambulatoire nord-est, vue dans l'abside.
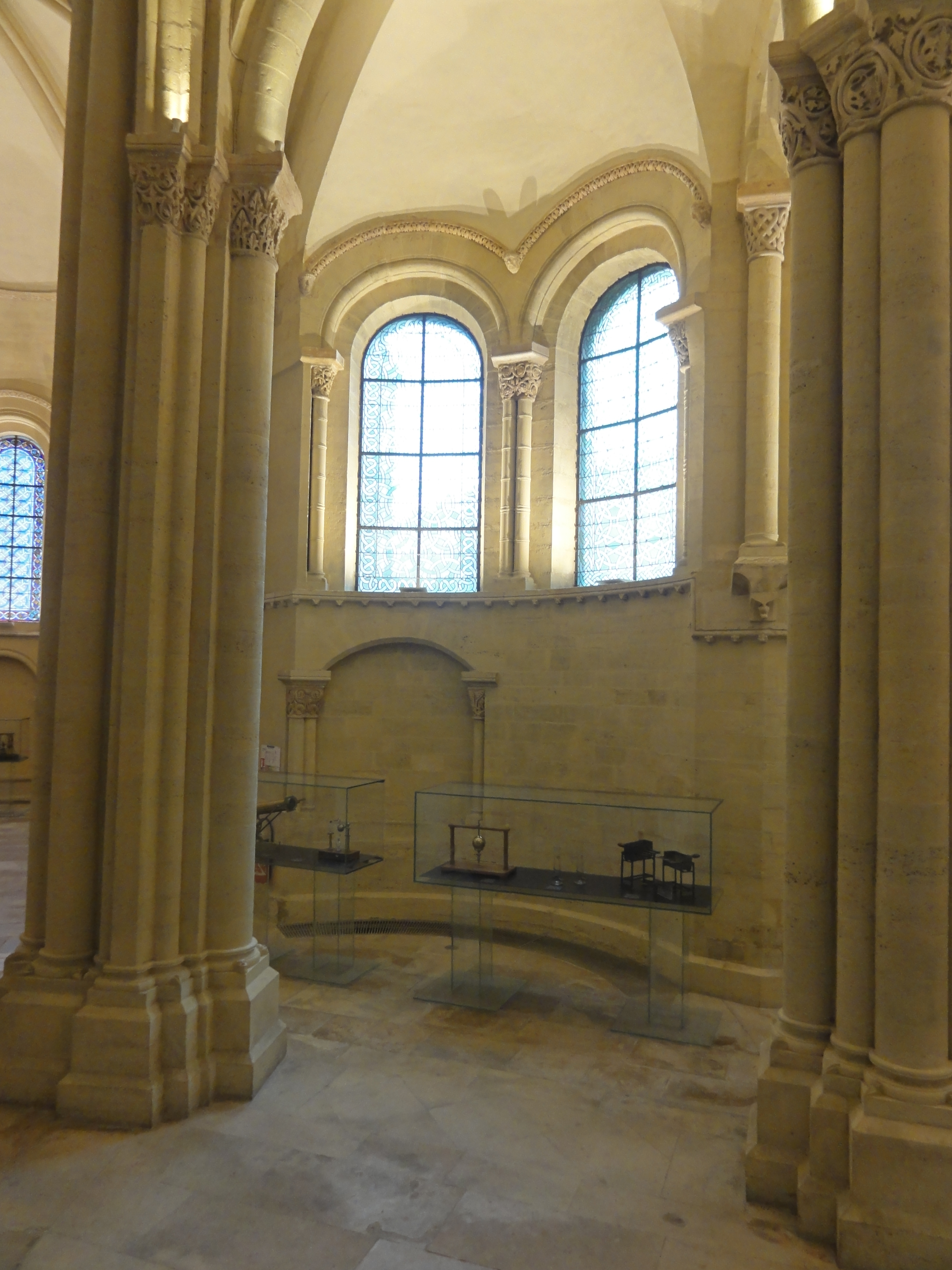
Chapelle rayonnante au sud-est.
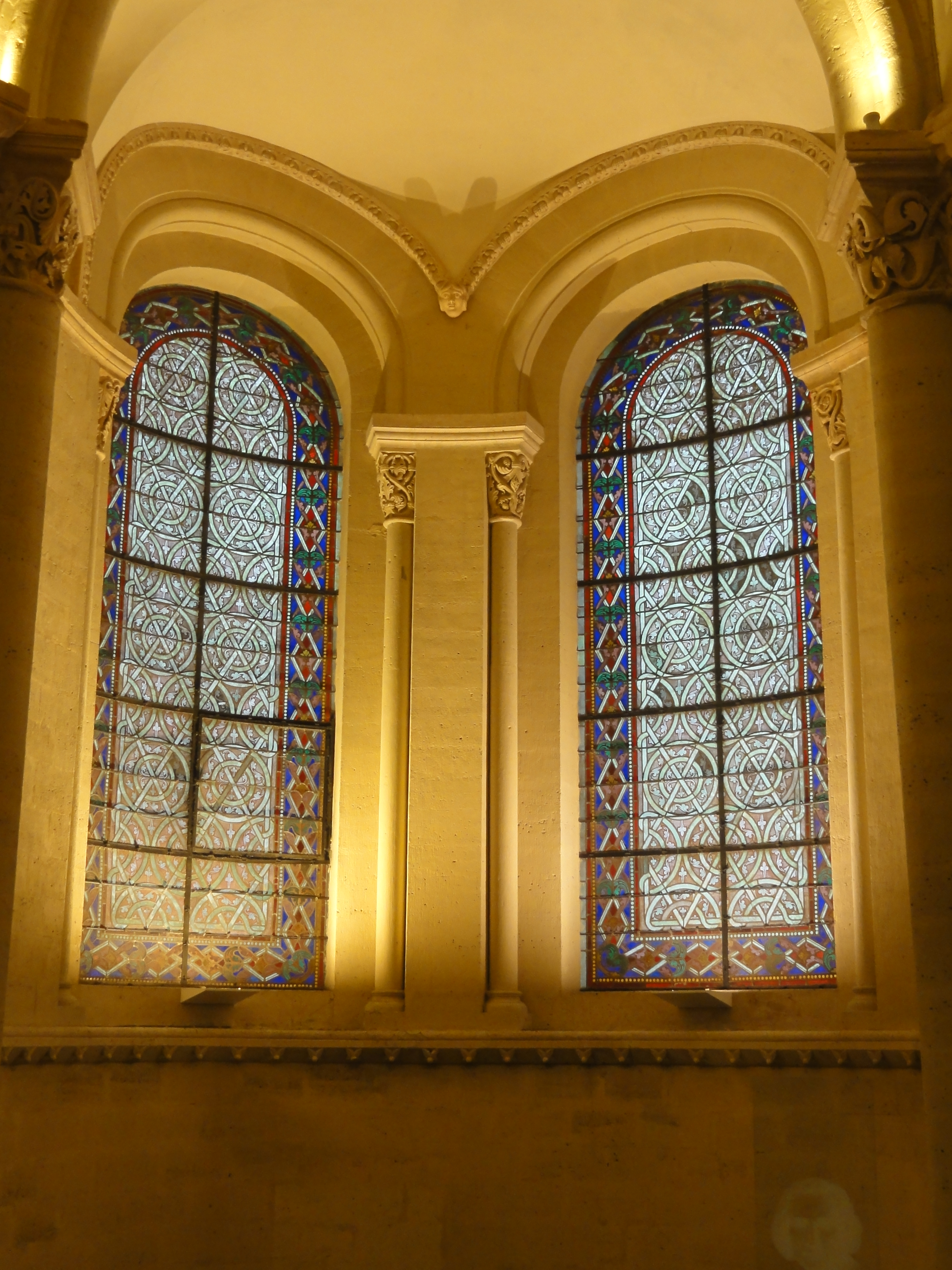
Chapelle rayonnante au nord-est, décor des fenêtres.

### Extérieur

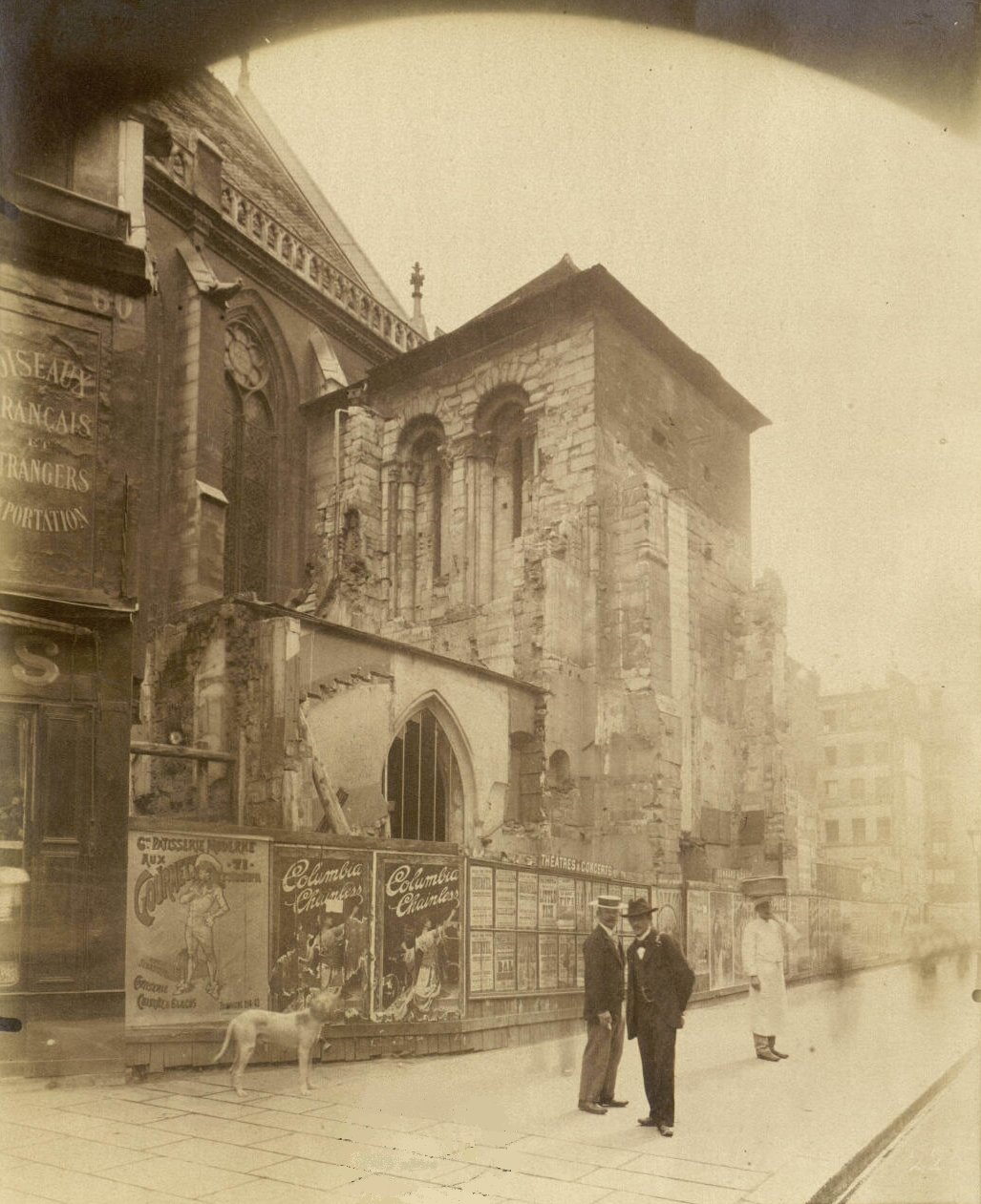
Le clocher avant 1913.

L'élément le plus ancien qui subsiste en élévation est le clocher carré au sud, à l'intersection entre nef et chœur. Il est généralement admis qu'il date de la fin du XIe siècle, et qu'il remonte aux premières années suivant l'installation des moines clunisiens, en 1079. Eugène Lefèvre-Pontalis est le seul à proposer une datation plus récente, et suppose une construction au tout début du XIIe siècle. Le clocher a en tout cas cohabité avec l'ancienne église. Il se prolongeait vers l'est par une absidiole, dont les parties basses du chevet en hémicycle ont été dégagées par Henri Deneux en 1913. Ce fut la chapelle Notre-Dame de la Pitié, soit une troisième chapelle dédiée à la Vierge avec la chapelle tréflée devant le chevet et la vaste chapelle Notre-Dame de l'Infirmerie au nord du chœur, sur l'actuel parvis du musée des Arts-et-Métiers. Une chapelle carrée faisait suite à la tour côté ouest, et abritait une Mise au tombeau, comme le sous-entend son titre de chapelle du Saint-Sépulcre, auquel s'ajouta plus tard celui de Saint-Paxent. L'apparence du vieux clocher n'a toutefois rien à voir avec son aspect qu'il avait gardé jusqu'au début du XXe siècle, quand il menaçait ruine : Henri Deneux a refait à neuf tout le parement, et s'est même efforcé de reconstituer la décoration des baies côté sud et côté est, sans rétablir toutefois l'étage de beffroi démoli en 1808. Il a également démoli la chapelle du Saint-Sépulcre. Des photos anciennes de l'élévation est montrent deux baies en plein cintre étroites et très rapprochées au niveau du premier étage, et deux baies de même forme plus larges et plus espacées au niveau du second étage. Un bandeau mouluré sépare les deux étages. Les contreforts d'angle ne vont pas plus loin que le premier étage, mais l'on voit aisément qu'ils sont incomplets et allaient jadis plus haut. Les colonnettes d'angle, les bâtons brisés de l'arc de décharge des baies du premier étage, la double archivolte et les colonnettes du second étage, et la frise en haut des contreforts, tout ceci a été mis en place par Deneux, qui n'a pas conservé les dimensions des baies, ni leur ébrasement. Pour les baies du second étage, Deneux s'est néanmoins basé sur les témoins conservés à l'ouest. Ici, l'on voyait encore les deux baies d'origine, placées en retrait de paroi et étroites comme des meurtrières, s'ouvrant sous des linteaux échancrés gravés en faux appareil. Elles étaient précédées par une double archivolte en plein cintre reposant sur deux paires de colonnettes en délit. Les deux colonnettes du milieu se partageaient un même chapiteau particulièrement large, décoré de monstres. L'archivolte inférieure était garnie d'un tore, alors que l'archivolte supérieure était un rang de claveaux nu. Tout ceci était délabré à un tel point qu'il était sans doute inéluctable de tout refaire. Quinze chapiteaux d'origine ont néanmoins été conservés : neuf à l'ouest et six à l'est, où pourtant aucun n'était visible avant la restauration,,.
Le chœur ne conserve extérieurement presque plus rien de sa substance d'origine. Sauf la partie basse au sud-est, qui était pratiquement ruinée au début du XIXe siècle, le chœur et la chapelle d'axe ont été reconstruits par Vaudoyer au milieu du XIXe siècle, qui ne laissa aucun témoin en place. L'élévation porte sur deux niveaux, comme à l'intérieur. Ce qui rend le chevet de Saint-Martin-des-Champs bien singulier est la couverture des chapelles rayonnantes et du déambulatoire par un toit unique, ce qui a nécessité des arcs et des encorbellements à l'intersection entre deux chapelles, comme à Saint-Étienne de Caen et la cathédrale de Coutances. On a voulu limiter cet encorbellement, et par conséquent, l'amorce des voûtes se voit au milieu des chapelles, en haut. La forme en hémicycle de l'abside s'affiche également à l'extérieur. L'abside est dépourvue d'arcs-boutants, qui ne sont apparus pour la première fois que quelques années après l'achèvement, vers 1155, à Saint-Germain-des-Prés. Le maître d'œuvre était toutefois conscient du fait qu'il fallait lutter contre la poussée des hautes-voûtes, et créa des murs-boutants au-dessus de certains doubleaux du déambulatoire. Ils sont larges de 1,85 m en moyenne, et s'arrêtent en dessous des fenêtres, de sorte que seuls leurs sommets émergent des toitures du déambulatoire. Du fait que ses doubleaux ne sont pas dans l'axe des piles du rond-point de l'abside, les murs-boutants ne le sont pas non plus, ce qui diminue leur effet. Ils ont néanmoins empêché l'effondrement des hautes-voûtes, qui subsistent toujours d'origine. Mais les voûtes du déambulatoire ont souffert du dispositif, et Deneux l'a modifié dans la partie sud-est qu'il restaura. — La décoration architecturale de l'abside est plus abondante qu'à l'intérieur. Les fenêtres sont entourées d'une baguette et sont flanquées par deux colonnettes à chapiteaux, dont les tailloirs font partie d'un bandeau mouluré qui fait le tour du chevet. Ils supportent une archivolte moulurée d'un tore et d'une gorge, et surmontée d'un cordon de fleurs de violette excavées, ressemblant vu de loin à des pointes-de-diamant. Les contreforts sont en forme de colonnettes appareillées, comme à Saint-Germer-de-Fly, et sont amortis par des chapiteaux qui butent contre la corniche, qui repose sur des modillons sculptés en masques. La décoration de la partie basse est presque la même qu'à l'intérieur, avec la corniche de mascarons en plus et les arcatures plaquées en moins. Les chapiteaux des archivoltes des fenêtres sont souvent engagés dans le mur ou dans les contreforts-colonnes au lieu d'être portés par des colonnettes. Pas tout n'est conforme aux dispositions d'origine, et l'on voit encore que Deneux peina à refaire le parement tout en conservant des éléments anciens, qui sont souvent comme enfoncés dans le mur. Ceci doit être dû à leur déversement, que Deneux ne pouvait corriger. Les photos anciennes montrent davantage de colonnettes, qui sont par ailleurs en délit et en partie annelées. Une seule date d'origine. Les contreforts, au nombre d'un par chapelle rayonnante, n'étaient pas des colonnettes, mais des contreforts plats présentant une retraite au milieu,.
De la nef, l'élévation sud reste telle qu'elle a été à la fin du XIIIe siècle jusqu'en haut des fenêtres. Deneux a déjà constaté que les parties basses du mur conservent par endroits un appareil constitué de petits moellons éclatés ou grossièrement layés, plus ou moins calibrés et dont les irrégularités des assises sont compensées par un épais lit de mortier. Il s'agit de vestiges de la nef précédente. Le mur-bahut conserve en outre les vestiges d'un ancien portail et de l'arcade vers la chapelle du Saint-Sépulcre, où s'adosse maintenant un contrefort reconstitué par Deneux. Les fenêtres semblent dominer le mur, mais elles sont relativement espacées, car il y a assez de place pour qu'une double gorge puisse les entourer. Les meneaux sont précédés par des tores portant des chapiteaux ronds et des bases, comme à l'intérieur. Le seuil des fenêtres se situe presque à mi-hauteur du mur gouttereau, mais les fenêtres prennent appui sur un haut glacis, diminuant la hauteur du mur-bahut et suggérant ainsi qu'elles descendent plus bas et sont plus hautes. Ce glacis forme larmier, et la partie inférieure de celui-ci se poursuit sur les contreforts. Faiblement saillants, ils présentent un autre larmier à mi-hauteur des fenêtres, sur la face extérieure uniquement, et se terminent par un glacis qui forme en même temps chaperon. Une gargouille garnit chacun des contreforts. Leur faible saillie des contreforts semble indiquer qu'ils n'étaient pas destinés à résister à la poussée d'éventuelles voûtes. La corniche et la balustrade ont été créées par Vaudoyer, qui imagina également la façade occidentale néogothique.

## Description du réfectoire
Le réfectoire, actuelle bibliothèque, est un édifice gothique exceptionnel à Paris par sa qualité et ses dimensions :
- largeur : 11,70 m,
- longueur : 42,80 m,
- hauteur sous la voûte : 15 m.

Il a été construit dans les années 1230. Il a été attribué sans preuve à Pierre de Montreuil.
Il est remarquable par la structure : il est composé de deux vaisseaux de huit travées voûtés d'ogives retombant sur une file de sept fines colonnes. Le réfectoire est éclairé par des baies géminées de 6 m de hauteur surmontées de rosaces. La minceur des colonnes centrales donne une impression de sveltesse à cette architecture.
Son décor est aussi de qualité avec :
- le portail sur une galerie du cloître. Celui-ci a probablement été entièrement refait par Léon Vaudoyer au XIXe siècle. Les dessins du portail au XVIIIe montrent qu'il était alors très détérioré mais Vaudoyer s'est inspiré scrupuleusement de l'existant pour refaire le portail actuel,
- la chaire du lecteur.

Réfectoire
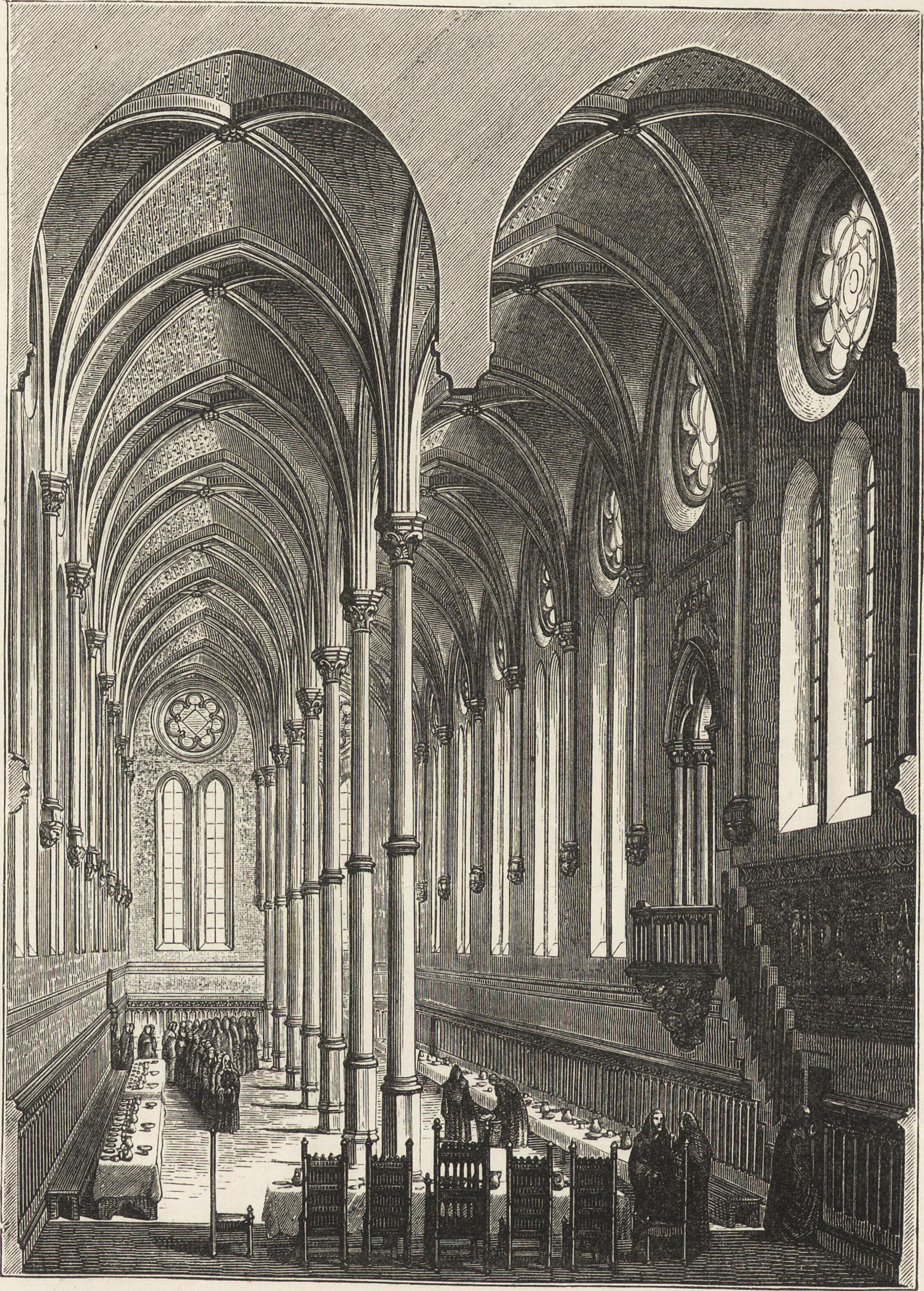
Gravure (1870).
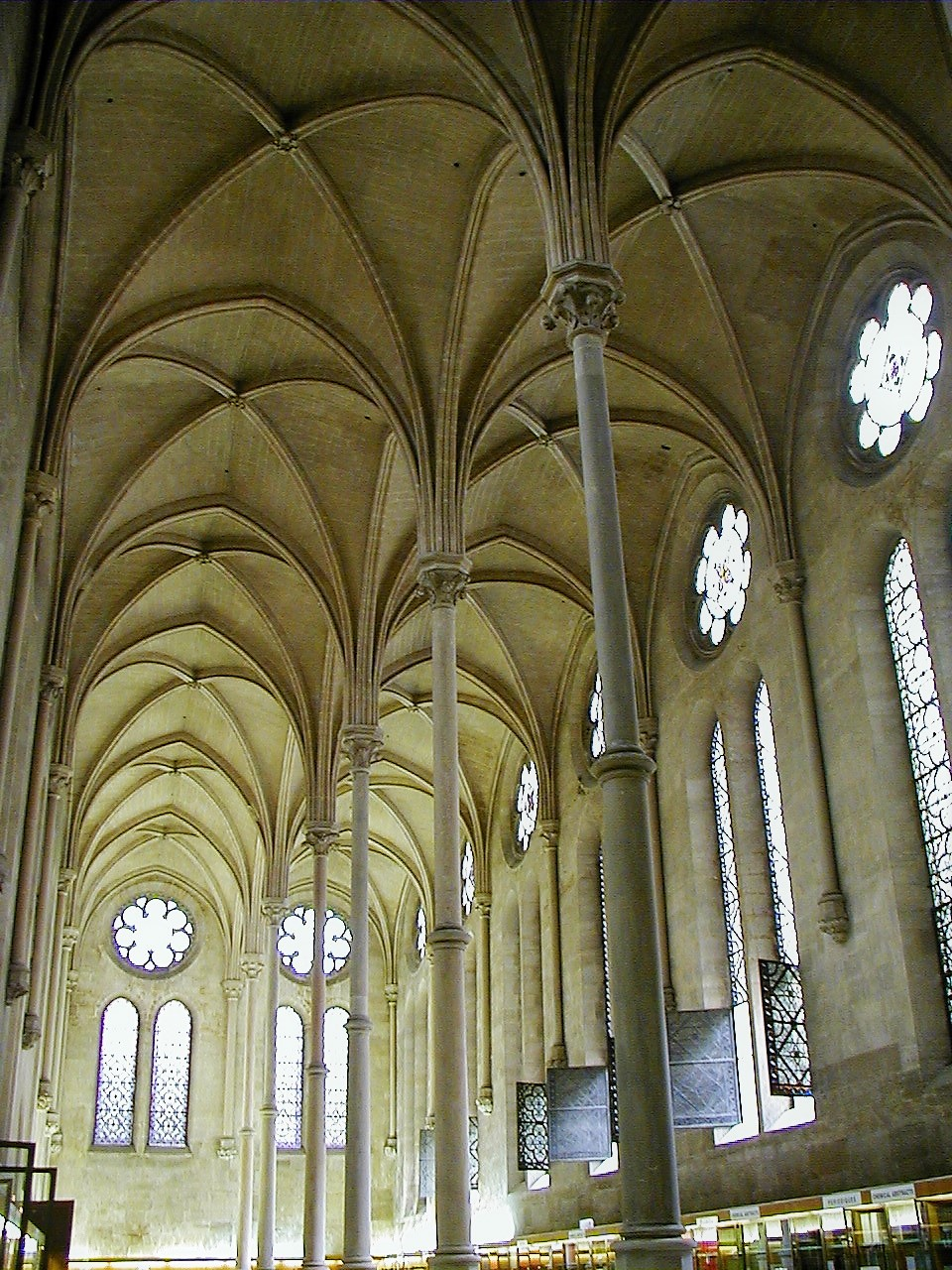
Réfectoire (actuelle bibliothèque) – Intérieur vu vers l'ouest (mur pignon) et fenêtres sur la cour principale.
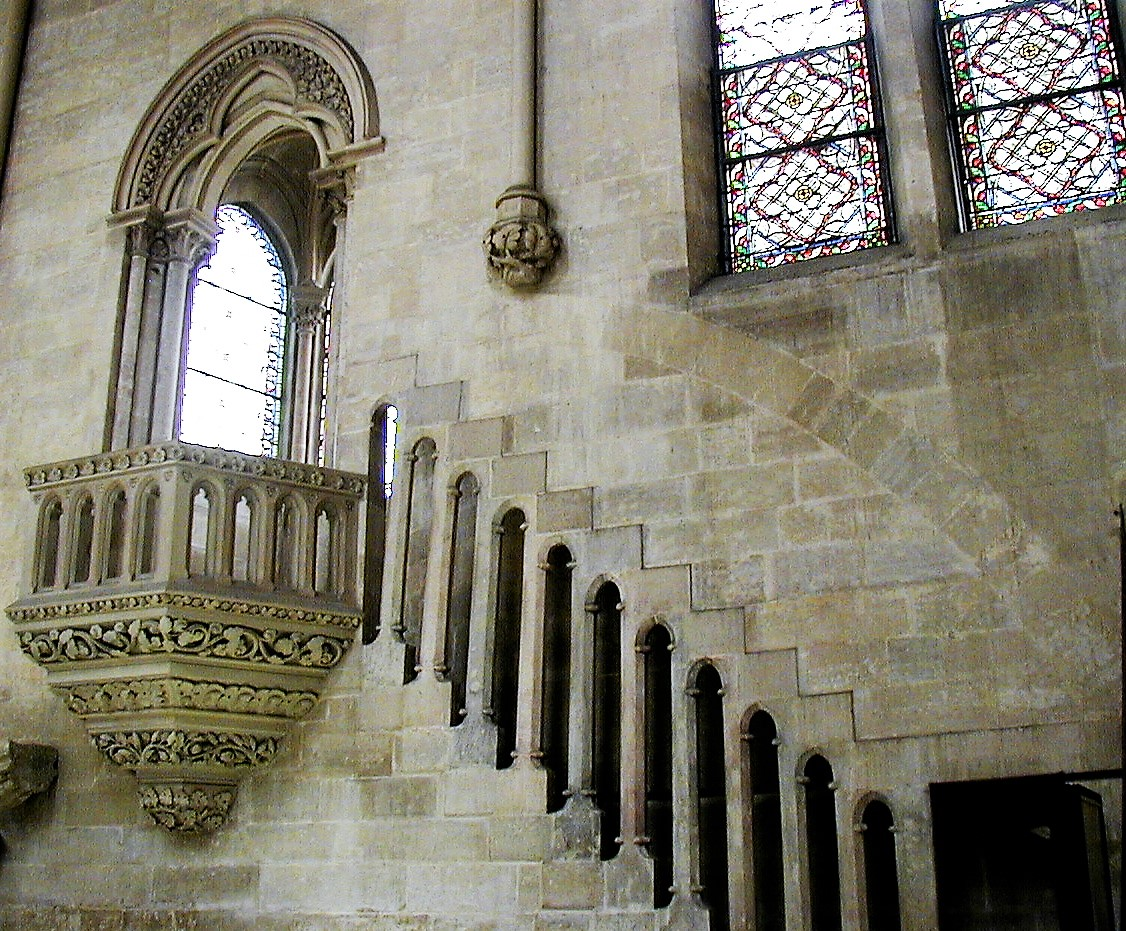
Chaire du lecteur.
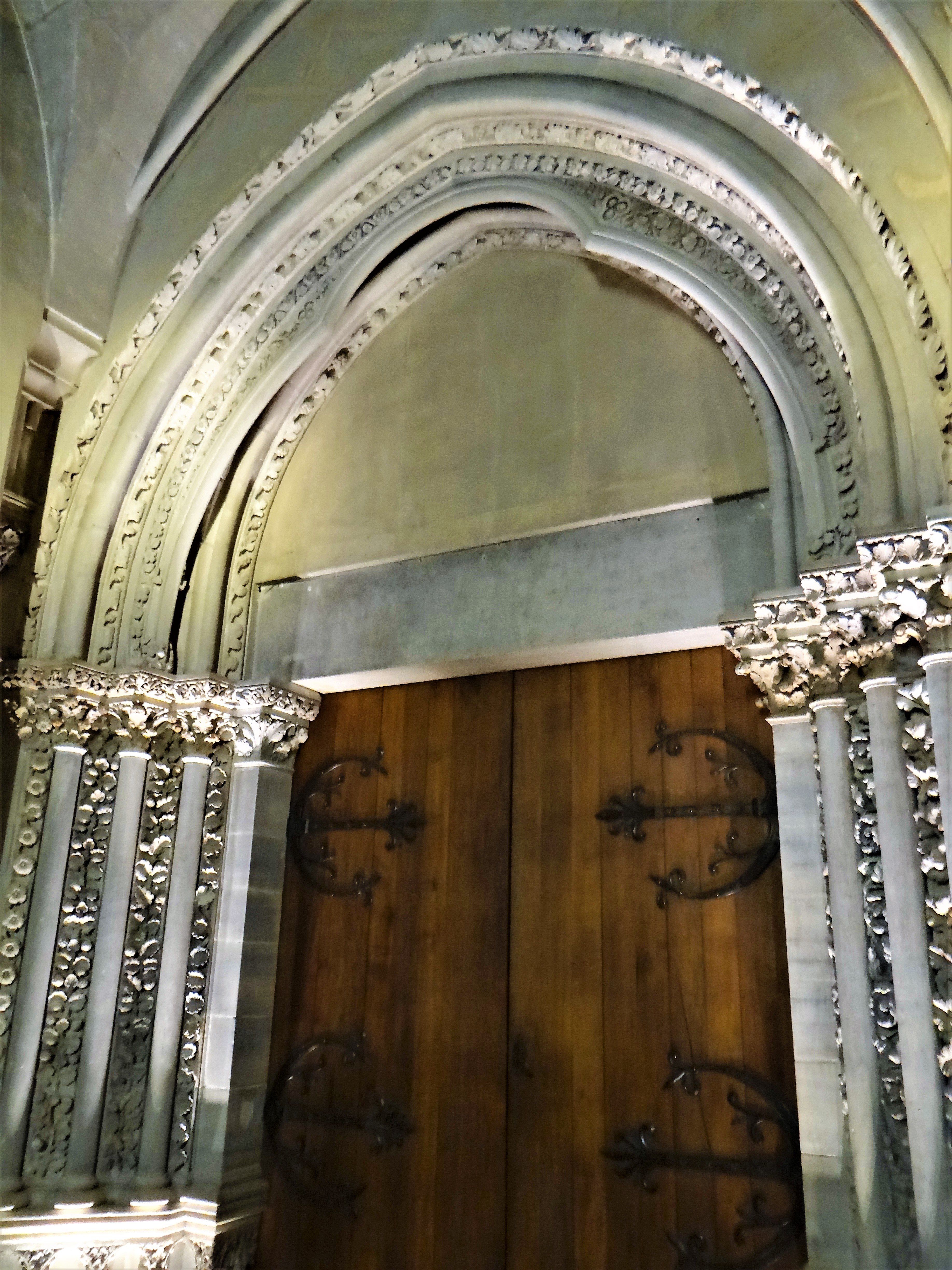
Porte d'entrée.
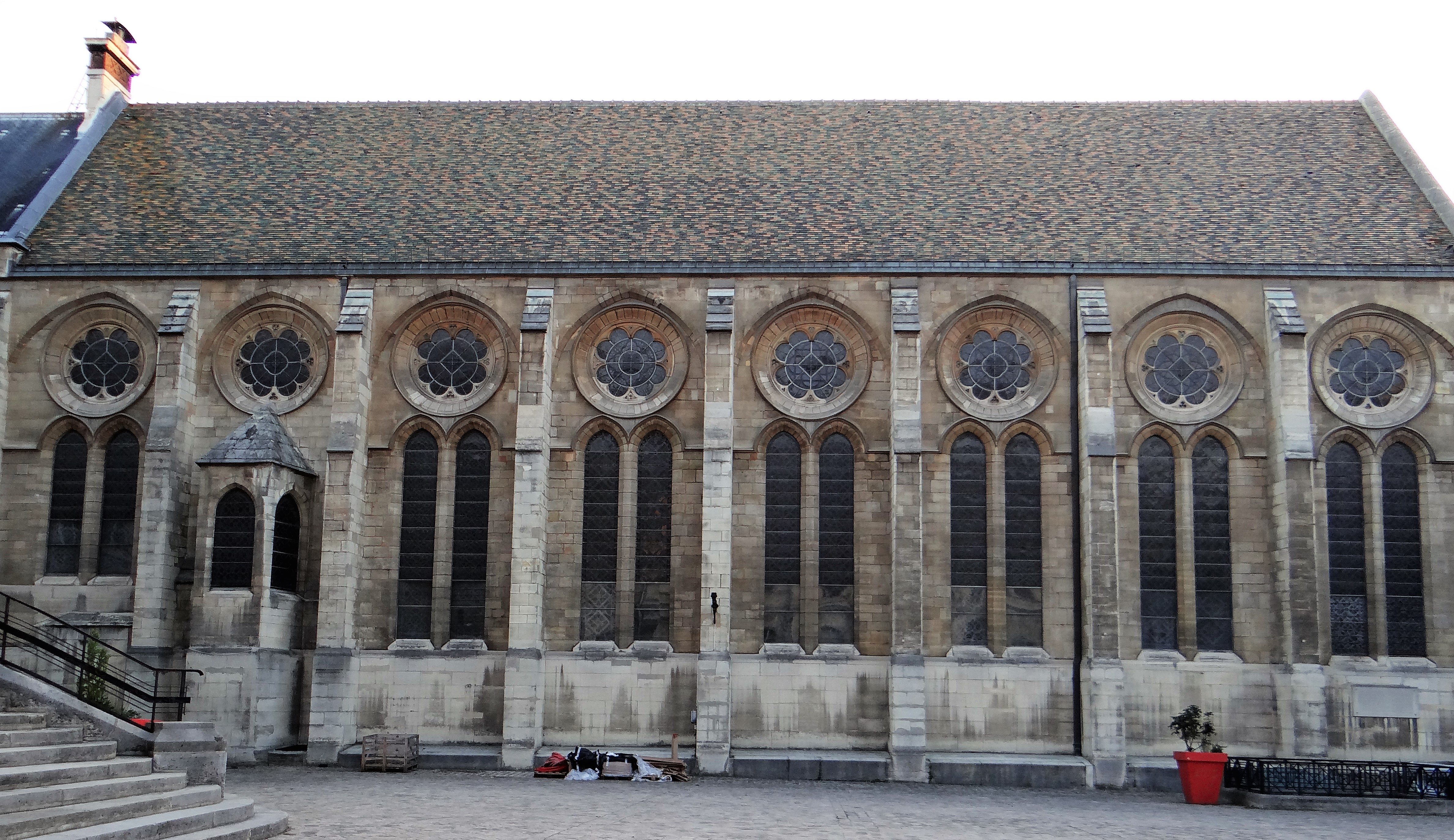
Façade sur la cour d'honneur.

Entre 2015 et 2019, le bâtiment a fait l'objet d'un chantier de restauration et d'aménagement de plus de 3,3 millions d'euros.

## Mobilier de l'église

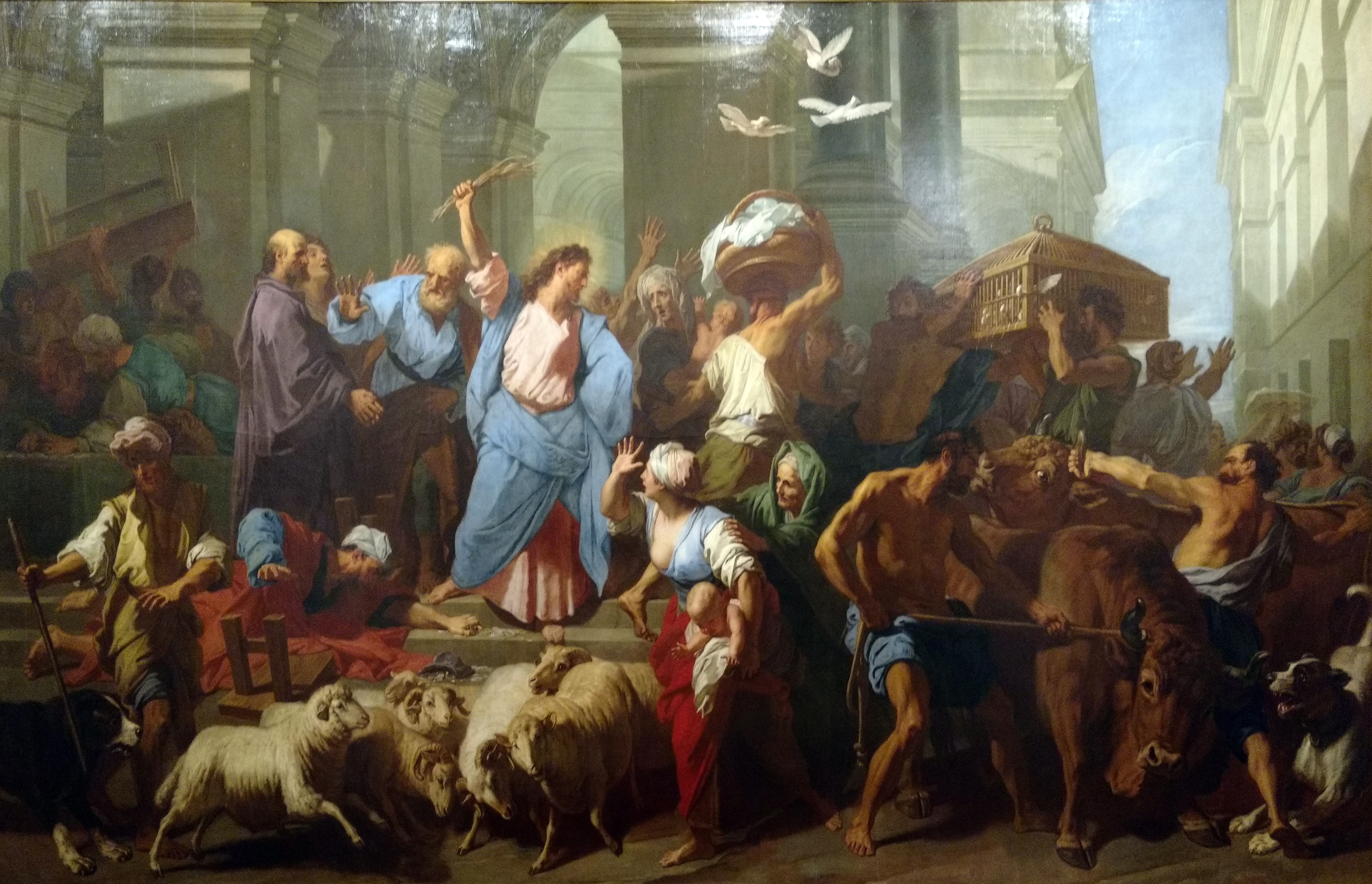
Les marchands chassés du Temple,
Jean Jouvenet.

L'église a possédé plusieurs œuvres d'art qui ont été dispersées ou ont disparu :
- tableaux de Jean Jouvenet terminés en 1706[85] :
  - Les marchands chassés du Temple (musée des beaux-arts, Lyon)[86],
  - La résurrection de Lazare (musée du Louvre)[87],
  - La pêche miraculeuse (musée du Louvre)[88],
  - Le repas chez Simon (musée des beaux-arts, Lyon).
- tableau La Circoncision de Claude Vignon, aujourd'hui à la primatiale Saint-Jean de Lyon, qui était en retable sur le maître-autel,
- tableau : Le Centenier au pieds de Jésus de Pierre-Jacques Cazes (1727),
- tableau L'Entrée de Jésus à Jérusalem de Carl van Loo,
- tableau Le Paralytique à la piscine de Bethseda de Jean II Restout (musée des beaux-arts, Arras)
- sculpture Notre-Dame de toute joie ou Notre-Dame de la Carole (basilique Saint-Denis)[89].

## Le prieuré dans l'art

Réfectoire
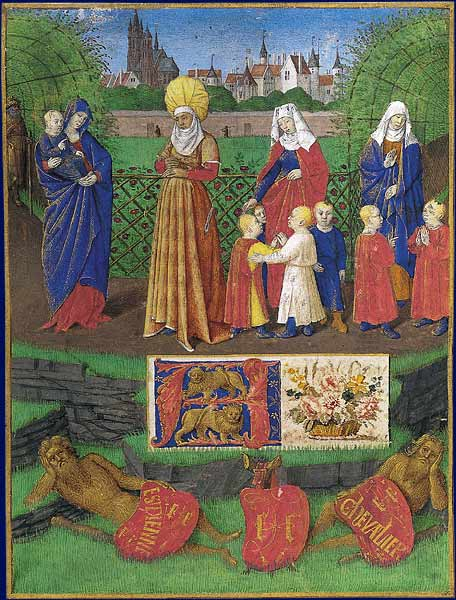
Sainte Anne et ses filles devant l'église du prieuré Saint-Martin-des-Champs – Miniature tirée du Livre d'heures d'Étienne Chevalier par Jean Fouquet, XVe siècle.